# Magyar 2. hadsereg

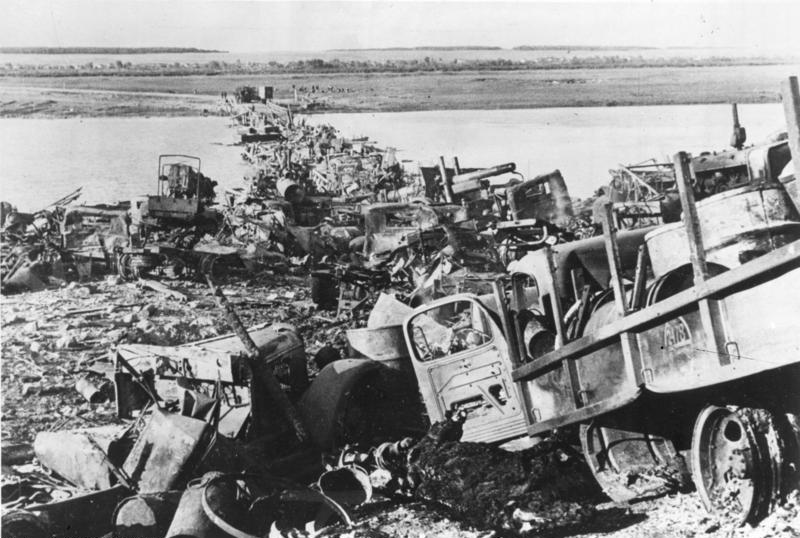
Veszteségek a harcok után a Don partján, 1942

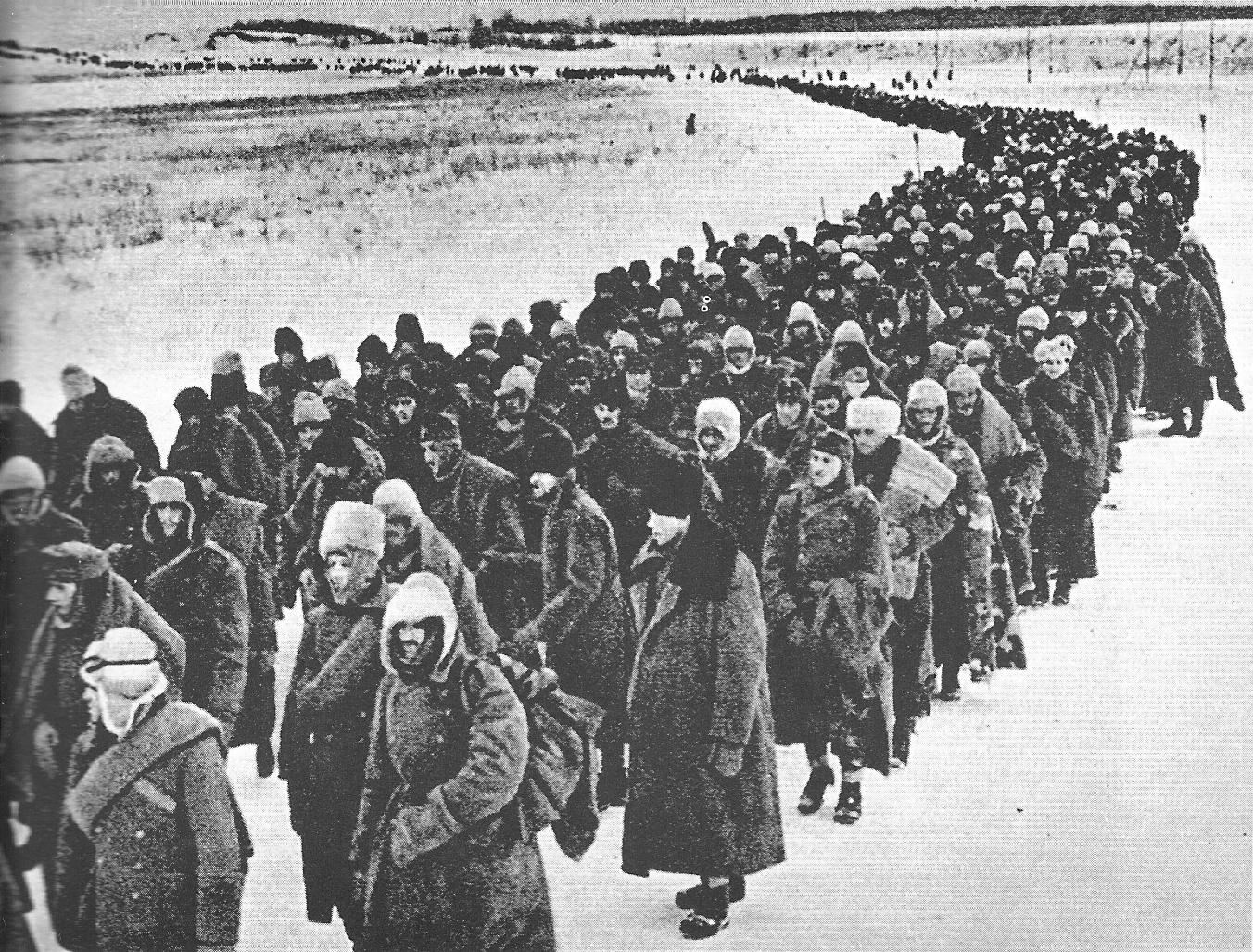
Német, olasz, román és magyar hadifoglyok, 1943

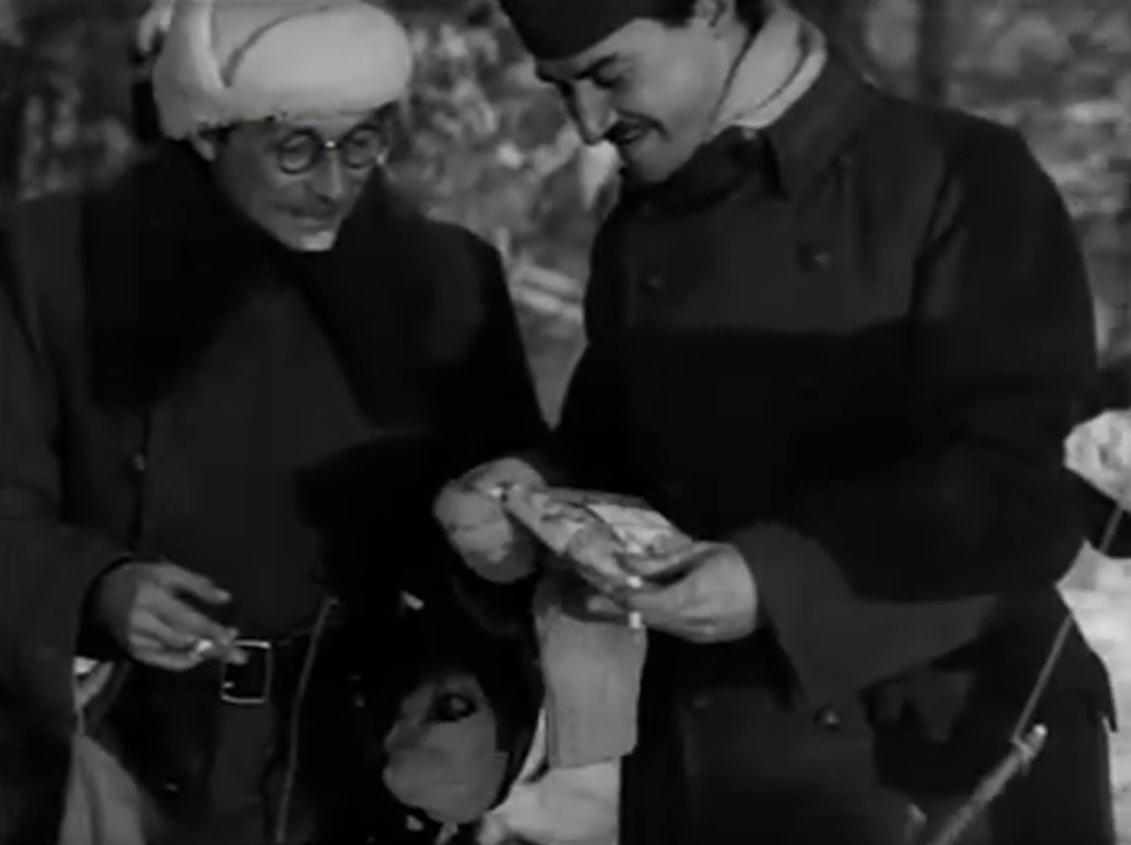
II. Magyar Hadsereg katonái 1942 karácsonyán a keleti hadszíntéren

A Magyar 2. hadsereg (Magyar Királyi 2. honvéd hadsereg) a Magyar Királyi Honvédségnek az 1941/1942-ben érvényes hadrendben nem szereplő alakulata volt, amelyet 1942-ben állítottak fel, és a keleti hadszíntérre küldték harcolni. A hadsereg 1943 januárjában a Voronyezs körzetében vívott harcok során rendkívül súlyos, megsemmisítő veszteségeket szenvedett. A Don-kanyarban vívott harcok a magyar hadtörténelem legszomorúbb fejezetei közé tartoznak: a megfelelő fegyverzet és felszerelés nélkül kiküldött, lehetetlen feladattal megbízott honvédek ezrei szenvedtek, és vesztek oda a -40 fokos orosz télben. A Főparancsnokság és az ország vezetésének mozgástere a katasztrófa elkerülésére teljesen beszűkült.
1938-ra a tengelyhatalmak európai politikai előtérbe helyeződése Magyarország számára lehetőséget biztosított a fegyverkezési egyenjogúságra (1938. augusztus 23-i bledi egyezmény). A lehetőséget a gazdaság növekedése is biztosította. Ezek alapján életbe lépett a Huba hadrend, melyet (1943-ig, a Szabolcs hadrend kialakításáig) többször változtattak.
1940. március 1-jén a hadrendben három hadsereg-parancsnokságot állítottak fel:
- 1. Szolnok (később Kolozsvár): a debreceni VI., a kassai VIII. és a kolozsvári IX. hadtestből (Magyar 1. hadsereg),
- 2. Budapest: a budapesti I., a székesfehérvári II. és a miskolci VII. hadtestből (2. magyar hadsereg),
- 3. Pécs: a szombathelyi III., a pécsi IV. és a szegedi V. hadtestből (Magyar 3. hadsereg).

A megalakult három hadsereg egyikét sem vetették be eredeti szervezetében. A hadtestekben a rendelkezésre álló rövid idő alatt nem sikerült jelentős mennyiségi fejlesztést végrehajtani, ezért megmaradt a két gyalogezredes kialakítás. Ezt a formációt 1942. február 12-től kis átalakítással könnyű hadosztálynak (rövidítve: k.ho) keresztelték. Állományukba olyan ezredközvetlen alosztályok is bekerültek, amelyek eddig a gyalogdandárok hadrendjében nem szerepeltek, nevezetesen: egy-egy kerékpáros- és huszárszakasz, illetve egy kísérő könnyűágyús üteg.
1942 januárjában Magyarország német követelésre (mely 15 harcoló és 8 megszálló hadosztály vezetésének német részre történő átengedését tűzte ki célul) megbízta a Magyar 2. hadsereg-parancsnokságot egy három hadtestből (9 könnyű hadosztályból), egy páncélos hadtestből és egy repülődandárból álló hadsereg összeállítására. A hadsereget teljes egészében német irányítás alá helyezték, alkalmazásának módját, területi és időbeli hatályát nem korlátozták. A hadsereg a német Dél Hadseregcsoport (Heeresgruppe Süd) alárendeltségébe került.

## A Magyar Királyi Honvédség (Budapest) hadrendje 1941. április elején[3]
M. kir. Honvédelmi Miniszter: v. (vitéz) dálnokfalvi Bartha Károly szkv. (szolgálaton kívüli) vezérezredes
- Szárnysegéd: ilenczfalvi Sárkány Jenő vk. (vezérkari) ezredes
- Elnökség: v. ebesfalvi Lengyel Béla vk. ezredes
- Elnöki osztály: Perlaky Mihály alezredes

A Honv. Miniszter helyettese: bobai Győrffy-Bengyel Sándor altábornagy
Földi főcsoportfőnök: Schindler Szilárd altábornagy
- I. csoportfőnök: v. Náday István altábornagy (8 osztállyal)
- III. csoportfőnök: Ruszkiczay-Rüdiger Imre vezérőrnagy (6 osztállyal)
- Légügyi csoportfőnök: v. Littay András vezérezredes (5 osztállyal)

A m. kir. Honvédvezérkar főnöke: Werth Henrik vezérezredes (8 osztállyal)
- Szárnysegéd: Hardy Kálmán vk. ezredes

Hadműveleti csoportfőnök: v. László Dezső vk. ezredes (5 osztállyal)
Kiképzési csoportfőnök: v. Horváth Sándor vezérőrnagy (3 osztállyal)
A katonai kabinetiroda főnöke és főhadsegéd: v. Keresztes-Fisher Lajos vezérezredes
- A kabinetiroda főnökének helyettese: sárbogárdi Mészöly Elek vk. alezredes
- 1. szárnysegéd: v. békei Koós Miklós vezérőrnagy
- A testőrség parancsnoka: v. csiktaplóczai Náray Antal ezredes

A legfelsőbb Honv. Tanács vezértitkára: v. náray Náray Antal vk. ezredes

### 1. hadsereg (Kolozsvár)
Parancsnok: Schweitzer István altábornagy
- Vezérkari főnök: v. Feketehalmy-Czeydner Ferenc vezérőrnagy

IV. hadtest (Debrecen): v. dédesi Bajnóczy József altábornagy
- Vezérkari főnök: Cseke Mihály vk. alezredes
- Tüzérségi pk.: Bogányi Károly vezérőrnagy
- Közig. vez. és állomáspk.: Kiskéry Lóránd vezérőrnagy

16. gyalogdandár (Szolnok): v. Hunfalvy Elemér vezérőrnagy
- 10. gyalogezred (Szolnok): v. Kuczoray Dezső ezredes
- I. zászlóalj (Szolnok), II. zászlóalj (Berettyóújfalu), III. zászlóalj (Karcag); 16. tábori tüzérosztály
- (Szolnok): névedi Bokross László alezredes

17. gyalogdandár (Debrecen): v. Bakay Szilárd vezérőrnagy
- 11. gyalogezred (Debrecen): Újlaky Jenő ezredes
- I. zászlóalj (Debrecen), II. zászlóalj (Debrecen), III. zászlóalj (Orosháza); 18. tábori tüzérosztály
- (Orosháza); Ámon Ferenc alezredes

18. gyalogdandár (Békéscsaba): Olgyay Károly vezérőrnagy
- 19. gyalogezred (Békéscsaba): v. Dénesfalvy Dénes ezredes
- I. zászlóalj (Békéscsaba), II. zászlóalj (Mezőtúr), III. zászlóalj (Orosháza), 18. tábori tüzérosztály
- (Orosháza): Noel Ödön alezredes

66. határvadász-ezred (Orosháza): dezséri Bobok Miksa alezredes
- 31. határvadász zászlóalj (Battonya), 20. határvadász-zászlóalj (Gyula)
- 66. tüzérosztály (Orosháza)

VI. gépvontatású közepes tarackos üteg; VI. légvédelmi tüzérosztály; VI. közelfelderítő repülőszázad; VI. fogatolt és VI. gépvontatású vonatosztály.
VIII. hadtest (Kassa): v. Szombathelyi Ferenc altábornagy
- Vezérkari főnök: alsókománai Álgya-Pap Zoltán vk. ezredes
- Tüzérségi parancsnok: v. Sajó János ezredes
- Közig. vez. és állomáspk: v. szilasi és pilisi Szilassy Iván vezérőrnagy

22. gyalogdandár (Nyíregyháza): v. Máray Aladár vezérőrnagy
- 12. gyalogezred (Nyíregyháza): v. Kozma Zoltán ezredes
- 22. tábori tüzérosztály (Nyíregyháza): Klenóczy Aurél ezredes

23. gyalogdandár (Kassa): v. Máthé Kálmán vezérőrnagy
- 21. gyalogezred (Kassa): v. Pőtze Dezső ezredes
- I. zászlóalj (Kassa); II. zászlóalj (Kassa); III. zászlóalj (Szerencs)
- 23. tábori tüzérosztály: testhali Jordán János ezredes (Kassa)

24. gyalogdandár (Ungvár): v. Vásárhelyi Andor vezérőrnagy
- 24. gyalogezred (Ungvár): v. Vizy Antal ezredes
- I. zászlóalj (Ungvár); II. zászlóalj (Huszt); III. zászlóalj (Munkács)
- 24. tábori tüzérosztály (Munkács): v. alsóviszokai Gerlóczy László ezredes

8. határvadász-dandár (Munkács): nagyrákói és kelemenfalvi Rakovszky György vk. ezredes
- 2. határvadász-zászlóalj (Borsa): Sziklay Alfréd alezredes;
- 3. határvadász-zászlóalj (Rahó): Batta Andor alezredes;
- 10. határvadász-zászlóalj (Ökörmező): Gönczy Aladár alezredes;
- 3811. határvadász-zászlóalj (Fenyvesvölgy): Magda Elek alezredes;
- 25. határvadász-zászlóalj (Vezérszállás): Kunéry Gábor alezredes;
- 26. határvadász-zászlóalj (Nagyberezna): ?
- 8. határvadász-tüzérosztály (Munkács): Sopronfalvy Jenő ezredes

VIII. kerékpáros zászlóalj (Nagyszőllős): Becsey Jenő ezredes
VIII. gépvontatású közepes tarackos üteg; VIII. légvédelmi tüzérosztály;
VIII. utász zászlóalj; VIII. híradó zászlóalj; VIII. lovas század; VIII. közelfelderítő repülőszázad;
VIII. fogatolt és VIII. gépvontatású vonatosztály.
IX. hadtest (Kolozsvár): szentgyörgyvári Stirling László altábornagy
- Vezérkari főnök: v. Horváth Ferenc vk. ezredes
- Tüzérségi pk.: v. Oláh József ezredes
- Közig. vez. és állomáspk.: Berkovich Brunó vezérőrnagy

25. gyalogdandár (Nagyvárad): v. Góthay Béla vezérőrnagy
- 25. gyalogezred (Nagyvárad): v. kisóczi Kálmán Imre ezredes
- I. zászlóalj (Nagyvárad); II. zászlóalj (Zilah); III. zászlóalj (Nagykároly)
- 25. tábori tüzérosztály (Zilah): Szepesváraljay Alfonz alezredes

26. gyalogdandár (Dés): v. Marschalkó Béla vezérőrnagy
- 26. gyalogezred (Dés): v. Kászonyi Zoltán ezredes
- I. zászlóalj (Kolozsvár); II. zászlóalj (Dés); III. zászlóalj (Beszterce)
- 26. tábori tüzérosztály (Szamosújvár): v. Cseh Kálmán alezredes

27. gyalogdandár (Marosvásárhely): v. Kolthay Ferenc vezérőrnagy
- 27. gyalogezred (Marosvásárhely): v. Császy József ezredes
- I. zászlóalj (Sepsiszentgyörgy); III. zászlóalj (Székelyudvarhely);
- III. zászlóalj (Marosvásárhely)
- 27. tábori tüzérosztály (Marosvásárhely): Bálint József alezredes

9. határvadászdandár (Gyergyószentmiklós): v. Lághy Emil vezérőrnagy
- 21. határvadász-zászlóalj (Gyergyótölgyes); 24. határvadász-zászlóalj (Kézdivásárhely)
- 32. határvadász-zászlóalj (Csíkszereda); 33. határvadász-zászlóalj (Tihucza)
- 9. határvadász-tüzérosztály (Gyergyószentmiklós): Kereszthy György alezredes

69. határvadász ezred (Marosvásárhely): Ákosy Károly alezredes
- 22. határvadász-zászlóalj (Beszterce); 23. határvadász-zászlóalj (Marosvásárhely); 34. határvadászzászlóalj (Székelyudvarhely);
- 69. határvadász-tüzérosztály (Marosvásárhely): szigeti Szabó Géza alezredes

IX. gépvontatású közepes tarackos üteg; IX. légvédelmi tüzérosztály;
IX. utász zászlóalj; IX. híradó zászlóalj; IX. lovasszázad; IX. közelfelderítő repülőszázad; IX. fogatolt és IX. gépvontatású vonatosztály

### 2. hadsereg (Budapest)
Parancsnok: vitéz Jány Gusztáv altábornagy
Vezérkari főnök: vitéz csikszentsimoni Lakatos Géza vezérőrnagy
Parancsnok (pk.): Decleva Zoltán altábornagy
I. hadtest (Budapest): v. Decleva Zoltán altábornagy
- Vezérkari főnök: 1941. február 1-től betöltetlen
- Tüzérségi pk.: Ternegg János vezérőrnagy
- Légvédelmi tüzérségi pk.: vitéz Barczaujfalussy Egon ezredes
- Műszaki pk.: Stemmer László ezredes
- Közigazdasági vezető és állomáspk.: vitéz Szücs Endre vezérőrnagy

1. gyalogdandár (Budapest): vitéz Aggteleky Béla vezérőrnagy
- 1. gyalogezred (Budapest): vitéz Asztalossy Aladár ezredes
- I. zászlóalj (Budapest); II. zászlóalj (Budapest); III. zászlóalj (Aszód)
- 1. tábori tüzérosztály (Aszód): Billnitzer Ernő ezredes

2. gyalogdandár (Budapest): vitéz báró san martino del carsoi Heim Géza vezérőrnagy
- 2. gyalogezred (Budapest): vitéz Oszlányi Kornél ezredes
- I. zászlóalj (Budapest); II. zászlóalj (Budapest); III. zászlóalj (Jászberény)
- 2. tábori tüzérosztály (Budapest): Berecz Sándor ezredes

3. gyalogdandár (Budapest): vitéz Osskó Károly vezérőrnagy
- 15. gyalogezred (Vác): vitéz Máday Vincze ezredes
- I. zászlóalj (Vác); II. zászlóalj (Budapest); III. zászlóalj (Vác)
- 3. tábori tüzérosztály (Budapest): Solth Imre ezredes

I. gépvontatású közepes tarackos üteg; I. légvédelmi tüzérosztály;
I. utász zászlóalj; I. híradó zászlóalj; I. lovasszázad; I. közelfelderítő repülőszázad; I. fogatolt és I. gépvontatású vonatosztály
III. hadtest (Székesfehérvár)
Parancsnok (pk.): vitéz Henney Gusztáv vezérőrnagy
- Vezérkari főnök: Szirmay Aladár vezérkari alezredes
- Tüzérségi pk.: dobfeneki Syposs János vezérőrnagy
- Műszaki pk.: koltai Vidos Géza ezredes
- Közigazgatási vezető és állomáspk.: vitéz Madaras Béla vezérőrnagy

4. gyalogdandár (Székesfehérvár): vitéz Paksy Ernő vezérőrnagy
- 3. gyalogezred (Székesfehérvár): vitéz Ginszkey Oszkár ezredes
- I. zászlóalj (Székesfehérvár); II. zászlóalj (Tatatóváros); III. zászlóalj (Székesfehérvár)
- 4. tábori tüzérosztály (Székesfehérvár): Mérey-Kastner Róbert alezredes

5. gyalogdandár (Győr): vitéz Kolossváry Imre ezredes
- 16. gyalogezred (Győr): vitéz Mindszenty János ezredes
- I. zászlóalj (Győr); II. zászlóalj (Dunaszerdahely); III. zászlóalj (Magyaróvár)
- 5. tábori tüzérosztály (Győr):vitéz maasfeldi Hanke Vilmos ezredes

6. gyalogdandár (Komárom): vitéz Németh Imre vezérőrnagy
- 22. gyalogezred (Komárom): vitéz Sziklay György ezredes
- I. zászlóalj (Komárom); II. zászlóalj (Komárom); III. zászlóalj (Esztergom)
- 6. tábori tüzérosztály (Komárom): Mánhold Ede alezredes

II. kerékpáros zászlóalj (Érsekújvár): Barátosy Lajos alezredes
II. gépvontatású közepes tarackos üteg; II. légvédelmi tüzérosztály;
II. utász zászlóalj; II. híradó zászlóalj; II. lovasszázad; II. közelfelderítő repülőszázad; II. fogatolt és II. gépvontatású vonatosztály
VII. hadtest (Miskolc)
Parancsnok (pk.): vitéz szotyori Nagy Gyula altábornagy
- Vezérkari főnök: vitéz felsőtorjai Kozma István vezérkari ezredes
- Tüzérségi pk.: vitéz Rábay István vezérőrnagy
- Közigazdasági vezető és állomáspk.: Beleznay Győző vezérőrnagy

19. gyalogdandár (Miskolc): vitéz Csatáry József vezérőrnagy
- 13. gyalogezred (Miskolc): vitéz Hegedűs Zoltán ezredes
- I. zászlóalj (Miskolc); II. zászlóalj (Miskolc); III. zászlóalj (Tornaalja)
- 19. tábori tüzérosztály (Miskolc): Tarnay Károly alezredes

20. gyalogdandár (Eger): vitéz Domaniczky Ödön vezérőrnagy
- 14. gyalogezred (Eger): uzoni Kovács Károly ezredes
- I. zászlóalj (Eger); II. zászlóalj (Eger); III. zászlóalj (Gyöngyös)
- 20. tábori tüzérosztály (Gyöngyös): Kovács Tibor alezredes

21. gyalogdandár (Losonc): Röder Jenő vezérőrnagy
- 23. gyalogezred (Losonc): Tilger Ferenc ezredes
- I. zászlóalj (Losonc); II. zászlóalj (Balassagyarmat); III. zászlóalj (Salgótarján)
- 21. tábori tüzérosztály (Losonc): Récsey Lajos alezredes

VII. kerékpáros zászlóalj (Rozsnyó): vitéz milnói Hernády Rudolf alezredes; VII. gépvontatású közepes tarackos üteg; VII. légvédelmi tüzérosztály; VII. utász zászlóalj; VII. híradó zászlóalj; VII. lovasszázad; VII. közelfelderítő repülőszázad; VII. fogatolt és VII. gépvontatású vonatosztály

### 3. hadsereg (Pécs)
Parancsnok: Gorondy-Novák Elemér altábornagy
- Vezérkari főnök: v. Gyimessy Frigyes vezérőrnagy

III. hadtest (Szombathely): v. balásfalvi Kiss László altábornagy
- Vezérkari főnök: betöltetlen (ideigl. mb. v. Vályi Sándor vk. alezredes)
- Tüzérségi pk.: v. Akay László vezérőrnagy
- Közig. vez. és állomáspk.: Weinmann Győző vezérőrnagy

7. gyalogdandár (Sopron): v. Mező Endre ezredes
- 4. gyalogezred (Sopron): v. Lovas Ferenc ezredes
- I. zászlóalj (Sopron); II. zászlóalj (Sopron); III. zászlóalj (Veszprém)
- 7. tábori tüzérosztály (Sopron): Polonyi Lajos alezredes

8. gyalogdandár (Szombathely): Abt Ottó ezredes
- 5. gyalogezred (Szombathely): v. kisjókai Takách Elemér ezredes
- I. zászlóalj (Szombathely); II. zászlóalj (Körmend); III. zászlóalj (Kőszeg)
- 8. tábori tüzérosztály: zobori Pachner László alezredes (Szombathely)

9. gyalogdandár (Nagykanizsa): v. Széchy Imre ezredes
- 17. gyalogezred (Nagykanizsa): Kozdera László ezredes
- I. zászlóalj (Nagykanizsa); II. zászlóalj (Nagykanizsa); III. zászlóalj (Zalaegerszeg)
- 9. tábori tüzérosztály (Nagykanizsa): v. Pozsonyváry Arthur alezredes

III. gépvontatású közepes tarackos üteg; III. légvédelmi tüzérosztály;
III. utász zászlóalj; III. híradó zászlóalj; III. lovasszázad; III. közelfelderítő repülőszázad; III. fogatolt és III. gépvontatású vonatosztály
IV. hadtest (Pécs): Horváth László altábornagy
- Vezérkari főnök: Futó József vk. ezredes
- Tüzérségi pk.: v. Vécsey Aladár vezérőrnagy
- Közig. vez. és állomáspk.: Materna Győző vezérőrnagy

10. gyalogdandár (Kaposvár): Peterdy Pál vezérőrnagy
- 6. gyalogezred (Kaposvár): Tarnay Béla ezredes
- I. zászlóalj (Kaposvár); II. zászlóalj (Kaposvár); III. zászlóalj (Nagyatád)
- 9. tábori tüzérosztály (Kaposvár): Kassay Albert alezredes

11. gyalogdandár (Pécs): v. Dömötör János vezérőrnagy
- 8. gyalogezred (Pécs): v. Tanító Béla ezredes
- I. zászlóalj (Pécs); II. zászlóalj (Pécs); III. zászlóalj (Pécs)
- 9. tábori tüzérosztály (Pécs): Rátky Henrik alezredes

12. gyalogdandár (Szekszárd): harasztosi Török Kálmán vezérőrnagy
- 18. gyalogezred (Szekszárd): v. Matláry Árpád ezredes
- I. zászlóalj (Szekszárd); II. zászlóalj (Sárbogárd); III. zászlóalj (Tolna)
- 12. tábori tüzérosztály (Tolna): Lehoczky Lajos alezredes

IV. gépvontatású közepes tarackos üteg; IV. légvédelmi tüzérosztály;
IV. utász zászlóalj; IV. híradó zászlóalj; IV. lovasszázad; IV. közelfelderítő repülőszázad; IV. fogatolt és IV. gépvontatású vonatosztály
V. hadtest (Szeged): v. Silley Antal altábornagy
- Vezérkari főnök: Istóka Dezső vk. alezredes
- Tüzérségi pk.: Nagysolymosy Gyula vezérőrnagy
- Műszaki pk.: Murahidy Gusztáv ezredes
- Közig. vez. és állomáspk.: v. Solymossy János vezérőrnagy

13. gyalogdandár (Kecskemét): turócdivéki és nagypalugyai Platty Pál vezérőrnagy
- 7. gyalogezred (Kecskemét): v. Vasváry Frigyes ezredes
- I. zászlóalj (Kecskemét); II. zászlóalj (Cegléd); III. zászlóalj (Kiskunfélegyháza)
- 13. tábori tüzérosztály (Kecskemét): Szalay-Marzsó Tihamér ezredes

14. gyalogdandár (Szeged): gróf Stomm Marcell vezérőrnagy
- 9. gyalogezred (Szeged): v. Deák László ezredes
- I. zászlóalj (Szeged); II. zászlóalj (Csongrád); III. zászlóalj (Hódmezővásárhely)
- 14. tábori tüzérosztály (Szeged): v. Miklay Frigyes ezredes

15. gyalogdandár (Kiskunhalas): Lemberkovics Alajos vezérőrnagy
- 20. gyalogezred (Kiskunhalas): Lányi Imre ezredes
- I. zászlóalj (Kiskunhalas); II. zászlóalj (Kalocsa); III. zászlóalj (Baja)
- 15. tábori tüzérosztály (Kiskunhalas): Szirmay Tamás alezredes

16. határvadász-zászlóalj (Kiskunhalas):
V. gépvontatású közepes tarackos üteg; V. légvédelmi tüzérosztály;
V. utász zászlóalj; V. híradó zászlóalj; V. lovasszázad; V. közelfelderítő repülőszázad; V. fogatolt és V. gépvontatású vonatosztály

### Gyorshadtest (Budapest)
Parancsnok: v. dálnoki Miklós Béla vezérőrnagy
Vezérkari főnök: Zsedényi Zoltán vk. alezredes
Tüzérségi pk.: Ternegg Kálmán vezérőrnagy
1. gépkocsizó dandár (Budapest): v. Major Jenő vezérőrnagy
1. gépkocsizó zászlóalj (Budapest): Leide Richárd alezredes; 2. gépkocsizó-zászlóalj (Budapest): Temesváry Gerő alezredes; 3. gépkocsizó-zászlóalj (Budapest): Peinlich Béla alezredes; 9. harckocsizászlóalj (Jászberény): Néray Vilmos alezredes; 10. kerékpáros zászlóalj (Budapest): Mikófalvy Ferenc alezredes; 1. felderítő zászlóalj (Budapest): Baló Zoltán alezredes; 1. gk. k. tüzérosztály (Budapest): Selkey Oszkár ezredes; 1. légvédelmi gépágyús üteg;1. gk. híradó-század; 1. gépkocsizó utászszázad.
2. gépkocsizó dandár (Munkács): v. Vörös János vk. ezredes
4. gépkocsizó zászlóalj (Kassa): Sándor István alezredes; 5. gépkocsizó zászlóalj (Ungvár): Latorczay Lőrinc alezredes; 6. gépkocsizó zászlóalj (Kassa): v. Keményfy Zoltán alezredes; 11. harckocsizászlóalj (Rétság): Ramor Sándor alezredes; 12. kerékpáros zászlóalj (Munkács): Horváth Zoltán alezredes; 2. felderítő zászlóalj (Kassa): Zádor Endre alezredes; 2. gk. k. tüzérosztály (Kassa): Burget Lajos alezredes; 2. légvédelmi gépágyús üteg; 2. gk. híradószázad; 2. gépkocsizó utászszázad.
1. lovasdandár (Nyíregyháza): v. Vattay Antal vk. ezredes
3. huszárezred (Nagyvárad): v. óvári és szentmiklósi Pongrácz Pál ezredes; 4. huszárezred (Nyíregyháza): v. makói és geleji Makay István ezredes; 13. kerékpáros zászlóalj (Szilágysomlyó): Szász Oszkár alezredes; 14. kerékpáros zászlóalj (Kolozsvár): Bartha Zoltán alezredes; 1. pánc. zászlóalj Révhegyi Ferenc ezredes;
Tüzérségi pk.: v. Egry Nándor ezredes
1. lovas tüzérosztály (Munkács): Bolner Béla alezredes; 3. gk. k. tüzérosztály: Tarcsay Adolf ezredes.
2. lovasdandár (Kecskemét): dálnoki Veress Lajos vezérőrnagy
1. huszárezred (Budapest): Dépolt Miklós ezredes; 2. huszárezred (Cegléd): Király András ezredes; 15. kerékpáros zászlóalj (Kiskunhalas): Bresztovszky Erik alezredes; 16. kerékpáros zászlóalj (Szeged): Petrovay Károly alezredes; 2. pánc. zászlóalj: Altorjay Jenő alezredes;
Tüzérségi pk.: Kesseő László ezredes
2. lovas tüzérosztály (Kecskemét): v. Bártfay Ervin alezredes; 4. gk. k. tüzérosztály: Tarnóy Oszkár alezredes.
1. hegyidandár (Máramarossziget): Felkl Jenő vezérőrnagy
1. hegyi zászlóalj (Perecsény): Újlaky György alezredes; 2. hegyi zászlóalj (Szolyva): v. Pisky Zoltán alezredes; 3. hegyi zászlóalj (Rahó): Gorzó Árpád őrnagy; 4. hegyi zászlóalj (Nagybánya): Dósa Endre alezredes; 1. hegyi tüzérosztály (Máramarossziget): Kossuth Sándor őrnagy.
Fővezérség közvetlenek:
101. gépvontatású közepes tarackos tüzérosztály (Hajmáskér): v. Tóthfalussy Gyula ezredes
102. gépvontatású közepes tarackos tüzérosztály (Hajmáskér): Pentsy Zoltán ezredes
103. gépvontatású közepes tarackos tüzérosztály (Sopron): v. Kunczfalussy Jenő ezredes
101. légvédelmi tüzérosztály (Budapest): v. Szurmay Lajos ezredes
102. légvédelmi tüzérosztály (Budapest): zilahi Matoltsy Elek ezredes
103. légvédelmi tüzérosztály (Székesfehérvár): Perédy József ezredes
104. légvédelmi tüzérosztály (Miskolc): Tapody István ezredes
105. légvédelmi tüzérosztály (Kolozsvár): Újházy Károly alezredes
101. vasútépítő ezred (Szentendre): Molnár Pál ezredes
101. híradó ezred (Piliscsaba): Vasady Ernő ezredes
101. hidász zászlóalj (Komárom): Raffay György alezredes
101. vegyiharc zászlóalj: Sodró László alezredes
Fényszóró iskola
Budapest székesfőváros katonai parancsnoksága: v. Horváth Győző vezérőrnagy
27 kiegészítő parancsnokság
Katonai tanintézetek
Honvéd Törzstiszti Tanfolyam (Budapest): Németh József vezérőrnagy
Hadiakadémia (Budapest): Beregfy Károly vezérőrnagy
Honvéd Ludovika Akadémia (Budapest): kisbarnaki Farkas Ferenc vezérőrnagy
Bolyai János Honvéd Műszaki Akadémia (Budapest): Schmoll Endre ezredes
Horthy Miklós Honvéd Repülőakadémia (Kassa): Illy Sándor vk. alezredes
Kinizsi Pál Honvéd Csapataltisztképző Iskola (Veszprém): c. Markóczy János ezredes
Toldi Miklós Honvéd Sporttanár és Vívómesterképző Iskola (Budapest): v. Béldy Alajos vezérőrnagy
II. Rákóczi Ferenc katonai főreáliskola (Sopron): v. Sillay Jenő ezredes
Hunyadi Mátyás katonai alreáliskola (Kőszeg): Finta József ezredes
Kiképzőtábor és iskolaparancsnokságok:
Honvéd Gyalogsági Tábor (Várpalota): Legeza János vezérőrnagy
Honvéd Tüzérségi Tábor (Hajmáskér): v. Kováts Kálmán vezérőrnagy
Műszaki Gyakorló és Kiképző Tábor (Esztergom): v. Kassay-Farkas László ezredes
Légvédelmi tüzér gyakorló és kiképző tábor (Örkény): Binder Ottó ezredes
Gyalogsági Lőiskola (Várpalota): v. Loskay Ferenc ezredes
Tábori Tüzér Központi Lőiskola (Hajmáskér): csatai Csatay Lajos vezérőrnagy
Légvédelmi Tüzér Lőiskola (Budapest): Árvay Győző ezredes
A Légierők főparancsnoka: v. Kencse Waldemár altábornagy
Vezérkari főnök: v. Vörös Géza vk. ezredes
A Légierők főparancsnokához beosztott tábornok: v. Justy Emil vezérőrnagy; Bisza Ferenc ezredes
1. repülődandár (Budapest): v. Bánfalvy István vk. ezredes
- Vezérkari főnök: András Sándor vk. alezredes
- 1. vadászrepülő-ezred (Mátyásföld): Schwanger János alezredes
- 2. vadászrepülő-ezred (Kecskemét): Eperjesy József alezredes
- 3. bombázó-ezred (Tapolca): v. ippi és érkeserüi Fráter Tibor alezredes
- 4. bombázó-ezred (Szombathely): ditrói Orosz Béla alezredes
- 5. közelfelderítő-ezred ( ? ): Csicsery Gyula alezredes
- 1. önálló távolfelderítő osztály (Kecskemét): Keksz Edgár alezredes
- 1. ejtőernyős zászlóalj (Pápa): Bertalan Árpád őrnagy

Folyamerő dandár: v. Tasnády Guidó főtörzskapitány
- Őrnaszád-ezred: pocerinai Georgievics Ödön főtörzskapitány
- Folyamzár-ezred: Szabó Lajos főtörzskapitány

Egyéb katonai intézmények:
Honvéd Központi Átvételi Bizottság (Budapest): Gyimesi Ernő vezérőrnagy
Honvéd Hadilevéltár (Budapest): szászhidvégi Majos Miklós altábornagy
Honvéd Haditechnikai Intézet (Budapest): Czeigler Gusztáv altábornagy
Honvéd Térképészeti Intézet (Budapest): v. Somogyi Endre vezérőrnagy
Katonai attasék:
| Berlin:             | v. Homlok Sándor vk. ezredes                |
| Róma:               | v. Szabó László vk. ezredes                 |
| Paris:              | hódosi Karátsony László alezredes           |
| London, Washington: | ujlaki Utassy Lóránd vk. alezredes          |
| Belgrád:            | v. Vasváry József vk. ezredes               |
| Moszkva:            | v. Faraghó Gábor vezérőrnagy                |
| Pozsony:            | v. stanogorai Solymossy Ulászló vk. ezredes |
| Bukarest:           | Szántay Jenő vk. őrnagy                     |
| Szófia, Ankara:     | Hatz Ottó vk. őrnagy                        |

A csendőrség felügyelője: v. Nemerey Márton vezérőrnagy
A méneskar felügyelője: sashalomi Háger Ottó vezérőrnagy
Békében összesen:
27 gyalogezred (=81 gy. zlj.)
16 határvadász-zászlóalj
238 határvadász portyázó őrs
6 gépkocsizó zászlóalj
4 hegyizászlóalj
9 kerékpáros-zászlóalj
97 tábori tüzérüteg
6 lovas tüzérüteg
28 gépvontatású tüzérüteg
43 légvédelmi tüzérüteg
2 harckocsi-zászlóalj
2 felderítő-zászlóalj
2 páncéloszászlóalj
33 lovasszázad
9 utászzászlóalj
3 műszaki század
1 vasútépítő ezred
1vegyiharc-zászlóalj
1 hidászzászlóalj
9 híradóezred
3 távbeszélőszázad
10 közelfelderítő repülőszázad
5 repülőezred
1 távolfelderítő repülőosztály
1 ejtőernyős zászlóalj
folyamerők
A felsorolt szervezetek a békében meglévőket tüntetik fel. A harcoló alakulatok békében csak részben voltak feltöltve, mozgósításkor egészítették ki. A gyalogdandárok második ezredét a békében meglévő ezredek állították fel, ikreződés útján. Vagyis minden kötelék (ezred, zászlóalj, tüzérosztály) önmagából felállított még egyet. Ezen új ezredek számozása harminccal nőtt. Pl. a 10. gyalogdandár 6. gyalogezredének ikerezrede a 36-os számot kapta. A gyalogdandárok tüzérségi osztályai is ikreződtek. Az I. gyorshadtestnek minden alárendeltje megvolt a békében is egy bő kerettel, amit mozgósításkor egészítettek ki. A hadsereg-parancsnokságok csak szűk kerettel rendelkeztek, őket a hadtestektől átirányított tisztekkel töltötték fel.
A Magyar Királyi Honvédség, mint az az előzőekben felsorolt hadrendből is kiderül, igen nagy létszámú volt. A meglévő három hadsereg és a Fővezérség alárendeltségébe tartozó alakulatok mennyiségileg elegendőnek tűntek a magyar felsővezetés számára, a politikai célkitűzések katonai alátámasztására. A gondot mindenekelőtt a minőségi mutatók alacsony szintje jelentette. A tíz hadtestből csupán egy volt gépesítve, az is csak részben.
A gyaloghadtestekben igen kevés gépjármű volt, a szállításokat országos járművekkel (szekerekkel) kellett megoldani. Ez igen nehézkessé, lassúvá tette őket. A fegyverzetük sem volt a legkorszerűbb. Nagyon kevés sorozatlövő (géppisztoly, golyószóró, géppuska) fegyverrel rendelkeztek. Az állomány döntő többsége felújított és korszerűsített első világháborús ismétlőpuskákkal volt felszerelve. A viszonylagos mozgékonyságot csupán a hadtest közvetlenek állományába szervezett lovasszázadok, illetve kerékpáros zászlóaljak jelentették. A tüzérségnél a szükségesnél jóval kevesebb löveg állt rendelkezésre. Ugyanez mondható el a légvédelmi tüzérségről is. Pozitívumként talán a közelfelderítő repülőszázadokat lehet megemlíteni, amelyek a beszerzett felderítési adatokkal lehetővé tették, hogy a parancsnokok kellő időben reagáljanak a kialakult hadműveleti, harcászati helyzetre.
Magyar viszonylatban a szárazföldi erők legkorszerűbb részét az I. gyorshadtest jelentette. Állományába tartozott a kisharckocsik 100%-a, a gépjárművek közel 70%-a, a lovas- és kerékpáros alakulatok több mint 80%-a. A problémát a gépkocsizó, a harckocsi (páncélos), lovas és kerékpáros alegységek igen eltérő menettulajdonságai, sebezhetősége és nem utolsósorban tűzereje jelentette. A több mint 60 kg-os kerékpárok az utakról letérve inkább hátrányt, mint előnyt jelentettek. A lovasegységek előtt nem volt ugyan leküzdhetetlen terepakadály, de sebezhetőségük és gyenge tűzerejük már eleve kizárta hatékony alkalmazhatóságukat. Ezen vegyes típusú seregtestet (a korabeli terminológia alapján) vezetni, alkalmazni és anyaggal ellátni igen bonyolult, esetenként lehetetlen volt.
A modern eszközök – a repülők és a harckocsik – tekintetében sem jártunk az élen, sőt még a középmezőnyben sem. Az Ansaldo kisharckocsik egészét, míg a repülők döntő többségét Olaszországból szereztük be. Ezen eszközök már a vásárlás idején sem voltak korszerűek.
(Képek és adatok harckocsikról, repülőgépekről, lövegekről, a katonákról és felszerelésükről!)
A trianoni tiltások miatt a honvédség kiképzettsége is sok kívánnivalót hagyott maga után. Ez leginkább a tartalékos (tiszti, tiszthelyettesi és sor) állomány vonatkozásában mutatkozott meg. A felkészítésekre és a kiképzésre igen rövid idő jutott, és nem volt meg a kellő anyagi és technikai háttere. Így az elméleti felkészítés és a stílus (drill) gyakorlatok játszották a főszerepet. Ez sajnos jellemző volt a tisztikar felkészültségére is. A kiváló elméleti ismeretekkel rendelkező katonai vezetőknek szinte alig jutott lehetősége arra, hogy meglévő tudásukat – különösen nagyobb kötelékek vezetésében – a gyakorlatban is kiműveljék.
Az 1920-as és az 1930-as évek első feleiben a gyakorlatokat kis kötelékekben hajtották végre, ahol a tűzhatásokat kereplőkkel és egyéb hangjelzésekkel imitálták. További hiányosságként róható fel, hogy a revízió érdekében a különböző harctevékenységi fajták közül a támadást helyezték előtérbe, annak is a manőverező, gyors előnyomulást biztosító változatát. Szinte csak érintőlegesen szerepelt a kiképzési programokban az erődök, illetve a városok elleni harc. A védelmi harcra – különösen az állás jellegűre – még ennyi figyelmet sem fordítottak. Így nem lehetett véletlen, hogy a katonai vezetők és tisztek egy (jelentős) része az úgynevezett „faji harcmód” jelentőségét hangsúlyozta. Az ősi magyar virtussal, bátorsággal és leleményességgel akarták leplezni a technikai eszközökben és a kiképzésben meglévő hiányosságokat.

## A hadsereg felállításának előzményei
A Magyar Honvédség 1941. június 26-án, a kassai bombázásra és egy Rahó mellett haladó gyorsvonatra mért légitámadásra hivatkozva jelentette be hadba lépését a Szovjetunióval szemben. Az 1941-es évben azonban még a keleti hadjáratban való katonai részvételt csak a német hadvezetés kérései határozták meg.
Az 1941-es év végéig Magyarország az ún. Kárpát-csoporttal (ennek alárendeltségébe tartozott a Gyorshadtest, az 1. hegyi és a 8. határvadász dandár), majd július 8-tól csak a Gyorshadtesttel, novembertől pedig a Magyar Megszálló Erőkkel (5 dandár) vett részt a Szovjetunió elleni háborúban. Az 1942-es év elején azonban a német hadvezetés egyenesen követelésekkel lépett fel a magyar katonai vezetéssel szemben, a háborúban való részvételt illetően. Ahogy a Honvédség vezérkari főnöke, Szombathelyi Ferenc fogalmazott: „Ha eddig azon az állásponton voltak velünk szemben, hogy ha mindenáron részt akarunk venni a háborúban, akkor részt vehetünk, úgy most 1941 végén az eddigi önkéntes részvételünkből egyszerre kötelességet csináltak.”
A német követelések először Hitler 1941. december 29. – 1942. január 1. között Mussolininek, Antonescunak és Horthynak írt leveleiben jutottak kifejezésre. Legfőbb oka a Barbarossa-terv meghiúsulása és az 1941 végi és 1942 eleji szovjet ellentámadás során elszenvedett nagy német veszteség volt, ami arra sarkallta a németeket, hogy az eddiginél nagyobb arányban vegyék igénybe szövetségeseik haderejét.
Wilhelm Keitel vezértábornagynak január végi bukaresti tárgyalásai során sikerült megállapodnia Antonescuval a fronton harcoló és megszálló feladatokat ellátó román csapatok számának 26 hadosztályra növeléséről, ám azt a románok két feltételhez kötötték. Az egyik az volt, hogy Magyarország is vállaljon nagyobb szerepet a keleti hadjáratban, valamint követelték, hogy Németország garantálja Románia területi épségét a háború alatt Magyarországgal és Bulgáriával szemben. A német hadvezetés tisztában volt a Magyar Királyi Honvédség gyenge felszereltségével, de úgy gondolták, hogy a német csapatok szárnyainak biztosítására ugyanúgy felhasználhatók lesznek, mint a jobban felszerelt román és olasz hadtestek.
Magyarország nagyobb katonai részvételének kierőszakolására Joachim von Ribbentrop külügyminiszter és Keitel vezértábornagy érkezett Magyarországra. Ribbentrop a Bárdossy László miniszterelnökkel való tárgyalásai legelején a teljes Magyar Honvédség részvételét kérte. Hosszas alkudozások után a németek igényeit sikerült leszorítani, és január 9-én Bárdossy végül megígérte, hogy Magyarország ha 100%-ban nem bocsátja is Németország rendelkezésére haderejét, de „hajlandó lehetőségeinek legszélső határáig elmenni” a Keleti front harcaiban való részvételre, ennek azonban az volt az ára, hogy a magyar csapatokat hadászati vonatkozásban a németek alá rendeljék. Másnap Horthy levélben biztosította Hitlert, hogy a magyar hadsereg részt vesz a tavaszi hadműveletekben.

## A hadsereg létrehozása, felszerelése, kivonulása, ellátása

### Szervezet
A mozgósításra a III. szombathelyi, IV. pécsi és VII. miskolci hadtestet jelölték ki. Saját hadrendi alakulatából csak kettőt vehetett igénybe, a harmadikat idegen alakulattól kapta.
A hadsereg kialakításánál a következő elveket alkalmazták:
- Az ország egész területéről egyenletesen hívtak be katonákat, az egyébként szokásos területi kiegészítés helyett (egyenletes terhelés).
- A mozgósítottak a honvédség sorállományának 20%-át nem haladhatták meg.
- A mozgósított alakulatok tartalékállományuk felét igényelhették.
- A hiányzó hányadot a 35-40 éves póttartalékosokkal egészítették ki.

A kivonuló csapatok kb. 20%-a volt nem magyar nemzetiségű (elsősorban erdélyi románok, ruszinok), munkaszolgálatra kötelezett zsidók és baloldali mozgalmakban résztvevő, ún. megbízhatatlan kategóriájú besorozottak aránya 10% volt, (őket igyekeztek nem harcoló beosztásban alkalmazni, például fogatosok), ami nagyjából megfelelt a lakosság etnikai összetételének.
Az összeállításnál ezeket az elveket nem lehetett teljes egészében végrehajtani, mert figyelembe kellett venni, hogy 1941 októberétől 5 megszálló gyalogdandár (10 gyalogezred; 30 zászlóalj) működött.
A kivonuló alakulatokat több alkalommal átszervezték (néha új is alakult) a hadi helyzet vagy a feltöltések következtében.

#### A hadsereg kivonuló alakulatai és parancsnokai

##### III. szombathelyi hadtest
| hadtest | könnyűhadosztály | gyalogezred | zászlóalj | megjegyzés                                            |
| --- | --- | --- | --- | ----------------------------------------------------- |
| III. szombathelyi vitéz Domaniczky Ödön altábornagy (– 1942. június 28),Rakovszky György vezérőrnagy (1942. június 28. –),Stomm Marcel vezérőrnagynak | hadtestközvetlen alakulatok | hadtestközvetlen alakulatok | VI. kerékpáros-zászlóalj (kiállította: nagyszöllősi VIII. kerékpáros-zászlóalj) |                                                       |
| III. szombathelyi vitéz Domaniczky Ödön altábornagy (– 1942. június 28),Rakovszky György vezérőrnagy (1942. június 28. –),Stomm Marcel vezérőrnagynak | 6. komáromi Gödry János ezredes (–1942. augusztus 8.) vitéz Szabó László vezérőrnagy (1942. augusztus 8. – 1942. augusztus 20.)                                           | hadosztályközvetlen alakulatok | |                                                       |
| III. szombathelyi vitéz Domaniczky Ödön altábornagy (– 1942. június 28),Rakovszky György vezérőrnagy (1942. június 28. –),Stomm Marcel vezérőrnagynak | 6. komáromi Gödry János ezredes (–1942. augusztus 8.) vitéz Szabó László vezérőrnagy (1942. augusztus 8. – 1942. augusztus 20.)                                           | hadosztályközvetlen alakulatok | 6. tábori tüzérezred (Manhold Ede ezredes) |                                                       |
| III. szombathelyi vitéz Domaniczky Ödön altábornagy (– 1942. június 28),Rakovszky György vezérőrnagy (1942. június 28. –),Stomm Marcel vezérőrnagynak | 6. komáromi Gödry János ezredes (–1942. augusztus 8.) vitéz Szabó László vezérőrnagy (1942. augusztus 8. – 1942. augusztus 20.)                                           | hadosztályközvetlen alakulatok | 6. híradószázad |                                                       |
| III. szombathelyi vitéz Domaniczky Ödön altábornagy (– 1942. június 28),Rakovszky György vezérőrnagy (1942. június 28. –),Stomm Marcel vezérőrnagynak | 6. komáromi Gödry János ezredes (–1942. augusztus 8.) vitéz Szabó László vezérőrnagy (1942. augusztus 8. – 1942. augusztus 20.)                                           | hadosztályközvetlen alakulatok | 6. huszárszázad |                                                       |
| III. szombathelyi vitéz Domaniczky Ödön altábornagy (– 1942. június 28),Rakovszky György vezérőrnagy (1942. június 28. –),Stomm Marcel vezérőrnagynak | 6. komáromi Gödry János ezredes (–1942. augusztus 8.) vitéz Szabó László vezérőrnagy (1942. augusztus 8. – 1942. augusztus 20.)                                           | hadosztályközvetlen alakulatok | 6. légvédelmi gépágyús üteg |                                                       |
| III. szombathelyi vitéz Domaniczky Ödön altábornagy (– 1942. június 28),Rakovszky György vezérőrnagy (1942. június 28. –),Stomm Marcel vezérőrnagynak | 6. komáromi Gödry János ezredes (–1942. augusztus 8.) vitéz Szabó László vezérőrnagy (1942. augusztus 8. – 1942. augusztus 20.)                                           | hadosztályközvetlen alakulatok | 6. fogatolt vonatoszlop |                                                       |
| III. szombathelyi vitéz Domaniczky Ödön altábornagy (– 1942. június 28),Rakovszky György vezérőrnagy (1942. június 28. –),Stomm Marcel vezérőrnagynak | 6. komáromi Gödry János ezredes (–1942. augusztus 8.) vitéz Szabó László vezérőrnagy (1942. augusztus 8. – 1942. augusztus 20.)                                           | 22. komáromi (vitéz Haynal Alajos)(kivonulás-1942. szeptember 16.) Farkas Zoltán ezredes (1942. szeptember 16.-végig) | ezred közvetlen alakulatok |                                                       |
| III. szombathelyi vitéz Domaniczky Ödön altábornagy (– 1942. június 28),Rakovszky György vezérőrnagy (1942. június 28. –),Stomm Marcel vezérőrnagynak | 6. komáromi Gödry János ezredes (–1942. augusztus 8.) vitéz Szabó László vezérőrnagy (1942. augusztus 8. – 1942. augusztus 20.)                                           | 22. komáromi (vitéz Haynal Alajos)(kivonulás-1942. szeptember 16.) Farkas Zoltán ezredes (1942. szeptember 16.-végig) | ezred közvetlen alakulatok | aknavető század                                       |
| III. szombathelyi vitéz Domaniczky Ödön altábornagy (– 1942. június 28),Rakovszky György vezérőrnagy (1942. június 28. –),Stomm Marcel vezérőrnagynak | 6. komáromi Gödry János ezredes (–1942. augusztus 8.) vitéz Szabó László vezérőrnagy (1942. augusztus 8. – 1942. augusztus 20.)                                           | 22. komáromi (vitéz Haynal Alajos)(kivonulás-1942. szeptember 16.) Farkas Zoltán ezredes (1942. szeptember 16.-végig) | ezred közvetlen alakulatok | gépkocsizó géppuskás század                           |
| III. szombathelyi vitéz Domaniczky Ödön altábornagy (– 1942. június 28),Rakovszky György vezérőrnagy (1942. június 28. –),Stomm Marcel vezérőrnagynak | 6. komáromi Gödry János ezredes (–1942. augusztus 8.) vitéz Szabó László vezérőrnagy (1942. augusztus 8. – 1942. augusztus 20.)                                           | 22. komáromi (vitéz Haynal Alajos)(kivonulás-1942. szeptember 16.) Farkas Zoltán ezredes (1942. szeptember 16.-végig) | ezred közvetlen alakulatok | tábori kísérő üteg                                    |
| III. szombathelyi vitéz Domaniczky Ödön altábornagy (– 1942. június 28),Rakovszky György vezérőrnagy (1942. június 28. –),Stomm Marcel vezérőrnagynak | 6. komáromi Gödry János ezredes (–1942. augusztus 8.) vitéz Szabó László vezérőrnagy (1942. augusztus 8. – 1942. augusztus 20.)                                           | 22. komáromi (vitéz Haynal Alajos)(kivonulás-1942. szeptember 16.) Farkas Zoltán ezredes (1942. szeptember 16.-végig) | ezred közvetlen alakulatok | páncéltörő ágyús század                               |
| III. szombathelyi vitéz Domaniczky Ödön altábornagy (– 1942. június 28),Rakovszky György vezérőrnagy (1942. június 28. –),Stomm Marcel vezérőrnagynak | 6. komáromi Gödry János ezredes (–1942. augusztus 8.) vitéz Szabó László vezérőrnagy (1942. augusztus 8. – 1942. augusztus 20.)                                           | 22. komáromi (vitéz Haynal Alajos)(kivonulás-1942. szeptember 16.) Farkas Zoltán ezredes (1942. szeptember 16.-végig) | ezred közvetlen alakulatok | árkász század                                         |
| III. szombathelyi vitéz Domaniczky Ödön altábornagy (– 1942. június 28),Rakovszky György vezérőrnagy (1942. június 28. –),Stomm Marcel vezérőrnagynak | 6. komáromi Gödry János ezredes (–1942. augusztus 8.) vitéz Szabó László vezérőrnagy (1942. augusztus 8. – 1942. augusztus 20.)                                           | 22. komáromi (vitéz Haynal Alajos)(kivonulás-1942. szeptember 16.) Farkas Zoltán ezredes (1942. szeptember 16.-végig) | ezred közvetlen alakulatok | híradó szakasz                                        |
| III. szombathelyi vitéz Domaniczky Ödön altábornagy (– 1942. június 28),Rakovszky György vezérőrnagy (1942. június 28. –),Stomm Marcel vezérőrnagynak | 6. komáromi Gödry János ezredes (–1942. augusztus 8.) vitéz Szabó László vezérőrnagy (1942. augusztus 8. – 1942. augusztus 20.)                                           | 22. komáromi (vitéz Haynal Alajos)(kivonulás-1942. szeptember 16.) Farkas Zoltán ezredes (1942. szeptember 16.-végig) | ezred közvetlen alakulatok | kerékpáros és lovas szakasz                           |
| III. szombathelyi vitéz Domaniczky Ödön altábornagy (– 1942. június 28),Rakovszky György vezérőrnagy (1942. június 28. –),Stomm Marcel vezérőrnagynak | 6. komáromi Gödry János ezredes (–1942. augusztus 8.) vitéz Szabó László vezérőrnagy (1942. augusztus 8. – 1942. augusztus 20.)                                           | 22. komáromi (vitéz Haynal Alajos)(kivonulás-1942. szeptember 16.) Farkas Zoltán ezredes (1942. szeptember 16.-végig) | ?? |                                                       |
| III. szombathelyi vitéz Domaniczky Ödön altábornagy (– 1942. június 28),Rakovszky György vezérőrnagy (1942. június 28. –),Stomm Marcel vezérőrnagynak | 6. komáromi Gödry János ezredes (–1942. augusztus 8.) vitéz Szabó László vezérőrnagy (1942. augusztus 8. – 1942. augusztus 20.)                                           | 22. komáromi (vitéz Haynal Alajos)(kivonulás-1942. szeptember 16.) Farkas Zoltán ezredes (1942. szeptember 16.-végig) | 22/II. (Komárom) |                                                       |
| III. szombathelyi vitéz Domaniczky Ödön altábornagy (– 1942. június 28),Rakovszky György vezérőrnagy (1942. június 28. –),Stomm Marcel vezérőrnagynak | 6. komáromi Gödry János ezredes (–1942. augusztus 8.) vitéz Szabó László vezérőrnagy (1942. augusztus 8. – 1942. augusztus 20.)                                           | 22. komáromi (vitéz Haynal Alajos)(kivonulás-1942. szeptember 16.) Farkas Zoltán ezredes (1942. szeptember 16.-végig) | 22/III. (Léva) |                                                       |
| III. szombathelyi vitéz Domaniczky Ödön altábornagy (– 1942. június 28),Rakovszky György vezérőrnagy (1942. június 28. –),Stomm Marcel vezérőrnagynak | 6. komáromi Gödry János ezredes (–1942. augusztus 8.) vitéz Szabó László vezérőrnagy (1942. augusztus 8. – 1942. augusztus 20.)                                           | 52. komáromi Temesy Béla ezredes | ezred közvetlen alakulatok |                                                       |
| III. szombathelyi vitéz Domaniczky Ödön altábornagy (– 1942. június 28),Rakovszky György vezérőrnagy (1942. június 28. –),Stomm Marcel vezérőrnagynak | 6. komáromi Gödry János ezredes (–1942. augusztus 8.) vitéz Szabó László vezérőrnagy (1942. augusztus 8. – 1942. augusztus 20.)                                           | 52. komáromi Temesy Béla ezredes | ezred közvetlen alakulatok | aknavető század                                       |
| III. szombathelyi vitéz Domaniczky Ödön altábornagy (– 1942. június 28),Rakovszky György vezérőrnagy (1942. június 28. –),Stomm Marcel vezérőrnagynak | 6. komáromi Gödry János ezredes (–1942. augusztus 8.) vitéz Szabó László vezérőrnagy (1942. augusztus 8. – 1942. augusztus 20.)                                           | 52. komáromi Temesy Béla ezredes | ezred közvetlen alakulatok | gépkocsizó géppuskás század                           |
| III. szombathelyi vitéz Domaniczky Ödön altábornagy (– 1942. június 28),Rakovszky György vezérőrnagy (1942. június 28. –),Stomm Marcel vezérőrnagynak | 6. komáromi Gödry János ezredes (–1942. augusztus 8.) vitéz Szabó László vezérőrnagy (1942. augusztus 8. – 1942. augusztus 20.)                                           | 52. komáromi Temesy Béla ezredes | ezred közvetlen alakulatok | tábori kísérő üteg                                    |
| III. szombathelyi vitéz Domaniczky Ödön altábornagy (– 1942. június 28),Rakovszky György vezérőrnagy (1942. június 28. –),Stomm Marcel vezérőrnagynak | 6. komáromi Gödry János ezredes (–1942. augusztus 8.) vitéz Szabó László vezérőrnagy (1942. augusztus 8. – 1942. augusztus 20.)                                           | 52. komáromi Temesy Béla ezredes | ezred közvetlen alakulatok | páncéltörő ágyús század                               |
| III. szombathelyi vitéz Domaniczky Ödön altábornagy (– 1942. június 28),Rakovszky György vezérőrnagy (1942. június 28. –),Stomm Marcel vezérőrnagynak | 6. komáromi Gödry János ezredes (–1942. augusztus 8.) vitéz Szabó László vezérőrnagy (1942. augusztus 8. – 1942. augusztus 20.)                                           | 52. komáromi Temesy Béla ezredes | ezred közvetlen alakulatok | árkász század                                         |
| III. szombathelyi vitéz Domaniczky Ödön altábornagy (– 1942. június 28),Rakovszky György vezérőrnagy (1942. június 28. –),Stomm Marcel vezérőrnagynak | 6. komáromi Gödry János ezredes (–1942. augusztus 8.) vitéz Szabó László vezérőrnagy (1942. augusztus 8. – 1942. augusztus 20.)                                           | 52. komáromi Temesy Béla ezredes | ezred közvetlen alakulatok | híradó szakasz                                        |
| III. szombathelyi vitéz Domaniczky Ödön altábornagy (– 1942. június 28),Rakovszky György vezérőrnagy (1942. június 28. –),Stomm Marcel vezérőrnagynak | 6. komáromi Gödry János ezredes (–1942. augusztus 8.) vitéz Szabó László vezérőrnagy (1942. augusztus 8. – 1942. augusztus 20.)                                           | 52. komáromi Temesy Béla ezredes | ezred közvetlen alakulatok | kerékpáros és lovas szakasz                           |
| III. szombathelyi vitéz Domaniczky Ödön altábornagy (– 1942. június 28),Rakovszky György vezérőrnagy (1942. június 28. –),Stomm Marcel vezérőrnagynak | 6. komáromi Gödry János ezredes (–1942. augusztus 8.) vitéz Szabó László vezérőrnagy (1942. augusztus 8. – 1942. augusztus 20.)                                           | 52. komáromi Temesy Béla ezredes | 52/I. (Komárom) |                                                       |
| III. szombathelyi vitéz Domaniczky Ödön altábornagy (– 1942. június 28),Rakovszky György vezérőrnagy (1942. június 28. –),Stomm Marcel vezérőrnagynak | 6. komáromi Gödry János ezredes (–1942. augusztus 8.) vitéz Szabó László vezérőrnagy (1942. augusztus 8. – 1942. augusztus 20.)                                           | 52. komáromi Temesy Béla ezredes | 52/II. (Komárom) |                                                       |
| III. szombathelyi vitéz Domaniczky Ödön altábornagy (– 1942. június 28),Rakovszky György vezérőrnagy (1942. június 28. –),Stomm Marcel vezérőrnagynak | 6. komáromi Gödry János ezredes (–1942. augusztus 8.) vitéz Szabó László vezérőrnagy (1942. augusztus 8. – 1942. augusztus 20.)                                           | 52. komáromi Temesy Béla ezredes | 53/III. (Léva) Marosfalvi alezredes |                                                       |
| III. szombathelyi vitéz Domaniczky Ödön altábornagy (– 1942. június 28),Rakovszky György vezérőrnagy (1942. június 28. –),Stomm Marcel vezérőrnagynak | 7. soproni (Mező Endre vezérőrnagy (–1942. november), vitéz Szabó László vezérőrnagy (1942. november – 1943. január 18.) vitéz Létz József vezérkari százados (1942–1943) | hadosztályközvetlen alakulatok | |                                                       |
| III. szombathelyi vitéz Domaniczky Ödön altábornagy (– 1942. június 28),Rakovszky György vezérőrnagy (1942. június 28. –),Stomm Marcel vezérőrnagynak | 7. soproni (Mező Endre vezérőrnagy (–1942. november), vitéz Szabó László vezérőrnagy (1942. november – 1943. január 18.) vitéz Létz József vezérkari százados (1942–1943) | hadosztályközvetlen alakulatok | 7. tábori tüzérezred |                                                       |
| III. szombathelyi vitéz Domaniczky Ödön altábornagy (– 1942. június 28),Rakovszky György vezérőrnagy (1942. június 28. –),Stomm Marcel vezérőrnagynak | 7. soproni (Mező Endre vezérőrnagy (–1942. november), vitéz Szabó László vezérőrnagy (1942. november – 1943. január 18.) vitéz Létz József vezérkari százados (1942–1943) | hadosztályközvetlen alakulatok | 7. híradószázad |                                                       |
| III. szombathelyi vitéz Domaniczky Ödön altábornagy (– 1942. június 28),Rakovszky György vezérőrnagy (1942. június 28. –),Stomm Marcel vezérőrnagynak | 7. soproni (Mező Endre vezérőrnagy (–1942. november), vitéz Szabó László vezérőrnagy (1942. november – 1943. január 18.) vitéz Létz József vezérkari százados (1942–1943) | hadosztályközvetlen alakulatok | 7. huszárszázad |                                                       |
| III. szombathelyi vitéz Domaniczky Ödön altábornagy (– 1942. június 28),Rakovszky György vezérőrnagy (1942. június 28. –),Stomm Marcel vezérőrnagynak | 7. soproni (Mező Endre vezérőrnagy (–1942. november), vitéz Szabó László vezérőrnagy (1942. november – 1943. január 18.) vitéz Létz József vezérkari százados (1942–1943) | hadosztályközvetlen alakulatok | 7. légvédelmi gépágyús üteg |                                                       |
| III. szombathelyi vitéz Domaniczky Ödön altábornagy (– 1942. június 28),Rakovszky György vezérőrnagy (1942. június 28. –),Stomm Marcel vezérőrnagynak | 7. soproni (Mező Endre vezérőrnagy (–1942. november), vitéz Szabó László vezérőrnagy (1942. november – 1943. január 18.) vitéz Létz József vezérkari százados (1942–1943) | hadosztályközvetlen alakulatok | 7. fogatolt vonatoszlop |                                                       |
| III. szombathelyi vitéz Domaniczky Ödön altábornagy (– 1942. június 28),Rakovszky György vezérőrnagy (1942. június 28. –),Stomm Marcel vezérőrnagynak | 7. soproni (Mező Endre vezérőrnagy (–1942. november), vitéz Szabó László vezérőrnagy (1942. november – 1943. január 18.) vitéz Létz József vezérkari százados (1942–1943) | 4. soproni (Molnár László ezredes) (Csoknyai Pál ezredes) | ezred közvetlen alakulatok |                                                       |
| III. szombathelyi vitéz Domaniczky Ödön altábornagy (– 1942. június 28),Rakovszky György vezérőrnagy (1942. június 28. –),Stomm Marcel vezérőrnagynak | 7. soproni (Mező Endre vezérőrnagy (–1942. november), vitéz Szabó László vezérőrnagy (1942. november – 1943. január 18.) vitéz Létz József vezérkari százados (1942–1943) | 4. soproni (Molnár László ezredes) (Csoknyai Pál ezredes) | ezred közvetlen alakulatok | aknavető század                                       |
| III. szombathelyi vitéz Domaniczky Ödön altábornagy (– 1942. június 28),Rakovszky György vezérőrnagy (1942. június 28. –),Stomm Marcel vezérőrnagynak | 7. soproni (Mező Endre vezérőrnagy (–1942. november), vitéz Szabó László vezérőrnagy (1942. november – 1943. január 18.) vitéz Létz József vezérkari százados (1942–1943) | 4. soproni (Molnár László ezredes) (Csoknyai Pál ezredes) | ezred közvetlen alakulatok | gépkocsizó géppuskás század                           |
| III. szombathelyi vitéz Domaniczky Ödön altábornagy (– 1942. június 28),Rakovszky György vezérőrnagy (1942. június 28. –),Stomm Marcel vezérőrnagynak | 7. soproni (Mező Endre vezérőrnagy (–1942. november), vitéz Szabó László vezérőrnagy (1942. november – 1943. január 18.) vitéz Létz József vezérkari százados (1942–1943) | 4. soproni (Molnár László ezredes) (Csoknyai Pál ezredes) | ezred közvetlen alakulatok | tábori kísérő üteg                                    |
| III. szombathelyi vitéz Domaniczky Ödön altábornagy (– 1942. június 28),Rakovszky György vezérőrnagy (1942. június 28. –),Stomm Marcel vezérőrnagynak | 7. soproni (Mező Endre vezérőrnagy (–1942. november), vitéz Szabó László vezérőrnagy (1942. november – 1943. január 18.) vitéz Létz József vezérkari százados (1942–1943) | 4. soproni (Molnár László ezredes) (Csoknyai Pál ezredes) | ezred közvetlen alakulatok | páncéltörő ágyús század                               |
| III. szombathelyi vitéz Domaniczky Ödön altábornagy (– 1942. június 28),Rakovszky György vezérőrnagy (1942. június 28. –),Stomm Marcel vezérőrnagynak | 7. soproni (Mező Endre vezérőrnagy (–1942. november), vitéz Szabó László vezérőrnagy (1942. november – 1943. január 18.) vitéz Létz József vezérkari százados (1942–1943) | 4. soproni (Molnár László ezredes) (Csoknyai Pál ezredes) | ezred közvetlen alakulatok | árkász század                                         |
| III. szombathelyi vitéz Domaniczky Ödön altábornagy (– 1942. június 28),Rakovszky György vezérőrnagy (1942. június 28. –),Stomm Marcel vezérőrnagynak | 7. soproni (Mező Endre vezérőrnagy (–1942. november), vitéz Szabó László vezérőrnagy (1942. november – 1943. január 18.) vitéz Létz József vezérkari százados (1942–1943) | 4. soproni (Molnár László ezredes) (Csoknyai Pál ezredes) | ezred közvetlen alakulatok | híradó szakasz                                        |
| III. szombathelyi vitéz Domaniczky Ödön altábornagy (– 1942. június 28),Rakovszky György vezérőrnagy (1942. június 28. –),Stomm Marcel vezérőrnagynak | 7. soproni (Mező Endre vezérőrnagy (–1942. november), vitéz Szabó László vezérőrnagy (1942. november – 1943. január 18.) vitéz Létz József vezérkari százados (1942–1943) | 4. soproni (Molnár László ezredes) (Csoknyai Pál ezredes) | ezred közvetlen alakulatok | kerékpáros és lovas szakasz                           |
| III. szombathelyi vitéz Domaniczky Ödön altábornagy (– 1942. június 28),Rakovszky György vezérőrnagy (1942. június 28. –),Stomm Marcel vezérőrnagynak | 7. soproni (Mező Endre vezérőrnagy (–1942. november), vitéz Szabó László vezérőrnagy (1942. november – 1943. január 18.) vitéz Létz József vezérkari százados (1942–1943) | 4. soproni (Molnár László ezredes) (Csoknyai Pál ezredes) | 4/I. (Sopron-csornai) nemes ófalvi Kosztka Vilmos százados |                                                       |
| III. szombathelyi vitéz Domaniczky Ödön altábornagy (– 1942. június 28),Rakovszky György vezérőrnagy (1942. június 28. –),Stomm Marcel vezérőrnagynak | 7. soproni (Mező Endre vezérőrnagy (–1942. november), vitéz Szabó László vezérőrnagy (1942. november – 1943. január 18.) vitéz Létz József vezérkari százados (1942–1943) | 4. soproni (Molnár László ezredes) (Csoknyai Pál ezredes) | 4/II. (Sopron-pápai) Hegymeghy László százados |                                                       |
| III. szombathelyi vitéz Domaniczky Ödön altábornagy (– 1942. június 28),Rakovszky György vezérőrnagy (1942. június 28. –),Stomm Marcel vezérőrnagynak | 7. soproni (Mező Endre vezérőrnagy (–1942. november), vitéz Szabó László vezérőrnagy (1942. november – 1943. január 18.) vitéz Létz József vezérkari százados (1942–1943) | 4. soproni (Molnár László ezredes) (Csoknyai Pál ezredes) | 4/III. (veszprémi) Cicatricis Miklós őrnagy |                                                       |
| III. szombathelyi vitéz Domaniczky Ödön altábornagy (– 1942. június 28),Rakovszky György vezérőrnagy (1942. június 28. –),Stomm Marcel vezérőrnagynak | 7. soproni (Mező Endre vezérőrnagy (–1942. november), vitéz Szabó László vezérőrnagy (1942. november – 1943. január 18.) vitéz Létz József vezérkari százados (1942–1943) | 35. szombathelyi Vécsey Béla alezredes | ezred közvetlen alakulatok |                                                       |
| III. szombathelyi vitéz Domaniczky Ödön altábornagy (– 1942. június 28),Rakovszky György vezérőrnagy (1942. június 28. –),Stomm Marcel vezérőrnagynak | 7. soproni (Mező Endre vezérőrnagy (–1942. november), vitéz Szabó László vezérőrnagy (1942. november – 1943. január 18.) vitéz Létz József vezérkari százados (1942–1943) | 35. szombathelyi Vécsey Béla alezredes | ezred közvetlen alakulatok | aknavető század                                       |
| III. szombathelyi vitéz Domaniczky Ödön altábornagy (– 1942. június 28),Rakovszky György vezérőrnagy (1942. június 28. –),Stomm Marcel vezérőrnagynak | 7. soproni (Mező Endre vezérőrnagy (–1942. november), vitéz Szabó László vezérőrnagy (1942. november – 1943. január 18.) vitéz Létz József vezérkari százados (1942–1943) | 35. szombathelyi Vécsey Béla alezredes | ezred közvetlen alakulatok | gépkocsizó géppuskás század                           |
| III. szombathelyi vitéz Domaniczky Ödön altábornagy (– 1942. június 28),Rakovszky György vezérőrnagy (1942. június 28. –),Stomm Marcel vezérőrnagynak | 7. soproni (Mező Endre vezérőrnagy (–1942. november), vitéz Szabó László vezérőrnagy (1942. november – 1943. január 18.) vitéz Létz József vezérkari százados (1942–1943) | 35. szombathelyi Vécsey Béla alezredes | ezred közvetlen alakulatok | tábori kísérő üteg                                    |
| III. szombathelyi vitéz Domaniczky Ödön altábornagy (– 1942. június 28),Rakovszky György vezérőrnagy (1942. június 28. –),Stomm Marcel vezérőrnagynak | 7. soproni (Mező Endre vezérőrnagy (–1942. november), vitéz Szabó László vezérőrnagy (1942. november – 1943. január 18.) vitéz Létz József vezérkari százados (1942–1943) | 35. szombathelyi Vécsey Béla alezredes | ezred közvetlen alakulatok | páncéltörő ágyús század                               |
| III. szombathelyi vitéz Domaniczky Ödön altábornagy (– 1942. június 28),Rakovszky György vezérőrnagy (1942. június 28. –),Stomm Marcel vezérőrnagynak | 7. soproni (Mező Endre vezérőrnagy (–1942. november), vitéz Szabó László vezérőrnagy (1942. november – 1943. január 18.) vitéz Létz József vezérkari százados (1942–1943) | 35. szombathelyi Vécsey Béla alezredes | ezred közvetlen alakulatok | árkász század                                         |
| III. szombathelyi vitéz Domaniczky Ödön altábornagy (– 1942. június 28),Rakovszky György vezérőrnagy (1942. június 28. –),Stomm Marcel vezérőrnagynak | 7. soproni (Mező Endre vezérőrnagy (–1942. november), vitéz Szabó László vezérőrnagy (1942. november – 1943. január 18.) vitéz Létz József vezérkari százados (1942–1943) | 35. szombathelyi Vécsey Béla alezredes | ezred közvetlen alakulatok | híradó szakasz                                        |
| III. szombathelyi vitéz Domaniczky Ödön altábornagy (– 1942. június 28),Rakovszky György vezérőrnagy (1942. június 28. –),Stomm Marcel vezérőrnagynak | 7. soproni (Mező Endre vezérőrnagy (–1942. november), vitéz Szabó László vezérőrnagy (1942. november – 1943. január 18.) vitéz Létz József vezérkari százados (1942–1943) | 35. szombathelyi Vécsey Béla alezredes | ezred közvetlen alakulatok | kerékpáros és lovas szakasz                           |
| III. szombathelyi vitéz Domaniczky Ödön altábornagy (– 1942. június 28),Rakovszky György vezérőrnagy (1942. június 28. –),Stomm Marcel vezérőrnagynak | 7. soproni (Mező Endre vezérőrnagy (–1942. november), vitéz Szabó László vezérőrnagy (1942. november – 1943. január 18.) vitéz Létz József vezérkari százados (1942–1943) | 35. szombathelyi Vécsey Béla alezredes | 35/I. (Szombathely) Mátray százados |                                                       |
| III. szombathelyi vitéz Domaniczky Ödön altábornagy (– 1942. június 28),Rakovszky György vezérőrnagy (1942. június 28. –),Stomm Marcel vezérőrnagynak | 7. soproni (Mező Endre vezérőrnagy (–1942. november), vitéz Szabó László vezérőrnagy (1942. november – 1943. január 18.) vitéz Létz József vezérkari százados (1942–1943) | 35. szombathelyi Vécsey Béla alezredes | 35/II. (Körmend) |                                                       |
| III. szombathelyi vitéz Domaniczky Ödön altábornagy (– 1942. június 28),Rakovszky György vezérőrnagy (1942. június 28. –),Stomm Marcel vezérőrnagynak | 7. soproni (Mező Endre vezérőrnagy (–1942. november), vitéz Szabó László vezérőrnagy (1942. november – 1943. január 18.) vitéz Létz József vezérkari százados (1942–1943) | 35. szombathelyi Vécsey Béla alezredes | 34/III. (veszprémi) Bokor alezredes |                                                       |
| III. szombathelyi vitéz Domaniczky Ödön altábornagy (– 1942. június 28),Rakovszky György vezérőrnagy (1942. június 28. –),Stomm Marcel vezérőrnagynak | 9. (nagykanizsai) Újlaky Jenő vezérőrnagy (1942. május 1. – 1942. május 1.) Oszlányi Kornél ezredes (1942. november 15. – 1943. augusztus 10.)                            | hadosztályközvetlen alakulatok | |                                                       |
| III. szombathelyi vitéz Domaniczky Ödön altábornagy (– 1942. június 28),Rakovszky György vezérőrnagy (1942. június 28. –),Stomm Marcel vezérőrnagynak | 9. (nagykanizsai) Újlaky Jenő vezérőrnagy (1942. május 1. – 1942. május 1.) Oszlányi Kornél ezredes (1942. november 15. – 1943. augusztus 10.)                            | hadosztályközvetlen alakulatok | 9. tábori tüzérezred Gothay Artúr ezredes Krassay Pál alezredes (1942. augusztus 9. – 1943 [?]) |                                                       |
| III. szombathelyi vitéz Domaniczky Ödön altábornagy (– 1942. június 28),Rakovszky György vezérőrnagy (1942. június 28. –),Stomm Marcel vezérőrnagynak | 9. (nagykanizsai) Újlaky Jenő vezérőrnagy (1942. május 1. – 1942. május 1.) Oszlányi Kornél ezredes (1942. november 15. – 1943. augusztus 10.)                            | hadosztályközvetlen alakulatok | 9. híradószázad |                                                       |
| III. szombathelyi vitéz Domaniczky Ödön altábornagy (– 1942. június 28),Rakovszky György vezérőrnagy (1942. június 28. –),Stomm Marcel vezérőrnagynak | 9. (nagykanizsai) Újlaky Jenő vezérőrnagy (1942. május 1. – 1942. május 1.) Oszlányi Kornél ezredes (1942. november 15. – 1943. augusztus 10.)                            | hadosztályközvetlen alakulatok | 9. huszárszázad |                                                       |
| III. szombathelyi vitéz Domaniczky Ödön altábornagy (– 1942. június 28),Rakovszky György vezérőrnagy (1942. június 28. –),Stomm Marcel vezérőrnagynak | 9. (nagykanizsai) Újlaky Jenő vezérőrnagy (1942. május 1. – 1942. május 1.) Oszlányi Kornél ezredes (1942. november 15. – 1943. augusztus 10.)                            | hadosztályközvetlen alakulatok | 9. légvédelmi gépágyús üteg |                                                       |
| III. szombathelyi vitéz Domaniczky Ödön altábornagy (– 1942. június 28),Rakovszky György vezérőrnagy (1942. június 28. –),Stomm Marcel vezérőrnagynak | 9. (nagykanizsai) Újlaky Jenő vezérőrnagy (1942. május 1. – 1942. május 1.) Oszlányi Kornél ezredes (1942. november 15. – 1943. augusztus 10.)                            | hadosztályközvetlen alakulatok | III/l. fogatolt seregvonatcsoport parancsnokság |                                                       |
| III. szombathelyi vitéz Domaniczky Ödön altábornagy (– 1942. június 28),Rakovszky György vezérőrnagy (1942. június 28. –),Stomm Marcel vezérőrnagynak | 9. (nagykanizsai) Újlaky Jenő vezérőrnagy (1942. május 1. – 1942. május 1.) Oszlányi Kornél ezredes (1942. november 15. – 1943. augusztus 10.)                            | 17. (nagykanizsai) Kozderka László ezredes (1940. augusztus 2. – 1942. június 22.) Dittrich Géza alezredes (1942. június 22. – 1942. július 4.) Szávai Sándor vezérkari alezredes (1942. július 4. – 1942. július 10.) Szakáts Zoltán ezredes (1942. július 10. – 1943. augusztus 1.) | ezred közvetlen alakulatok |                                                       |
| III. szombathelyi vitéz Domaniczky Ödön altábornagy (– 1942. június 28),Rakovszky György vezérőrnagy (1942. június 28. –),Stomm Marcel vezérőrnagynak | 9. (nagykanizsai) Újlaky Jenő vezérőrnagy (1942. május 1. – 1942. május 1.) Oszlányi Kornél ezredes (1942. november 15. – 1943. augusztus 10.)                            | 17. (nagykanizsai) Kozderka László ezredes (1940. augusztus 2. – 1942. június 22.) Dittrich Géza alezredes (1942. június 22. – 1942. július 4.) Szávai Sándor vezérkari alezredes (1942. július 4. – 1942. július 10.) Szakáts Zoltán ezredes (1942. július 10. – 1943. augusztus 1.) | ezred közvetlen alakulatok | aknavető század                                       |
| III. szombathelyi vitéz Domaniczky Ödön altábornagy (– 1942. június 28),Rakovszky György vezérőrnagy (1942. június 28. –),Stomm Marcel vezérőrnagynak | 9. (nagykanizsai) Újlaky Jenő vezérőrnagy (1942. május 1. – 1942. május 1.) Oszlányi Kornél ezredes (1942. november 15. – 1943. augusztus 10.)                            | 17. (nagykanizsai) Kozderka László ezredes (1940. augusztus 2. – 1942. június 22.) Dittrich Géza alezredes (1942. június 22. – 1942. július 4.) Szávai Sándor vezérkari alezredes (1942. július 4. – 1942. július 10.) Szakáts Zoltán ezredes (1942. július 10. – 1943. augusztus 1.) | ezred közvetlen alakulatok | gépkocsizó géppuskás század                           |
| III. szombathelyi vitéz Domaniczky Ödön altábornagy (– 1942. június 28),Rakovszky György vezérőrnagy (1942. június 28. –),Stomm Marcel vezérőrnagynak | 9. (nagykanizsai) Újlaky Jenő vezérőrnagy (1942. május 1. – 1942. május 1.) Oszlányi Kornél ezredes (1942. november 15. – 1943. augusztus 10.)                            | 17. (nagykanizsai) Kozderka László ezredes (1940. augusztus 2. – 1942. június 22.) Dittrich Géza alezredes (1942. június 22. – 1942. július 4.) Szávai Sándor vezérkari alezredes (1942. július 4. – 1942. július 10.) Szakáts Zoltán ezredes (1942. július 10. – 1943. augusztus 1.) | ezred közvetlen alakulatok | tábori kísérő üteg                                    |
| III. szombathelyi vitéz Domaniczky Ödön altábornagy (– 1942. június 28),Rakovszky György vezérőrnagy (1942. június 28. –),Stomm Marcel vezérőrnagynak | 9. (nagykanizsai) Újlaky Jenő vezérőrnagy (1942. május 1. – 1942. május 1.) Oszlányi Kornél ezredes (1942. november 15. – 1943. augusztus 10.)                            | 17. (nagykanizsai) Kozderka László ezredes (1940. augusztus 2. – 1942. június 22.) Dittrich Géza alezredes (1942. június 22. – 1942. július 4.) Szávai Sándor vezérkari alezredes (1942. július 4. – 1942. július 10.) Szakáts Zoltán ezredes (1942. július 10. – 1943. augusztus 1.) | ezred közvetlen alakulatok | páncéltörő ágyús század                               |
| III. szombathelyi vitéz Domaniczky Ödön altábornagy (– 1942. június 28),Rakovszky György vezérőrnagy (1942. június 28. –),Stomm Marcel vezérőrnagynak | 9. (nagykanizsai) Újlaky Jenő vezérőrnagy (1942. május 1. – 1942. május 1.) Oszlányi Kornél ezredes (1942. november 15. – 1943. augusztus 10.)                            | 17. (nagykanizsai) Kozderka László ezredes (1940. augusztus 2. – 1942. június 22.) Dittrich Géza alezredes (1942. június 22. – 1942. július 4.) Szávai Sándor vezérkari alezredes (1942. július 4. – 1942. július 10.) Szakáts Zoltán ezredes (1942. július 10. – 1943. augusztus 1.) | ezred közvetlen alakulatok | árkász század                                         |
| III. szombathelyi vitéz Domaniczky Ödön altábornagy (– 1942. június 28),Rakovszky György vezérőrnagy (1942. június 28. –),Stomm Marcel vezérőrnagynak | 9. (nagykanizsai) Újlaky Jenő vezérőrnagy (1942. május 1. – 1942. május 1.) Oszlányi Kornél ezredes (1942. november 15. – 1943. augusztus 10.)                            | 17. (nagykanizsai) Kozderka László ezredes (1940. augusztus 2. – 1942. június 22.) Dittrich Géza alezredes (1942. június 22. – 1942. július 4.) Szávai Sándor vezérkari alezredes (1942. július 4. – 1942. július 10.) Szakáts Zoltán ezredes (1942. július 10. – 1943. augusztus 1.) | ezred közvetlen alakulatok | híradó szakasz                                        |
| III. szombathelyi vitéz Domaniczky Ödön altábornagy (– 1942. június 28),Rakovszky György vezérőrnagy (1942. június 28. –),Stomm Marcel vezérőrnagynak | 9. (nagykanizsai) Újlaky Jenő vezérőrnagy (1942. május 1. – 1942. május 1.) Oszlányi Kornél ezredes (1942. november 15. – 1943. augusztus 10.)                            | 17. (nagykanizsai) Kozderka László ezredes (1940. augusztus 2. – 1942. június 22.) Dittrich Géza alezredes (1942. június 22. – 1942. július 4.) Szávai Sándor vezérkari alezredes (1942. július 4. – 1942. július 10.) Szakáts Zoltán ezredes (1942. július 10. – 1943. augusztus 1.) | ezred közvetlen alakulatok | kerékpáros és lovas szakasz                           |
| III. szombathelyi vitéz Domaniczky Ödön altábornagy (– 1942. június 28),Rakovszky György vezérőrnagy (1942. június 28. –),Stomm Marcel vezérőrnagynak | 9. (nagykanizsai) Újlaky Jenő vezérőrnagy (1942. május 1. – 1942. május 1.) Oszlányi Kornél ezredes (1942. november 15. – 1943. augusztus 10.)                            | 17. (nagykanizsai) Kozderka László ezredes (1940. augusztus 2. – 1942. június 22.) Dittrich Géza alezredes (1942. június 22. – 1942. július 4.) Szávai Sándor vezérkari alezredes (1942. július 4. – 1942. július 10.) Szakáts Zoltán ezredes (1942. július 10. – 1943. augusztus 1.) | 17/I. (nagykanizsai) Farkas Ödön alezredes (1940. december 1. – 1943. augusztus 1.) Gombos József alezredes (1943. augusztus 1. – 1944. július 30. elesett)                                                       | Az alakulatot 1942 augusztusban feloszlatásra került. |
| III. szombathelyi vitéz Domaniczky Ödön altábornagy (– 1942. június 28),Rakovszky György vezérőrnagy (1942. június 28. –),Stomm Marcel vezérőrnagynak | 9. (nagykanizsai) Újlaky Jenő vezérőrnagy (1942. május 1. – 1942. május 1.) Oszlányi Kornél ezredes (1942. november 15. – 1943. augusztus 10.)                            | 17. (nagykanizsai) Kozderka László ezredes (1940. augusztus 2. – 1942. június 22.) Dittrich Géza alezredes (1942. június 22. – 1942. július 4.) Szávai Sándor vezérkari alezredes (1942. július 4. – 1942. július 10.) Szakáts Zoltán ezredes (1942. július 10. – 1943. augusztus 1.) | 17/II. (csáktornyai) Kaltróy Antal alezredes (1941. április 1. – 1943. április 7. meghalt) |                                                       |
| III. szombathelyi vitéz Domaniczky Ödön altábornagy (– 1942. június 28),Rakovszky György vezérőrnagy (1942. június 28. –),Stomm Marcel vezérőrnagynak | 9. (nagykanizsai) Újlaky Jenő vezérőrnagy (1942. május 1. – 1942. május 1.) Oszlányi Kornél ezredes (1942. november 15. – 1943. augusztus 10.)                            | 17. (nagykanizsai) Kozderka László ezredes (1940. augusztus 2. – 1942. június 22.) Dittrich Géza alezredes (1942. június 22. – 1942. július 4.) Szávai Sándor vezérkari alezredes (1942. július 4. – 1942. július 10.) Szakáts Zoltán ezredes (1942. július 10. – 1943. augusztus 1.) | 17/III. (zalaegerszegi) |                                                       |
| III. szombathelyi vitéz Domaniczky Ödön altábornagy (– 1942. június 28),Rakovszky György vezérőrnagy (1942. június 28. –),Stomm Marcel vezérőrnagynak | 9. (nagykanizsai) Újlaky Jenő vezérőrnagy (1942. május 1. – 1942. május 1.) Oszlányi Kornél ezredes (1942. november 15. – 1943. augusztus 10.)                            | 47. (nagykanizsai) Major Ottó ezredes (1942. május 2. – 1942. szeptember 10.) Mártsa Sándor ezredes (1942. szeptember 10. – 1943. április 28.) | ezred közvetlen alakulatok |                                                       |
| III. szombathelyi vitéz Domaniczky Ödön altábornagy (– 1942. június 28),Rakovszky György vezérőrnagy (1942. június 28. –),Stomm Marcel vezérőrnagynak | 9. (nagykanizsai) Újlaky Jenő vezérőrnagy (1942. május 1. – 1942. május 1.) Oszlányi Kornél ezredes (1942. november 15. – 1943. augusztus 10.)                            | 47. (nagykanizsai) Major Ottó ezredes (1942. május 2. – 1942. szeptember 10.) Mártsa Sándor ezredes (1942. szeptember 10. – 1943. április 28.) | ezred közvetlen alakulatok | aknavető század                                       |
| III. szombathelyi vitéz Domaniczky Ödön altábornagy (– 1942. június 28),Rakovszky György vezérőrnagy (1942. június 28. –),Stomm Marcel vezérőrnagynak | 9. (nagykanizsai) Újlaky Jenő vezérőrnagy (1942. május 1. – 1942. május 1.) Oszlányi Kornél ezredes (1942. november 15. – 1943. augusztus 10.)                            | 47. (nagykanizsai) Major Ottó ezredes (1942. május 2. – 1942. szeptember 10.) Mártsa Sándor ezredes (1942. szeptember 10. – 1943. április 28.) | ezred közvetlen alakulatok | gépkocsizó géppuskás század                           |
| III. szombathelyi vitéz Domaniczky Ödön altábornagy (– 1942. június 28),Rakovszky György vezérőrnagy (1942. június 28. –),Stomm Marcel vezérőrnagynak | 9. (nagykanizsai) Újlaky Jenő vezérőrnagy (1942. május 1. – 1942. május 1.) Oszlányi Kornél ezredes (1942. november 15. – 1943. augusztus 10.)                            | 47. (nagykanizsai) Major Ottó ezredes (1942. május 2. – 1942. szeptember 10.) Mártsa Sándor ezredes (1942. szeptember 10. – 1943. április 28.) | ezred közvetlen alakulatok | tábori kísérő üteg                                    |
| III. szombathelyi vitéz Domaniczky Ödön altábornagy (– 1942. június 28),Rakovszky György vezérőrnagy (1942. június 28. –),Stomm Marcel vezérőrnagynak | 9. (nagykanizsai) Újlaky Jenő vezérőrnagy (1942. május 1. – 1942. május 1.) Oszlányi Kornél ezredes (1942. november 15. – 1943. augusztus 10.)                            | 47. (nagykanizsai) Major Ottó ezredes (1942. május 2. – 1942. szeptember 10.) Mártsa Sándor ezredes (1942. szeptember 10. – 1943. április 28.) | ezred közvetlen alakulatok | páncéltörő ágyús század                               |
| III. szombathelyi vitéz Domaniczky Ödön altábornagy (– 1942. június 28),Rakovszky György vezérőrnagy (1942. június 28. –),Stomm Marcel vezérőrnagynak | 9. (nagykanizsai) Újlaky Jenő vezérőrnagy (1942. május 1. – 1942. május 1.) Oszlányi Kornél ezredes (1942. november 15. – 1943. augusztus 10.)                            | 47. (nagykanizsai) Major Ottó ezredes (1942. május 2. – 1942. szeptember 10.) Mártsa Sándor ezredes (1942. szeptember 10. – 1943. április 28.) | ezred közvetlen alakulatok | árkász század                                         |
| III. szombathelyi vitéz Domaniczky Ödön altábornagy (– 1942. június 28),Rakovszky György vezérőrnagy (1942. június 28. –),Stomm Marcel vezérőrnagynak | 9. (nagykanizsai) Újlaky Jenő vezérőrnagy (1942. május 1. – 1942. május 1.) Oszlányi Kornél ezredes (1942. november 15. – 1943. augusztus 10.)                            | 47. (nagykanizsai) Major Ottó ezredes (1942. május 2. – 1942. szeptember 10.) Mártsa Sándor ezredes (1942. szeptember 10. – 1943. április 28.) | ezred közvetlen alakulatok | híradó szakasz                                        |
| III. szombathelyi vitéz Domaniczky Ödön altábornagy (– 1942. június 28),Rakovszky György vezérőrnagy (1942. június 28. –),Stomm Marcel vezérőrnagynak | 9. (nagykanizsai) Újlaky Jenő vezérőrnagy (1942. május 1. – 1942. május 1.) Oszlányi Kornél ezredes (1942. november 15. – 1943. augusztus 10.)                            | 47. (nagykanizsai) Major Ottó ezredes (1942. május 2. – 1942. szeptember 10.) Mártsa Sándor ezredes (1942. szeptember 10. – 1943. április 28.) | ezred közvetlen alakulatok | kerékpáros és lovas szakasz                           |
| III. szombathelyi vitéz Domaniczky Ödön altábornagy (– 1942. június 28),Rakovszky György vezérőrnagy (1942. június 28. –),Stomm Marcel vezérőrnagynak | 9. (nagykanizsai) Újlaky Jenő vezérőrnagy (1942. május 1. – 1942. május 1.) Oszlányi Kornél ezredes (1942. november 15. – 1943. augusztus 10.)                            | 47. (nagykanizsai) Major Ottó ezredes (1942. május 2. – 1942. szeptember 10.) Mártsa Sándor ezredes (1942. szeptember 10. – 1943. április 28.) | 47/I. (nagykanizsai) Böszörményi Géza alezredes (1942. május 1. – 1942. augusztus 10.) |                                                       |
| III. szombathelyi vitéz Domaniczky Ödön altábornagy (– 1942. június 28),Rakovszky György vezérőrnagy (1942. június 28. –),Stomm Marcel vezérőrnagynak | 9. (nagykanizsai) Újlaky Jenő vezérőrnagy (1942. május 1. – 1942. május 1.) Oszlányi Kornél ezredes (1942. november 15. – 1943. augusztus 10.)                            | 47. (nagykanizsai) Major Ottó ezredes (1942. május 2. – 1942. szeptember 10.) Mártsa Sándor ezredes (1942. szeptember 10. – 1943. április 28.) | 47/II. (csáktornyai) Hunyadváry József alezredes (1942. május 2. – 1943. január 7.) Solty Ernő százados (1943. január 7. – 1943. február [?]) Hunyadváry József alezredes (1943. február [?] - 1943. március 15.) |                                                       |
| III. szombathelyi vitéz Domaniczky Ödön altábornagy (– 1942. június 28),Rakovszky György vezérőrnagy (1942. június 28. –),Stomm Marcel vezérőrnagynak | 9. (nagykanizsai) Újlaky Jenő vezérőrnagy (1942. május 1. – 1942. május 1.) Oszlányi Kornél ezredes (1942. november 15. – 1943. augusztus 10.)                            | 47. (nagykanizsai) Major Ottó ezredes (1942. május 2. – 1942. szeptember 10.) Mártsa Sándor ezredes (1942. szeptember 10. – 1943. április 28.) | 34/I. (soproni) |                                                       |

##### IV. pécsi hadtest
| hadtest | könnyűhadosztály | gyalogezred | zászlóalj | megjegyzés |
| --- | --- | --- | --- | --- |
| IV. (pécsi) Csatay Lajos altábornagy (-1942. november 15.), Heszlényi József altábornagy (1942. november 15. – 1943. június) | hadtestközvetlen alakulatok | hadtestközvetlen alakulatok | VI. kerékpáros-zászlóalj Püspökladány(?)                                                                         | |
| IV. (pécsi) Csatay Lajos altábornagy (-1942. november 15.), Heszlényi József altábornagy (1942. november 15. – 1943. június) | 10. (kaposvári) vitéz Tanító Béla (1942. április 17. – 1942. november 15.) vitéz Molnár László I ezredes, vezérőrnagy (1942. november 15. – 1943. augusztus 1.) vezérkari főnök: Boróczy Dénes vezérkari századost (-1942. november 3.) Zsigmondy László vezérkari alezredes (1942. november 3. – 1943. február) | hadosztályközvetlen alakulatok | | |
| IV. (pécsi) Csatay Lajos altábornagy (-1942. november 15.), Heszlényi József altábornagy (1942. november 15. – 1943. június) | 10. (kaposvári) vitéz Tanító Béla (1942. április 17. – 1942. november 15.) vitéz Molnár László I ezredes, vezérőrnagy (1942. november 15. – 1943. augusztus 1.) vezérkari főnök: Boróczy Dénes vezérkari századost (-1942. november 3.) Zsigmondy László vezérkari alezredes (1942. november 3. – 1943. február) | hadosztályközvetlen alakulatok | 10. tábori tüzérezred Márton Károly (– 1942. október 26.) Kassai Albert (1942. október 26. –)                    | |
| IV. (pécsi) Csatay Lajos altábornagy (-1942. november 15.), Heszlényi József altábornagy (1942. november 15. – 1943. június) | 10. (kaposvári) vitéz Tanító Béla (1942. április 17. – 1942. november 15.) vitéz Molnár László I ezredes, vezérőrnagy (1942. november 15. – 1943. augusztus 1.) vezérkari főnök: Boróczy Dénes vezérkari századost (-1942. november 3.) Zsigmondy László vezérkari alezredes (1942. november 3. – 1943. február) | hadosztályközvetlen alakulatok | 10. híradószázad                                                                                                 | |
| IV. (pécsi) Csatay Lajos altábornagy (-1942. november 15.), Heszlényi József altábornagy (1942. november 15. – 1943. június) | 10. (kaposvári) vitéz Tanító Béla (1942. április 17. – 1942. november 15.) vitéz Molnár László I ezredes, vezérőrnagy (1942. november 15. – 1943. augusztus 1.) vezérkari főnök: Boróczy Dénes vezérkari századost (-1942. november 3.) Zsigmondy László vezérkari alezredes (1942. november 3. – 1943. február) | hadosztályközvetlen alakulatok | 10. huszárszázad                                                                                                 | |
| IV. (pécsi) Csatay Lajos altábornagy (-1942. november 15.), Heszlényi József altábornagy (1942. november 15. – 1943. június) | 10. (kaposvári) vitéz Tanító Béla (1942. április 17. – 1942. november 15.) vitéz Molnár László I ezredes, vezérőrnagy (1942. november 15. – 1943. augusztus 1.) vezérkari főnök: Boróczy Dénes vezérkari századost (-1942. november 3.) Zsigmondy László vezérkari alezredes (1942. november 3. – 1943. február) | hadosztályközvetlen alakulatok | 10. légvédelmi gépágyús üteg                                                                                     | |
| IV. (pécsi) Csatay Lajos altábornagy (-1942. november 15.), Heszlényi József altábornagy (1942. november 15. – 1943. június) | 10. (kaposvári) vitéz Tanító Béla (1942. április 17. – 1942. november 15.) vitéz Molnár László I ezredes, vezérőrnagy (1942. november 15. – 1943. augusztus 1.) vezérkari főnök: Boróczy Dénes vezérkari századost (-1942. november 3.) Zsigmondy László vezérkari alezredes (1942. november 3. – 1943. február) | hadosztályközvetlen alakulatok | 10. fogatolt vonatoszlop                                                                                         | |
| IV. (pécsi) Csatay Lajos altábornagy (-1942. november 15.), Heszlényi József altábornagy (1942. november 15. – 1943. június) | 10. (kaposvári) vitéz Tanító Béla (1942. április 17. – 1942. november 15.) vitéz Molnár László I ezredes, vezérőrnagy (1942. november 15. – 1943. augusztus 1.) vezérkari főnök: Boróczy Dénes vezérkari századost (-1942. november 3.) Zsigmondy László vezérkari alezredes (1942. november 3. – 1943. február) | 6. (kaposvári) gyalogezred Ákosy Károly ezredes (1942. március-1942. október) Ludányi Antal ezredes (1942. október 26. –) | ezred közvetlen alakulatok                                                                                       | |
| IV. (pécsi) Csatay Lajos altábornagy (-1942. november 15.), Heszlényi József altábornagy (1942. november 15. – 1943. június) | 10. (kaposvári) vitéz Tanító Béla (1942. április 17. – 1942. november 15.) vitéz Molnár László I ezredes, vezérőrnagy (1942. november 15. – 1943. augusztus 1.) vezérkari főnök: Boróczy Dénes vezérkari századost (-1942. november 3.) Zsigmondy László vezérkari alezredes (1942. november 3. – 1943. február) | aknavető század | ezred közvetlen alakulatok                                                                                       | |
| IV. (pécsi) Csatay Lajos altábornagy (-1942. november 15.), Heszlényi József altábornagy (1942. november 15. – 1943. június) | 10. (kaposvári) vitéz Tanító Béla (1942. április 17. – 1942. november 15.) vitéz Molnár László I ezredes, vezérőrnagy (1942. november 15. – 1943. augusztus 1.) vezérkari főnök: Boróczy Dénes vezérkari századost (-1942. november 3.) Zsigmondy László vezérkari alezredes (1942. november 3. – 1943. február) | gépkocsizó géppuskás század | ezred közvetlen alakulatok                                                                                       | |
| IV. (pécsi) Csatay Lajos altábornagy (-1942. november 15.), Heszlényi József altábornagy (1942. november 15. – 1943. június) | 10. (kaposvári) vitéz Tanító Béla (1942. április 17. – 1942. november 15.) vitéz Molnár László I ezredes, vezérőrnagy (1942. november 15. – 1943. augusztus 1.) vezérkari főnök: Boróczy Dénes vezérkari századost (-1942. november 3.) Zsigmondy László vezérkari alezredes (1942. november 3. – 1943. február) | tábori kísérő üteg | ezred közvetlen alakulatok                                                                                       | |
| IV. (pécsi) Csatay Lajos altábornagy (-1942. november 15.), Heszlényi József altábornagy (1942. november 15. – 1943. június) | 10. (kaposvári) vitéz Tanító Béla (1942. április 17. – 1942. november 15.) vitéz Molnár László I ezredes, vezérőrnagy (1942. november 15. – 1943. augusztus 1.) vezérkari főnök: Boróczy Dénes vezérkari századost (-1942. november 3.) Zsigmondy László vezérkari alezredes (1942. november 3. – 1943. február) | páncéltörő ágyús század | ezred közvetlen alakulatok                                                                                       | |
| IV. (pécsi) Csatay Lajos altábornagy (-1942. november 15.), Heszlényi József altábornagy (1942. november 15. – 1943. június) | 10. (kaposvári) vitéz Tanító Béla (1942. április 17. – 1942. november 15.) vitéz Molnár László I ezredes, vezérőrnagy (1942. november 15. – 1943. augusztus 1.) vezérkari főnök: Boróczy Dénes vezérkari századost (-1942. november 3.) Zsigmondy László vezérkari alezredes (1942. november 3. – 1943. február) | árkász század | ezred közvetlen alakulatok                                                                                       | |
| IV. (pécsi) Csatay Lajos altábornagy (-1942. november 15.), Heszlényi József altábornagy (1942. november 15. – 1943. június) | 10. (kaposvári) vitéz Tanító Béla (1942. április 17. – 1942. november 15.) vitéz Molnár László I ezredes, vezérőrnagy (1942. november 15. – 1943. augusztus 1.) vezérkari főnök: Boróczy Dénes vezérkari századost (-1942. november 3.) Zsigmondy László vezérkari alezredes (1942. november 3. – 1943. február) | híradó szakasz | ezred közvetlen alakulatok                                                                                       | |
| IV. (pécsi) Csatay Lajos altábornagy (-1942. november 15.), Heszlényi József altábornagy (1942. november 15. – 1943. június) | 10. (kaposvári) vitéz Tanító Béla (1942. április 17. – 1942. november 15.) vitéz Molnár László I ezredes, vezérőrnagy (1942. november 15. – 1943. augusztus 1.) vezérkari főnök: Boróczy Dénes vezérkari századost (-1942. november 3.) Zsigmondy László vezérkari alezredes (1942. november 3. – 1943. február) | kerékpáros és lovas szakasz | ezred közvetlen alakulatok                                                                                       | |
| IV. (pécsi) Csatay Lajos altábornagy (-1942. november 15.), Heszlényi József altábornagy (1942. november 15. – 1943. június) | 10. (kaposvári) vitéz Tanító Béla (1942. április 17. – 1942. november 15.) vitéz Molnár László I ezredes, vezérőrnagy (1942. november 15. – 1943. augusztus 1.) vezérkari főnök: Boróczy Dénes vezérkari századost (-1942. november 3.) Zsigmondy László vezérkari alezredes (1942. november 3. – 1943. február) | 6/1. zászlóalj (Kaposvár) Krisanich Andor őrnagy, majd alezredes (1937. július 1. – 1940. január Ludányi Antal ezredes (1940. március-1942. október) Fazekas Géza őrnagy (1942.10.–1943. január 14.) Pallay Jenő alezredes (1943. január 14. –)                                                     | | |
| IV. (pécsi) Csatay Lajos altábornagy (-1942. november 15.), Heszlényi József altábornagy (1942. november 15. – 1943. június) | 10. (kaposvári) vitéz Tanító Béla (1942. április 17. – 1942. november 15.) vitéz Molnár László I ezredes, vezérőrnagy (1942. november 15. – 1943. augusztus 1.) vezérkari főnök: Boróczy Dénes vezérkari századost (-1942. november 3.) Zsigmondy László vezérkari alezredes (1942. november 3. – 1943. február) | 6/II. zászlóalj (Kaposvár) Bakay Árpád őrnagy, majd alezredes (1939. október 1. – 1942. május 15.) Pallay Jenő alezredes (1942. május 15. – 1944. augusztus 15.) Pachner Róbert százados (1942. december – 1943. január) ideiglenesen Sikotay József százados (1943. január (?) – 1943. január 17.) | | |
| IV. (pécsi) Csatay Lajos altábornagy (-1942. november 15.), Heszlényi József altábornagy (1942. november 15. – 1943. június) | 10. (kaposvári) vitéz Tanító Béla (1942. április 17. – 1942. november 15.) vitéz Molnár László I ezredes, vezérőrnagy (1942. november 15. – 1943. augusztus 1.) vezérkari főnök: Boróczy Dénes vezérkari századost (-1942. november 3.) Zsigmondy László vezérkari alezredes (1942. november 3. – 1943. február) | 6/III. (Nagyatád) Pallós Ödön őrnagy, alezredes, majd ezredes (1939. január 28. – 1943. január 28.) Fonyó Jenő százados (1942. december-1943. január 14.) | | |
| IV. (pécsi) Csatay Lajos altábornagy (-1942. november 15.), Heszlényi József altábornagy (1942. november 15. – 1943. június) | 36.(kaposvári) Krisanich Andor ezredes (1942. április – 1943. január 23.) | ezred közvetlen alakulatok | | |
| IV. (pécsi) Csatay Lajos altábornagy (-1942. november 15.), Heszlényi József altábornagy (1942. november 15. – 1943. június) | 36.(kaposvári) Krisanich Andor ezredes (1942. április – 1943. január 23.) | ezred közvetlen alakulatok | aknavető század                                                                                                  | |
| IV. (pécsi) Csatay Lajos altábornagy (-1942. november 15.), Heszlényi József altábornagy (1942. november 15. – 1943. június) | 36.(kaposvári) Krisanich Andor ezredes (1942. április – 1943. január 23.) | ezred közvetlen alakulatok | gépkocsizó géppuskás század                                                                                      | |
| IV. (pécsi) Csatay Lajos altábornagy (-1942. november 15.), Heszlényi József altábornagy (1942. november 15. – 1943. június) | 36.(kaposvári) Krisanich Andor ezredes (1942. április – 1943. január 23.) | ezred közvetlen alakulatok | tábori kísérő üteg                                                                                               | |
| IV. (pécsi) Csatay Lajos altábornagy (-1942. november 15.), Heszlényi József altábornagy (1942. november 15. – 1943. június) | 36.(kaposvári) Krisanich Andor ezredes (1942. április – 1943. január 23.) | ezred közvetlen alakulatok | páncéltörő ágyús század                                                                                          | |
| IV. (pécsi) Csatay Lajos altábornagy (-1942. november 15.), Heszlényi József altábornagy (1942. november 15. – 1943. június) | 36.(kaposvári) Krisanich Andor ezredes (1942. április – 1943. január 23.) | ezred közvetlen alakulatok | árkász század | |
| IV. (pécsi) Csatay Lajos altábornagy (-1942. november 15.), Heszlényi József altábornagy (1942. november 15. – 1943. június) | 36.(kaposvári) Krisanich Andor ezredes (1942. április – 1943. január 23.) | ezred közvetlen alakulatok | híradó szakasz                                                                                                   | |
| IV. (pécsi) Csatay Lajos altábornagy (-1942. november 15.), Heszlényi József altábornagy (1942. november 15. – 1943. június) | 36.(kaposvári) Krisanich Andor ezredes (1942. április – 1943. január 23.) | ezred közvetlen alakulatok | kerékpáros és lovas szakasz                                                                                      | |
| IV. (pécsi) Csatay Lajos altábornagy (-1942. november 15.), Heszlényi József altábornagy (1942. november 15. – 1943. június) | 36.(kaposvári) Krisanich Andor ezredes (1942. április – 1943. január 23.) | 36/I. zászlóalj (Kaposvár) Korompay Virgil őrnagy (1942. április – 1942. december) Móré Andor alezredes (1942. december-1943. január 12.) Fonyó Jenő százados (1943. január 12.–) | | |
| IV. (pécsi) Csatay Lajos altábornagy (-1942. november 15.), Heszlényi József altábornagy (1942. november 15. – 1943. június) | 36.(kaposvári) Krisanich Andor ezredes (1942. április – 1943. január 23.) | 38/II. zászlóalj (pálmonostor) Fogarassy Béla alezredes | 1943. augusztus 6. megszűnt                                                                                      | |
| IV. (pécsi) Csatay Lajos altábornagy (-1942. november 15.), Heszlényi József altábornagy (1942. november 15. – 1943. június) | 36.(kaposvári) Krisanich Andor ezredes (1942. április – 1943. január 23.) | 36/III. zászlóalj (Nagyatád) Variházy Oszkár alezredes (1942. április-1942. augusztus 9.) Magda Pál őrnagy (1942. augusztus 9.– ) | | |
| IV. (pécsi) Csatay Lajos altábornagy (-1942. november 15.), Heszlényi József altábornagy (1942. november 15. – 1943. június) | 12. (szekszárdi) Illésházy Gábor vezérőrnagy, Solymossy Ulászló vőrgy, Lészay ezredes(?) | 18. gyalogezred (szekszárdi) | 18/I. – 1942. augusztus 15-én feloszlatták                                                                       | |
| IV. (pécsi) Csatay Lajos altábornagy (-1942. november 15.), Heszlényi József altábornagy (1942. november 15. – 1943. június) | 12. (szekszárdi) Illésházy Gábor vezérőrnagy, Solymossy Ulászló vőrgy, Lészay ezredes(?) | 18. gyalogezred (szekszárdi) | 38/I. – 1942. augusztus 15-én feloszlatták                                                                       | |
| IV. (pécsi) Csatay Lajos altábornagy (-1942. november 15.), Heszlényi József altábornagy (1942. november 15. – 1943. június) | 12. (szekszárdi) Illésházy Gábor vezérőrnagy, Solymossy Ulászló vőrgy, Lészay ezredes(?) | 48. (szekszárdi) | | |
| IV. (pécsi) Csatay Lajos altábornagy (-1942. november 15.), Heszlényi József altábornagy (1942. november 15. – 1943. június) | 13. (kecskeméti) Grassy József vezérőrnagy (–1942. augusztus 24.), Hollósy-Kuthy László (1942. augusztus 24. –) | hadosztályközvetlen alakulatok | | |
| IV. (pécsi) Csatay Lajos altábornagy (-1942. november 15.), Heszlényi József altábornagy (1942. november 15. – 1943. június) | 13. (kecskeméti) Grassy József vezérőrnagy (–1942. augusztus 24.), Hollósy-Kuthy László (1942. augusztus 24. –) | hadosztályközvetlen alakulatok | 13. tábori tüzérezred Blassmann Mátyás alezredes                                                                 | 13/I. tábori (fogatolt) tüzérosztály Trux László őrnagy (alezredes?) (1942. június 26. – 1943. április 4.)                                       |
| IV. (pécsi) Csatay Lajos altábornagy (-1942. november 15.), Heszlényi József altábornagy (1942. november 15. – 1943. június) | 13. (kecskeméti) Grassy József vezérőrnagy (–1942. augusztus 24.), Hollósy-Kuthy László (1942. augusztus 24. –) | hadosztályközvetlen alakulatok | 13. tábori tüzérezred Blassmann Mátyás alezredes                                                                 | 13/II. tábori (fogatolt) tüzérosztály Misits István alezredes (–1943.01) Ostorharits-Horváth Endre százados (1943. január 1. – 1943. január 20.) |
| IV. (pécsi) Csatay Lajos altábornagy (-1942. november 15.), Heszlényi József altábornagy (1942. november 15. – 1943. június) | 13. (kecskeméti) Grassy József vezérőrnagy (–1942. augusztus 24.), Hollósy-Kuthy László (1942. augusztus 24. –) | hadosztályközvetlen alakulatok | 13. híradószázad                                                                                                 | |
| IV. (pécsi) Csatay Lajos altábornagy (-1942. november 15.), Heszlényi József altábornagy (1942. november 15. – 1943. június) | 13. (kecskeméti) Grassy József vezérőrnagy (–1942. augusztus 24.), Hollósy-Kuthy László (1942. augusztus 24. –) | hadosztályközvetlen alakulatok | 13. huszárszázad                                                                                                 | |
| IV. (pécsi) Csatay Lajos altábornagy (-1942. november 15.), Heszlényi József altábornagy (1942. november 15. – 1943. június) | 13. (kecskeméti) Grassy József vezérőrnagy (–1942. augusztus 24.), Hollósy-Kuthy László (1942. augusztus 24. –) | hadosztályközvetlen alakulatok | 13. légvédelmi gépágyús üteg (Huszár Győző százados55)                                                           | |
| IV. (pécsi) Csatay Lajos altábornagy (-1942. november 15.), Heszlényi József altábornagy (1942. november 15. – 1943. június) | 13. (kecskeméti) Grassy József vezérőrnagy (–1942. augusztus 24.), Hollósy-Kuthy László (1942. augusztus 24. –) | hadosztályközvetlen alakulatok | 13. hadosztály közvetlen páncéltörő század Homonnai-Perczel László főhadnagy (1942. szeptember – 1943. május 1.) | |
| IV. (pécsi) Csatay Lajos altábornagy (-1942. november 15.), Heszlényi József altábornagy (1942. november 15. – 1943. június) | 13. (kecskeméti) Grassy József vezérőrnagy (–1942. augusztus 24.), Hollósy-Kuthy László (1942. augusztus 24. –) | hadosztályközvetlen alakulatok | 13. fogatolt vonatoszlop Damaszlovszky (Dezsényi) Pál százados (1942. június 21. – 1943. július 25.)             | |
| IV. (pécsi) Csatay Lajos altábornagy (-1942. november 15.), Heszlényi József altábornagy (1942. november 15. – 1943. június) | 13. (kecskeméti) Grassy József vezérőrnagy (–1942. augusztus 24.), Hollósy-Kuthy László (1942. augusztus 24. –) | 7. kecskeméti (vitéz Vasváry Frigyes) Tormássy Szávits Sándor ezredes) (Pilisy István alezredes 1943. január 16. – 1943. január 16. (egy napra?)) | ezred közvetlen alakulatok                                                                                       | |
| IV. (pécsi) Csatay Lajos altábornagy (-1942. november 15.), Heszlényi József altábornagy (1942. november 15. – 1943. június) | 13. (kecskeméti) Grassy József vezérőrnagy (–1942. augusztus 24.), Hollósy-Kuthy László (1942. augusztus 24. –) | 7. kecskeméti (vitéz Vasváry Frigyes) Tormássy Szávits Sándor ezredes) (Pilisy István alezredes 1943. január 16. – 1943. január 16. (egy napra?)) | ezred közvetlen alakulatok                                                                                       | aknavető század |
| IV. (pécsi) Csatay Lajos altábornagy (-1942. november 15.), Heszlényi József altábornagy (1942. november 15. – 1943. június) | 13. (kecskeméti) Grassy József vezérőrnagy (–1942. augusztus 24.), Hollósy-Kuthy László (1942. augusztus 24. –) | 7. kecskeméti (vitéz Vasváry Frigyes) Tormássy Szávits Sándor ezredes) (Pilisy István alezredes 1943. január 16. – 1943. január 16. (egy napra?)) | ezred közvetlen alakulatok                                                                                       | gépkocsizó géppuskás század |
| IV. (pécsi) Csatay Lajos altábornagy (-1942. november 15.), Heszlényi József altábornagy (1942. november 15. – 1943. június) | 13. (kecskeméti) Grassy József vezérőrnagy (–1942. augusztus 24.), Hollósy-Kuthy László (1942. augusztus 24. –) | 7. kecskeméti (vitéz Vasváry Frigyes) Tormássy Szávits Sándor ezredes) (Pilisy István alezredes 1943. január 16. – 1943. január 16. (egy napra?)) | ezred közvetlen alakulatok                                                                                       | 14/1. kísérő könnyű ágyús üteg |
| IV. (pécsi) Csatay Lajos altábornagy (-1942. november 15.), Heszlényi József altábornagy (1942. november 15. – 1943. június) | 13. (kecskeméti) Grassy József vezérőrnagy (–1942. augusztus 24.), Hollósy-Kuthy László (1942. augusztus 24. –) | 7. kecskeméti (vitéz Vasváry Frigyes) Tormássy Szávits Sándor ezredes) (Pilisy István alezredes 1943. január 16. – 1943. január 16. (egy napra?)) | ezred közvetlen alakulatok                                                                                       | páncéltörő ágyús század |
| IV. (pécsi) Csatay Lajos altábornagy (-1942. november 15.), Heszlényi József altábornagy (1942. november 15. – 1943. június) | 13. (kecskeméti) Grassy József vezérőrnagy (–1942. augusztus 24.), Hollósy-Kuthy László (1942. augusztus 24. –) | 7. kecskeméti (vitéz Vasváry Frigyes) Tormássy Szávits Sándor ezredes) (Pilisy István alezredes 1943. január 16. – 1943. január 16. (egy napra?)) | ezred közvetlen alakulatok                                                                                       | árkász század |
| IV. (pécsi) Csatay Lajos altábornagy (-1942. november 15.), Heszlényi József altábornagy (1942. november 15. – 1943. június) | 13. (kecskeméti) Grassy József vezérőrnagy (–1942. augusztus 24.), Hollósy-Kuthy László (1942. augusztus 24. –) | 7. kecskeméti (vitéz Vasváry Frigyes) Tormássy Szávits Sándor ezredes) (Pilisy István alezredes 1943. január 16. – 1943. január 16. (egy napra?)) | ezred közvetlen alakulatok                                                                                       | híradó szakasz |
| IV. (pécsi) Csatay Lajos altábornagy (-1942. november 15.), Heszlényi József altábornagy (1942. november 15. – 1943. június) | 13. (kecskeméti) Grassy József vezérőrnagy (–1942. augusztus 24.), Hollósy-Kuthy László (1942. augusztus 24. –) | 7. kecskeméti (vitéz Vasváry Frigyes) Tormássy Szávits Sándor ezredes) (Pilisy István alezredes 1943. január 16. – 1943. január 16. (egy napra?)) | ezred közvetlen alakulatok                                                                                       | kerékpáros és lovas szakasz |
| IV. (pécsi) Csatay Lajos altábornagy (-1942. november 15.), Heszlényi József altábornagy (1942. november 15. – 1943. június) | 13. (kecskeméti) Grassy József vezérőrnagy (–1942. augusztus 24.), Hollósy-Kuthy László (1942. augusztus 24. –) | 7. kecskeméti (vitéz Vasváry Frigyes) Tormássy Szávits Sándor ezredes) (Pilisy István alezredes 1943. január 16. – 1943. január 16. (egy napra?)) | 7/1. zászlóalj Tormássy Szávits Sándor ezredes (-1942. július 31.) (Bagi százados)                               | leváltása: 1943. január 12. budapesti 1/1. (Szűcs István alezredes 1942. november 2. – 1943. május 15.)                                          |
| IV. (pécsi) Csatay Lajos altábornagy (-1942. november 15.), Heszlényi József altábornagy (1942. november 15. – 1943. június) | 13. (kecskeméti) Grassy József vezérőrnagy (–1942. augusztus 24.), Hollósy-Kuthy László (1942. augusztus 24. –) | 7. kecskeméti (vitéz Vasváry Frigyes) Tormássy Szávits Sándor ezredes) (Pilisy István alezredes 1943. január 16. – 1943. január 16. (egy napra?)) | 7/II. zászlóalj (Kalmár Béla százados 1943. január 9. – 1943. január 18.)                                        | |
| IV. (pécsi) Csatay Lajos altábornagy (-1942. november 15.), Heszlényi József altábornagy (1942. november 15. – 1943. június) | 13. (kecskeméti) Grassy József vezérőrnagy (–1942. augusztus 24.), Hollósy-Kuthy László (1942. augusztus 24. –) | 7. kecskeméti (vitéz Vasváry Frigyes) Tormássy Szávits Sándor ezredes) (Pilisy István alezredes 1943. január 16. – 1943. január 16. (egy napra?)) | 7/III. zászlóalj (Szörényi Árpád alezredes 1942. szeptember 16. – 1943. január 16.)                              | leváltotta:ungvári 24/1. (Pilisy István alezredes 1942. november 2. – 1943. január 16.)                                                          |
| IV. (pécsi) Csatay Lajos altábornagy (-1942. november 15.), Heszlényi József altábornagy (1942. november 15. – 1943. június) | 13. (kecskeméti) Grassy József vezérőrnagy (–1942. augusztus 24.), Hollósy-Kuthy László (1942. augusztus 24. –) | 31. budapesti (Rumy Lajos ezredes) | ezred közvetlen alakulatok                                                                                       | |
| IV. (pécsi) Csatay Lajos altábornagy (-1942. november 15.), Heszlényi József altábornagy (1942. november 15. – 1943. június) | 13. (kecskeméti) Grassy József vezérőrnagy (–1942. augusztus 24.), Hollósy-Kuthy László (1942. augusztus 24. –) | 31. budapesti (Rumy Lajos ezredes) | ezred közvetlen alakulatok                                                                                       | aknavető század |
| IV. (pécsi) Csatay Lajos altábornagy (-1942. november 15.), Heszlényi József altábornagy (1942. november 15. – 1943. június) | 13. (kecskeméti) Grassy József vezérőrnagy (–1942. augusztus 24.), Hollósy-Kuthy László (1942. augusztus 24. –) | 31. budapesti (Rumy Lajos ezredes) | ezred közvetlen alakulatok                                                                                       | gépkocsizó géppuskás század |
| IV. (pécsi) Csatay Lajos altábornagy (-1942. november 15.), Heszlényi József altábornagy (1942. november 15. – 1943. június) | 13. (kecskeméti) Grassy József vezérőrnagy (–1942. augusztus 24.), Hollósy-Kuthy László (1942. augusztus 24. –) | 31. budapesti (Rumy Lajos ezredes) | ezred közvetlen alakulatok                                                                                       | tábori kísérő üteg Homonnai-Perczel László főhadnagy (1942. június 29. – 1942.09)                                                                |
| IV. (pécsi) Csatay Lajos altábornagy (-1942. november 15.), Heszlényi József altábornagy (1942. november 15. – 1943. június) | 13. (kecskeméti) Grassy József vezérőrnagy (–1942. augusztus 24.), Hollósy-Kuthy László (1942. augusztus 24. –) | 31. budapesti (Rumy Lajos ezredes) | ezred közvetlen alakulatok                                                                                       | páncéltörő ágyús század |
| IV. (pécsi) Csatay Lajos altábornagy (-1942. november 15.), Heszlényi József altábornagy (1942. november 15. – 1943. június) | 13. (kecskeméti) Grassy József vezérőrnagy (–1942. augusztus 24.), Hollósy-Kuthy László (1942. augusztus 24. –) | 31. budapesti (Rumy Lajos ezredes) | ezred közvetlen alakulatok                                                                                       | árkász század |
| IV. (pécsi) Csatay Lajos altábornagy (-1942. november 15.), Heszlényi József altábornagy (1942. november 15. – 1943. június) | 13. (kecskeméti) Grassy József vezérőrnagy (–1942. augusztus 24.), Hollósy-Kuthy László (1942. augusztus 24. –) | 31. budapesti (Rumy Lajos ezredes) | ezred közvetlen alakulatok                                                                                       | híradó szakasz |
| IV. (pécsi) Csatay Lajos altábornagy (-1942. november 15.), Heszlényi József altábornagy (1942. november 15. – 1943. június) | 13. (kecskeméti) Grassy József vezérőrnagy (–1942. augusztus 24.), Hollósy-Kuthy László (1942. augusztus 24. –) | 31. budapesti (Rumy Lajos ezredes) | ezred közvetlen alakulatok                                                                                       | kerékpáros és lovas szakasz |
| IV. (pécsi) Csatay Lajos altábornagy (-1942. november 15.), Heszlényi József altábornagy (1942. november 15. – 1943. június) | 13. (kecskeméti) Grassy József vezérőrnagy (–1942. augusztus 24.), Hollósy-Kuthy László (1942. augusztus 24. –) | 31. budapesti (Rumy Lajos ezredes) | 37/I. (Labancz Árpád főhadnagy 1942. november – 1943. február 28.)                                               | |
| IV. (pécsi) Csatay Lajos altábornagy (-1942. november 15.), Heszlényi József altábornagy (1942. november 15. – 1943. június) | 13. (kecskeméti) Grassy József vezérőrnagy (–1942. augusztus 24.), Hollósy-Kuthy László (1942. augusztus 24. –) | 31. budapesti (Rumy Lajos ezredes) | 31/II. (Pálfi Sándor 1942. október – 1943. január 17.)                                                           | |
| IV. (pécsi) Csatay Lajos altábornagy (-1942. november 15.), Heszlényi József altábornagy (1942. november 15. – 1943. június) | 13. (kecskeméti) Grassy József vezérőrnagy (–1942. augusztus 24.), Hollósy-Kuthy László (1942. augusztus 24. –) | 31. budapesti (Rumy Lajos ezredes) | 37/III. zászlóalj (Ködmön főhadnagy), (Duska László százados 1943. január (?)-1943. január 20.)                  | 1943. januárban ismét felállították! |

##### VII. miskolci hadtest
| hadtest | könnyűhadosztály | gyalogezred | zászlóalj                                                                       | megjegyzés |
| --- | --- | --- | ------------------------------------------------------------------------------- | ---------- |
| VII. (miskolci) Gyimessy Ernő altábornagy Legeza János vezérőrnagy (1943. január 2. – 1943. január 18.) Gyimessy Ernő altábornagy | hadtestközvetlen alakulatok | hadtestközvetlen alakulatok | IX. kerékpáros-zászlóalj (kiállította: nagyszöllősi VIII. kerékpáros-zászlóalj) |            |
| VII. (miskolci) Gyimessy Ernő altábornagy Legeza János vezérőrnagy (1943. január 2. – 1943. január 18.) Gyimessy Ernő altábornagy | hadtestközvetlen alakulatok | hadtestközvetlen alakulatok | 120. útkarbantartó-század (Balassagyarmat)                                      |            |
| VII. (miskolci) Gyimessy Ernő altábornagy Legeza János vezérőrnagy (1943. január 2. – 1943. január 18.) Gyimessy Ernő altábornagy | 19. (miskolci) Deák László ezredes Asztalossy Aladár vezérőrnagy (–1942. december 14.) Lóskay Ferenc ezredes (1942. december 14. – 1943. január 14.) Asztalossy Aladár vezérőrnagy (1943. január 14. –) | hadosztályközvetlen alakulatok |                                                                                 |            |
| VII. (miskolci) Gyimessy Ernő altábornagy Legeza János vezérőrnagy (1943. január 2. – 1943. január 18.) Gyimessy Ernő altábornagy | 19. (miskolci) Deák László ezredes Asztalossy Aladár vezérőrnagy (–1942. december 14.) Lóskay Ferenc ezredes (1942. december 14. – 1943. január 14.) Asztalossy Aladár vezérőrnagy (1943. január 14. –) | hadosztályközvetlen alakulatok | x. tábori tüzérezred                                                            |            |
| VII. (miskolci) Gyimessy Ernő altábornagy Legeza János vezérőrnagy (1943. január 2. – 1943. január 18.) Gyimessy Ernő altábornagy | 19. (miskolci) Deák László ezredes Asztalossy Aladár vezérőrnagy (–1942. december 14.) Lóskay Ferenc ezredes (1942. december 14. – 1943. január 14.) Asztalossy Aladár vezérőrnagy (1943. január 14. –) | hadosztályközvetlen alakulatok | x. híradószázad                                                                 |            |
| VII. (miskolci) Gyimessy Ernő altábornagy Legeza János vezérőrnagy (1943. január 2. – 1943. január 18.) Gyimessy Ernő altábornagy | 19. (miskolci) Deák László ezredes Asztalossy Aladár vezérőrnagy (–1942. december 14.) Lóskay Ferenc ezredes (1942. december 14. – 1943. január 14.) Asztalossy Aladár vezérőrnagy (1943. január 14. –) | hadosztályközvetlen alakulatok | x. huszárszázad                                                                 |            |
| VII. (miskolci) Gyimessy Ernő altábornagy Legeza János vezérőrnagy (1943. január 2. – 1943. január 18.) Gyimessy Ernő altábornagy | 19. (miskolci) Deák László ezredes Asztalossy Aladár vezérőrnagy (–1942. december 14.) Lóskay Ferenc ezredes (1942. december 14. – 1943. január 14.) Asztalossy Aladár vezérőrnagy (1943. január 14. –) | hadosztályközvetlen alakulatok | x. légvédelmi gépágyús üteg                                                     |            |
| VII. (miskolci) Gyimessy Ernő altábornagy Legeza János vezérőrnagy (1943. január 2. – 1943. január 18.) Gyimessy Ernő altábornagy | 19. (miskolci) Deák László ezredes Asztalossy Aladár vezérőrnagy (–1942. december 14.) Lóskay Ferenc ezredes (1942. december 14. – 1943. január 14.) Asztalossy Aladár vezérőrnagy (1943. január 14. –) | hadosztályközvetlen alakulatok | x. fogatolt vonatoszlop                                                         |            |
| VII. (miskolci) Gyimessy Ernő altábornagy Legeza János vezérőrnagy (1943. január 2. – 1943. január 18.) Gyimessy Ernő altábornagy | 19. (miskolci) Deák László ezredes Asztalossy Aladár vezérőrnagy (–1942. december 14.) Lóskay Ferenc ezredes (1942. december 14. – 1943. január 14.) Asztalossy Aladár vezérőrnagy (1943. január 14. –) | 13.(miskolci) Pálos Ferenc ezds ( -1943.01 eltűnt) |                                                                                 |            |
| VII. (miskolci) Gyimessy Ernő altábornagy Legeza János vezérőrnagy (1943. január 2. – 1943. január 18.) Gyimessy Ernő altábornagy | 19. (miskolci) Deák László ezredes Asztalossy Aladár vezérőrnagy (–1942. december 14.) Lóskay Ferenc ezredes (1942. december 14. – 1943. január 14.) Asztalossy Aladár vezérőrnagy (1943. január 14. –) | Ezredközvetlenek |                                                                                 |            |
| VII. (miskolci) Gyimessy Ernő altábornagy Legeza János vezérőrnagy (1943. január 2. – 1943. január 18.) Gyimessy Ernő altábornagy | 19. (miskolci) Deák László ezredes Asztalossy Aladár vezérőrnagy (–1942. december 14.) Lóskay Ferenc ezredes (1942. december 14. – 1943. január 14.) Asztalossy Aladár vezérőrnagy (1943. január 14. –) | 13/I. (Rozsnyó) vitéz Gáll Sándor alezredes |                                                                                 |            |
| VII. (miskolci) Gyimessy Ernő altábornagy Legeza János vezérőrnagy (1943. január 2. – 1943. január 18.) Gyimessy Ernő altábornagy | 19. (miskolci) Deák László ezredes Asztalossy Aladár vezérőrnagy (–1942. december 14.) Lóskay Ferenc ezredes (1942. december 14. – 1943. január 14.) Asztalossy Aladár vezérőrnagy (1943. január 14. –) | 13/II. (Miskolc) Medlits Rezső alez. zlj .pk. |                                                                                 |            |
| VII. (miskolci) Gyimessy Ernő altábornagy Legeza János vezérőrnagy (1943. január 2. – 1943. január 18.) Gyimessy Ernő altábornagy | 19. (miskolci) Deák László ezredes Asztalossy Aladár vezérőrnagy (–1942. december 14.) Lóskay Ferenc ezredes (1942. december 14. – 1943. január 14.) Asztalossy Aladár vezérőrnagy (1943. január 14. –) | 13/III. (Tornalja) Felcsiky Gábor őrgy |                                                                                 |            |
| VII. (miskolci) Gyimessy Ernő altábornagy Legeza János vezérőrnagy (1943. január 2. – 1943. január 18.) Gyimessy Ernő altábornagy | 19. (miskolci) Deák László ezredes Asztalossy Aladár vezérőrnagy (–1942. december 14.) Lóskay Ferenc ezredes (1942. december 14. – 1943. január 14.) Asztalossy Aladár vezérőrnagy (1943. január 14. –) | 43.(miskolci) Szügyi Zoltán ezredes |                                                                                 |            |
| VII. (miskolci) Gyimessy Ernő altábornagy Legeza János vezérőrnagy (1943. január 2. – 1943. január 18.) Gyimessy Ernő altábornagy | 19. (miskolci) Deák László ezredes Asztalossy Aladár vezérőrnagy (–1942. december 14.) Lóskay Ferenc ezredes (1942. december 14. – 1943. január 14.) Asztalossy Aladár vezérőrnagy (1943. január 14. –) | Ezredközvetlenek |                                                                                 |            |
| VII. (miskolci) Gyimessy Ernő altábornagy Legeza János vezérőrnagy (1943. január 2. – 1943. január 18.) Gyimessy Ernő altábornagy | 19. (miskolci) Deák László ezredes Asztalossy Aladár vezérőrnagy (–1942. december 14.) Lóskay Ferenc ezredes (1942. december 14. – 1943. január 14.) Asztalossy Aladár vezérőrnagy (1943. január 14. –) | 43/I. zászlóalj (Rozsnyó) Bohus alezredes 1943. január 8.: leváltotta a 12/I zászlóalj |                                                                                 |            |
| VII. (miskolci) Gyimessy Ernő altábornagy Legeza János vezérőrnagy (1943. január 2. – 1943. január 18.) Gyimessy Ernő altábornagy | 19. (miskolci) Deák László ezredes Asztalossy Aladár vezérőrnagy (–1942. december 14.) Lóskay Ferenc ezredes (1942. december 14. – 1943. január 14.) Asztalossy Aladár vezérőrnagy (1943. január 14. –) | 53/I. (Losonc) |                                                                                 |            |
| VII. (miskolci) Gyimessy Ernő altábornagy Legeza János vezérőrnagy (1943. január 2. – 1943. január 18.) Gyimessy Ernő altábornagy | 19. (miskolci) Deák László ezredes Asztalossy Aladár vezérőrnagy (–1942. december 14.) Lóskay Ferenc ezredes (1942. december 14. – 1943. január 14.) Asztalossy Aladár vezérőrnagy (1943. január 14. –) | 16/III. (Magyaróvár) |                                                                                 |            |
| VII. (miskolci) Gyimessy Ernő altábornagy Legeza János vezérőrnagy (1943. január 2. – 1943. január 18.) Gyimessy Ernő altábornagy | 20. (egri) Kovács Károly vezérőrnagy | hadosztályközvetlen alakulatok |                                                                                 |            |
| VII. (miskolci) Gyimessy Ernő altábornagy Legeza János vezérőrnagy (1943. január 2. – 1943. január 18.) Gyimessy Ernő altábornagy | 20. (egri) Kovács Károly vezérőrnagy | hadosztályközvetlen alakulatok | x. tábori tüzérezred                                                            |            |
| VII. (miskolci) Gyimessy Ernő altábornagy Legeza János vezérőrnagy (1943. január 2. – 1943. január 18.) Gyimessy Ernő altábornagy | 20. (egri) Kovács Károly vezérőrnagy | hadosztályközvetlen alakulatok | x. híradószázad                                                                 |            |
| VII. (miskolci) Gyimessy Ernő altábornagy Legeza János vezérőrnagy (1943. január 2. – 1943. január 18.) Gyimessy Ernő altábornagy | 20. (egri) Kovács Károly vezérőrnagy | hadosztályközvetlen alakulatok | x. huszárszázad                                                                 |            |
| VII. (miskolci) Gyimessy Ernő altábornagy Legeza János vezérőrnagy (1943. január 2. – 1943. január 18.) Gyimessy Ernő altábornagy | 20. (egri) Kovács Károly vezérőrnagy | hadosztályközvetlen alakulatok | x. légvédelmi gépágyús üteg                                                     |            |
| VII. (miskolci) Gyimessy Ernő altábornagy Legeza János vezérőrnagy (1943. január 2. – 1943. január 18.) Gyimessy Ernő altábornagy | 20. (egri) Kovács Károly vezérőrnagy | hadosztályközvetlen alakulatok | x. fogatolt vonatoszlop                                                         |            |
| VII. (miskolci) Gyimessy Ernő altábornagy Legeza János vezérőrnagy (1943. január 2. – 1943. január 18.) Gyimessy Ernő altábornagy | 20. (egri) Kovács Károly vezérőrnagy | 14. (egri) Mike József (–1942. október 3.) Nickl Károly (1942. október 3. –) |                                                                                 |            |
| VII. (miskolci) Gyimessy Ernő altábornagy Legeza János vezérőrnagy (1943. január 2. – 1943. január 18.) Gyimessy Ernő altábornagy | 20. (egri) Kovács Károly vezérőrnagy | Ezredközvetlenek |                                                                                 |            |
| VII. (miskolci) Gyimessy Ernő altábornagy Legeza János vezérőrnagy (1943. január 2. – 1943. január 18.) Gyimessy Ernő altábornagy | 20. (egri) Kovács Károly vezérőrnagy | 14/I (Eger) Miksey Zoltán (-1943. január 14.) Kelemeny Alajos (1942. szeptember 10. – 09.24) |                                                                                 |            |
| VII. (miskolci) Gyimessy Ernő altábornagy Legeza János vezérőrnagy (1943. január 2. – 1943. január 18.) Gyimessy Ernő altábornagy | 20. (egri) Kovács Károly vezérőrnagy | 14/II (Eger) Nickl Károly (-1942. október 3.) Lukács (Kézdi) Sándor (1942. október 3. – ? Berkő Endre (1942. október 3. – 1943. január 15.) |                                                                                 |            |
| VII. (miskolci) Gyimessy Ernő altábornagy Legeza János vezérőrnagy (1943. január 2. – 1943. január 18.) Gyimessy Ernő altábornagy | 20. (egri) Kovács Károly vezérőrnagy | 14/III (Gyöngyös) Róna Miklós (-1942. október 30./1942. november 12.) Kass László II. ((1942. október 30./1942. november 12. –) |                                                                                 |            |
| VII. (miskolci) Gyimessy Ernő altábornagy Legeza János vezérőrnagy (1943. január 2. – 1943. január 18.) Gyimessy Ernő altábornagy | 20. (egri) Kovács Károly vezérőrnagy | 23. (losonci) Nagy Géza ezredes (-1942. augusztus 11.) Lászay János alezredes (1942. augusztus 11. – 1942. november 11.) Benkő Sándor vezérezredes (1942. november 11. – 1942. november 22.) Lászay János ezredes (1942. november 11. –) |                                                                                 |            |
| VII. (miskolci) Gyimessy Ernő altábornagy Legeza János vezérőrnagy (1943. január 2. – 1943. január 18.) Gyimessy Ernő altábornagy | 20. (egri) Kovács Károly vezérőrnagy | Ezredközvetlenek | árkász század                                                                   |            |
| VII. (miskolci) Gyimessy Ernő altábornagy Legeza János vezérőrnagy (1943. január 2. – 1943. január 18.) Gyimessy Ernő altábornagy | 20. (egri) Kovács Károly vezérőrnagy | Ezredközvetlenek | kerékpáros szakasz                                                              |            |
| VII. (miskolci) Gyimessy Ernő altábornagy Legeza János vezérőrnagy (1943. január 2. – 1943. január 18.) Gyimessy Ernő altábornagy | 20. (egri) Kovács Károly vezérőrnagy | Ezredközvetlenek | páncéltörős század                                                              |            |
| VII. (miskolci) Gyimessy Ernő altábornagy Legeza János vezérőrnagy (1943. január 2. – 1943. január 18.) Gyimessy Ernő altábornagy | 20. (egri) Kovács Károly vezérőrnagy | Ezredközvetlenek | gépkocsizó géppuskás század                                                     |            |
| VII. (miskolci) Gyimessy Ernő altábornagy Legeza János vezérőrnagy (1943. január 2. – 1943. január 18.) Gyimessy Ernő altábornagy | 20. (egri) Kovács Károly vezérőrnagy | Ezredközvetlenek | aknavetős század                                                                |            |
| VII. (miskolci) Gyimessy Ernő altábornagy Legeza János vezérőrnagy (1943. január 2. – 1943. január 18.) Gyimessy Ernő altábornagy | 20. (egri) Kovács Károly vezérőrnagy | 23/I (Losonc) |                                                                                 |            |
| VII. (miskolci) Gyimessy Ernő altábornagy Legeza János vezérőrnagy (1943. január 2. – 1943. január 18.) Gyimessy Ernő altábornagy | 20. (egri) Kovács Károly vezérőrnagy | 23/II (Balassagyarmat) Lászay János alezredes (-1942. augusztus 11.) Tóth Sándor százados (1942. augusztus 11. – 1942. augusztus 31.) Padusiczky László századost (1942. augusztus 31. – 1942. szeptember 9.) Csurgay Ferenc főhadnagy (1942. szeptember 9. – 1942. szeptember 11.) Hárs László százados (1943. szeptember 11. – 1942. november 11.) Lászay János ezredes(1942. november 11. – 1942. november 22.) Hárs László százados (1943. szeptember 22. –) |                                                                                 |            |
| VII. (miskolci) Gyimessy Ernő altábornagy Legeza János vezérőrnagy (1943. január 2. – 1943. január 18.) Gyimessy Ernő altábornagy | 20. (egri) Kovács Károly vezérőrnagy | 53/III (Salgótarján) Várnagy Károly őrnagy |                                                                                 |            |
| VII. (miskolci) Gyimessy Ernő altábornagy Legeza János vezérőrnagy (1943. január 2. – 1943. január 18.) Gyimessy Ernő altábornagy | 23. (Kassai) Kiss István vezérőrnagy Vargyassy Gyula vezérőrnagy | hadosztályközvetlen alakulatok |                                                                                 |            |
| VII. (miskolci) Gyimessy Ernő altábornagy Legeza János vezérőrnagy (1943. január 2. – 1943. január 18.) Gyimessy Ernő altábornagy | 23. (Kassai) Kiss István vezérőrnagy Vargyassy Gyula vezérőrnagy | hadosztályközvetlen alakulatok | x. tábori tüzérezred                                                            |            |
| VII. (miskolci) Gyimessy Ernő altábornagy Legeza János vezérőrnagy (1943. január 2. – 1943. január 18.) Gyimessy Ernő altábornagy | 23. (Kassai) Kiss István vezérőrnagy Vargyassy Gyula vezérőrnagy | hadosztályközvetlen alakulatok | x. híradószázad                                                                 |            |
| VII. (miskolci) Gyimessy Ernő altábornagy Legeza János vezérőrnagy (1943. január 2. – 1943. január 18.) Gyimessy Ernő altábornagy | 23. (Kassai) Kiss István vezérőrnagy Vargyassy Gyula vezérőrnagy | hadosztályközvetlen alakulatok | x. huszárszázad                                                                 |            |
| VII. (miskolci) Gyimessy Ernő altábornagy Legeza János vezérőrnagy (1943. január 2. – 1943. január 18.) Gyimessy Ernő altábornagy | 23. (Kassai) Kiss István vezérőrnagy Vargyassy Gyula vezérőrnagy | hadosztályközvetlen alakulatok | 27/2. könnyű ágyús üteg                                                         |            |
| VII. (miskolci) Gyimessy Ernő altábornagy Legeza János vezérőrnagy (1943. január 2. – 1943. január 18.) Gyimessy Ernő altábornagy | 23. (Kassai) Kiss István vezérőrnagy Vargyassy Gyula vezérőrnagy | hadosztályközvetlen alakulatok | x. fogatolt vonatoszlop                                                         |            |
| VII. (miskolci) Gyimessy Ernő altábornagy Legeza János vezérőrnagy (1943. január 2. – 1943. január 18.) Gyimessy Ernő altábornagy | 23. (Kassai) Kiss István vezérőrnagy Vargyassy Gyula vezérőrnagy | 21. (kassai) –Benkő Sándor ezredes-1943.január 25. |                                                                                 |            |
| VII. (miskolci) Gyimessy Ernő altábornagy Legeza János vezérőrnagy (1943. január 2. – 1943. január 18.) Gyimessy Ernő altábornagy | 23. (Kassai) Kiss István vezérőrnagy Vargyassy Gyula vezérőrnagy | Ezredközvetlenek |                                                                                 |            |
| VII. (miskolci) Gyimessy Ernő altábornagy Legeza János vezérőrnagy (1943. január 2. – 1943. január 18.) Gyimessy Ernő altábornagy | 23. (Kassai) Kiss István vezérőrnagy Vargyassy Gyula vezérőrnagy | 32/I. (Pilisvörösvár) |                                                                                 |            |
| VII. (miskolci) Gyimessy Ernő altábornagy Legeza János vezérőrnagy (1943. január 2. – 1943. január 18.) Gyimessy Ernő altábornagy | 23. (Kassai) Kiss István vezérőrnagy Vargyassy Gyula vezérőrnagy | 32/III. (Jászberény) Márton Ferenc alezredes (1942. január 19. – 1943. február 1.) |                                                                                 |            |
| VII. (miskolci) Gyimessy Ernő altábornagy Legeza János vezérőrnagy (1943. január 2. – 1943. január 18.) Gyimessy Ernő altábornagy | 23. (Kassai) Kiss István vezérőrnagy Vargyassy Gyula vezérőrnagy | 21/III. (Szerencs) Irsa Béla százados |                                                                                 |            |
| VII. (miskolci) Gyimessy Ernő altábornagy Legeza János vezérőrnagy (1943. január 2. – 1943. január 18.) Gyimessy Ernő altábornagy | 23. (Kassai) Kiss István vezérőrnagy Vargyassy Gyula vezérőrnagy | 51. (kassai) |                                                                                 |            |
| VII. (miskolci) Gyimessy Ernő altábornagy Legeza János vezérőrnagy (1943. január 2. – 1943. január 18.) Gyimessy Ernő altábornagy | 23. (Kassai) Kiss István vezérőrnagy Vargyassy Gyula vezérőrnagy | Ezredközvetlenek |                                                                                 |            |
| VII. (miskolci) Gyimessy Ernő altábornagy Legeza János vezérőrnagy (1943. január 2. – 1943. január 18.) Gyimessy Ernő altábornagy | 23. (Kassai) Kiss István vezérőrnagy Vargyassy Gyula vezérőrnagy | 12/I. (Nyírbátor) Váltás! |                                                                                 |            |
| VII. (miskolci) Gyimessy Ernő altábornagy Legeza János vezérőrnagy (1943. január 2. – 1943. január 18.) Gyimessy Ernő altábornagy | 23. (Kassai) Kiss István vezérőrnagy Vargyassy Gyula vezérőrnagy | 54/III. () |                                                                                 |            |
| VII. (miskolci) Gyimessy Ernő altábornagy Legeza János vezérőrnagy (1943. január 2. – 1943. január 18.) Gyimessy Ernő altábornagy | 23. (Kassai) Kiss István vezérőrnagy Vargyassy Gyula vezérőrnagy | 31/III. (Aszód) |                                                                                 |            |

##### 1. magyar páncéloshadosztály
A hadsereghez tartozott még az 1. magyar páncéloshadosztály (parancsnoka dálnoki Veress Lajos altábornagy), és az 1. repülőcsoport (parancsnoka András Sándor vezérkari alezredes).
A páncéloshadosztály alakulatai (közvetlenek nélkül):
- 1. gépkocsizó lövészdandár (parancsnoka Sáska Elemér vezérkari ezredes)
  - 1. gépkocsizó lövészzászlóalj (pk. Vastagh György alezredes)
  - 2. gépkocsizó lövészzászlóalj (pk. Bodolay Lóránt alezredes)
  - 3. gépkocsizó lövészzászlóalj (pk. Lovay Ferenc alezredes)
- 30. harckocsiezred (parancsnoka Zádor Endre alezredes)
  - 30/I. harckocsizászlóalj (pk. Resch Rudolf alezredes)
  - 30/II. harckocsizászlóalj (pk. Bokor Árpád alezredes)

##### 1. repülőcsoport
A hadsereghez vezényelt 1. repülőcsoport feltöltését nem sikerült teljes mértékben megoldani, ezért többszöri átszervezésen esett át. Az alakulat parancsnoka 1942. október 18-ig András Sándor vezérkari alezredes volt, őt Fráter Tibor ezredes követte. Vezérkari főnöke Németh János vezérkari alezredes volt. Az 1942. július 3-i állapot szerint (zárójelben az akkor rendelkezésre álló gépállomány):
- 1. Távolfelderítő-osztály (TF.o.), parancsnoka (pk.) Keksz Edgár repülő-alezredes
  - 1/1 TF. század, (3 db He 111)
  - 3/2 KF. (közelfelderítő) század, pk. Trón Zoltán repülőszázados (12 db He 46)
- 1. Vadászrepülő-osztály (V.o.)
  - 1/1 V. század, pk. Csukás Kálmán vezérkari repülőőrnagy (11 db Re.2000 és MÁVAG Héja)
- 4. Bombázóosztály (B.o.), pk. Mocsáry István repülőőrnagy
  - 4/1 B. század (12 db Ca.135 bis/Alfa)

A repülőcsoportnál szolgált vadászpilótaként Horthy István kormányzóhelyettes, Horthy Miklós kormányzó fia, valamint parancsnoka Csukás Kálmán vezérkari alezredes.
A hadsereg kivonuló létszáma 207 000 fő. Ebből 17 000 munkaszolgálatos.

### Kiegészítés, felszerelés

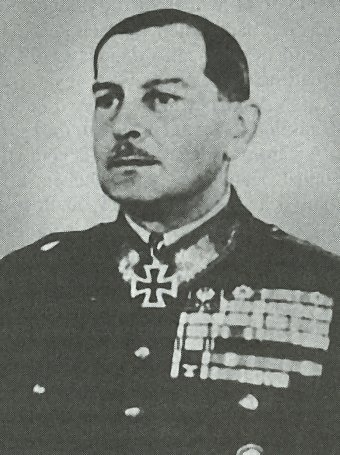
A hadsereg összlétszáma kb. 200 000 főt tett ki, parancsnoka vitéz Jány Gusztáv vezérezredes volt

A hadsereg anyagi felszereltsége, fegyverzete tekintetében viszont arra törekedtek, hogy a „rendelkezésre álló hadianyag közül … a legjobbat kell adni”. Sajnálatos azonban, hogy – az ország szűkös anyagi lehetőségeinek és a már ismertetett történelmi előzményeknek megfelelően – ez a „legjobb” így is elmaradt a korabeli nemzetközi színvonaltól.
A hadsereg kiegészítésénél és felszerelésénél a Főparancsnokságot valószínűleg az az elgondolás vezérelte, hogy (a korábban német alárendeltségben harcolt Gyorshadtesthez hasonlóan) a csapatok hadműveleti alkalmazása rövid ideig fog tartani, és közben a korszerű német fegyverzet szállítása Magyarországnak folytatódni fog. Átadták ugyan a Honvédség teljes fegyverállományának szinte a felét, de gondosan ügyeltek arra, hogy a legnagyobb harcértékű csapatok és korosztályok itthon maradjanak, és arra számítottak, ezeket a későbbiekben beérkező német fegyverekkel szerelik fel.
Ez alól kivételt a páncélos- és repülőerők jelentettek: itt nem volt lehetőség szelektálásra, a legjobb erőket szállították ki a hadsereggel.
Különösen rossz volt a helyzet páncéltörő fegyverzet terén:
- 244 db teljesen elavult 37 mm-es páncéltörő ágyú
- kb. 245-300 db belga zsákmányból származó, a németek által átadott, szintén korszerűtlen 47mm-es páncéltörő ágyú
- kivonulás után, a fronton kapott a hadsereg a németektől 77 db 50 mm-es "PaK 38" típusú páncéltörő ágyút
- szintén a fronton kapott még a hadsereg a németektől 50 db 75 mm-es francia konstrukciójú páncéltörő löveget

Ezek közül csak a kivonulás után kapott 50 és 75 mm-es lövegek voltak alkalmazhatók a szovjet T-34-esek ellen, de 1942-ben már ezek sem számítottak korszerűnek. További probléma volt – és az uralkodó állapotokat jól jellemezte – hogy például az 50 mm-es ágyúkat kezelő tüzérek kiképzése hiányos volt, sokuk még életében nem adott le éles lövést a gondjaira bízott fegyverrel.
Minden könnyű hadosztály 8 tüzérüteggel rendelkezett, amelyek főleg kisebb űrméretű (és lőtávolságú) lövegekkel voltak ellátva:
- 12 db 10 cm-es ágyú
- 8 db 10 cm-es, 4 db 10,5 cm-es és 8 db 15 cm-es tarack

Ezeken felül hadtestenként még be volt osztva egy közvetlen tüzérosztály, 16 db 15 cm-es tarackkal. A tüzérségi eszközök közül csak a 10,5 cm-es tarackok számítottak modernnek. Az ütegek túlnyomó része fogatolt vontatású volt, ami súlyosan korlátozta a mozgékonyságot. A téli, takarmányhiányos időszakban a tüzérség teljesen mozgásképtelenné vált.
1943. január elején (5-én) beérkezett az erősítésül küldött 153. és 154. mozsárágyús üteg, az ekkor már muzeálisnak számító 30,5 cm-es Škoda-mozsarakkal. Az erődök ostromára kifejlesztett, az első világháború során jobb napokat látott mozsarakat anélkül ejtették zsákmányul a szovjetek, hogy azok egyetlen lövést le tudtak volna adni.
A légvédelmet hadosztályonként 6-6 db 40 mm-es légvédelmi gépágyú szolgáltatta, ehhez jött hadtestenként egy-egy 8 löveges légvédelmi tüzérüteg, ami összességében teljesen elégtelennek bizonyult. A repülőterek légvédelmét a repülőalakulatok saját légvédelmi gépágyús egységei alkották.
A magyar hadsereg elitjének számító páncéloshadosztály jórészt a németektől átadott, csehszlovák zsákmányból származó harckocsikkal volt ellátva, amelyek jó része nem vehette fel a versenyt a korszerű szovjet T-34-esekkel:
- 108 db csehszlovák zsákmányból származó, korszerűsített T-38-as,
- 18 Csaba páncélgépkocsi
- 19 Nimród önjáró légvédelmi löveg
- 17 Toldi könnyű harckocsi
- 22 modern német Pz-IV páncélos

A repülőcsapatok kiszállítása több hetes késedelmet szenvedett az eredetileg tervezett július 10-hez képest, és szeptemberre sem sikerült a tervezett létszámot teljes mértékben elérni. A kiszállítás lezárultával az 1. repülőcsoport hadrendje a következő képet mutatta:
- Távolfelderítő: 4 He-111P (tervezett: 12 gép)
- Közelfelderítő: 12 He-46 (tervezett állomány)
- Vadászrepülő: 22 MÁVAG Héja, 4 Bü 131 (tervezett: 24 Héja)
- Bombázórepülő: 14 Ca-135bis, 3 Bü 131, 1 Fw 58 (tervezett: 24 Ca-135bis)
- Szállítórepülő: 3 Ju 86, 3 Ca-101 (tervezett állomány)
- Futárrepülő: 2 Fw 58 (tervezett: 10 gép)

Műszakilag itt is hasonló volt a helyzet, mint a páncélosoknál: kevés volt a modern eszköz, és a sok különféle típus karbantartása nehézségeket okozott.
A közelfelderítő He-46-osok ekkorra már reménytelenül elavultak voltak, hasonlóan a kétfedeles Bü-131-esekhez. A modern, de nehezen kezelhető Héják nem bizonyultak igazán megbízhatónak, sok volt a meghibásodás. A típusra sebtében képezték át a pilótákat (akik előtte teljesen más konstrukciójú gépeket repültek), így nagyon sok volt a kisebb-nagyobb baleset.
A Caproni bombázógépek repülési tulajdonságai (terhelhetőség, sebesség, hatótávolság) elmaradtak a nemzetközi színvonaltól, azonban a jól kiképzett bombázócsapatok a rájuk bízott feladatokat megbízhatóan ellátták, és hatékonyan támogatták a harccselekményeket. A későbbi hídfőcsaták során gyakran lett volna szükség precíziós bombázásra (pl. hidak ellen), ezt a feladatot azonban a magyar repülőcsapatok (zuhanóbombázók híján) nem tudták ellátni. Ilyenkor a németektől kértek támogatást, amit gyakran nem kaptak meg.
Szállítórepülő-kapacitásból mindig hiány volt, a folyamatosan igénybe vett gépek gyakran meghibásodtak.
A hadsereg csekély motorizált szállítókapacitással rendelkezett, annak ellenére, hogy a teljes honvédségi gépkocsipark kb. felét megkapták. 1942-ben egy német fronthadosztály kb. 400 tehergépkocsival és vontatóval rendelkezett, ezzel szemben egy magyar könnyű hadosztály csak kb. 25-30-cal). Szinte a teljes ellátás fogatokkal történt, ez azonban az orosz útviszonyok között inkább előny volt, mint hátrány.
A hadsereg összlétszáma a frontra való kivonuláskor 207 500 főt tett ki, parancsnoka vitéz Jány Gusztáv vezérezredes volt, vezérkari főnöke Rakovszky György vezérőrnagy, majd később Kovács Gyula vezérkari ezredes.
1942 nyaráig a német hadvezetés a következő fegyvereket bocsátotta a magyar hadsereg használatára:
- 171 db 50 mm-es 36M gránátvető
- 152 db 81 mm-es 34M aknavető
- 54 db 50 mm-es 38M páncéltörő ágyú
- 35 db 37 mm-es 36M Škoda páncéltörő ágyú
- 245 db 47 mm-es 36M belga páncéltörő ágyú
- 12 db 10,5 cm-es 37M Göring könnyű tarack
- 39 db 10 cm-es M14/19-es lengyel könnyű tarack
- 5000 db MP40 géppisztoly
- 22 db Panzerkampfwagen IV német közepes harckocsi
- 108 db T-38 Škoda könnyű harckocsi.

### Ellátás
A hadsereg élelmezését (mivel német alárendeltségben, az országtól távol harcolt) a német központi parancsnokság látta el, cserébe a magyar kormány Németországnak szállított élelmiszert. Bár a honvédek ugyanazt és ugyanolyan mennyiségben kapták, mint a német frontcsapatok, a katonák olyannyira elégedetlenek voltak a „nem magyar gyomornak való” ételekkel, hogy a hadsereg-parancsnokság kénytelen volt Magyarországról kiküldeni elsősorban bort, pálinkát, szalonnát és hagymát tartalmazó élelmiszer-szállítmányokat. Ezek azonban a csekély szállító-kapacitás és a partizánok támadásai miatt ritkán és sok esetben romlottan érkeztek meg.
A katonai vezetés tisztában volt a felszerelés problémáival, azonban mindenki gyors német győzelemre, könnyű hadjáratra számított, illetve a szövetséges német hadvezetés ígéretet tett arra, hogy szükség esetén a hadsereget ellátja a legjobban hiányzó korszerű fegyverzettel. Ez utóbbira történtek is német erőfeszítések (pl. a leginkább hiányzó páncéltörő eszközök átadása). Elsősorban szállítási problémák miatt a németek saját csapataik ellátását sem tudták kielégítően megoldani, így érthető, hogy a szövetségesek támogatása megoldatlan maradt.
További sajnálatos tény az is, hogy a magyar hadvezetés amennyire támogatta a hadsereg „lehető legjobb” felszerelését a kivonulás előtt, annyira „megfeledkezett” a hadsereg további ellátásáról az 1942-es év második felében. Az elhasználódott, nem megfelelő felszerelést nem pótolták, téli ruha nem érkezett megfelelő mennyiségben, a (javarészt tartalékos) katonákat, tiszteket bizonytalanságban tartották felváltásuk idejét illetően. Úgy tűnik, a magyar hadvezetés minden ellátási és harcászati probléma megoldását a németektől várta, és a 2. magyar hadsereg vezérkarának ismételt segélykérései süket fülekre találtak.

## Kivonulás, az első harcok

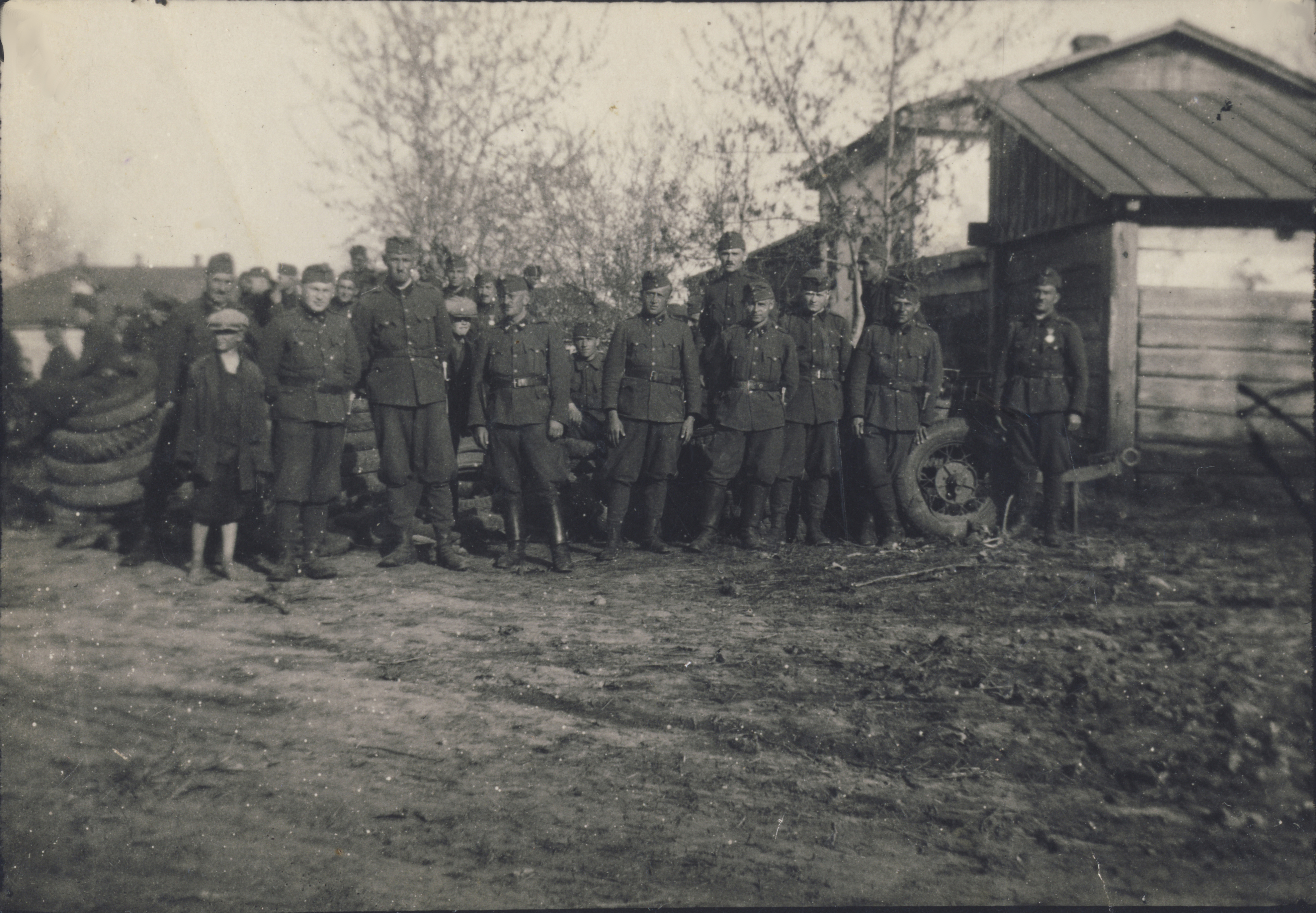
Magyar honvédek valahol Oroszországban…

A hadsereget 1942. április 17. és június 27. között szállították ki a keleti frontra, a művelethez 822 száztíz tengelyes katonavonatra volt szükség. A kivonulás során partizántámadások következtében 19 szerelvény sérült meg, 27 honvéd esett el és 83 sebesült meg, ami – hasonló német műveletekhez képest – csekély veszteség volt.
Elsőként a szombathelyi III. hadtest érkezett meg Orjol körzetébe, amelynek két könnyű hadosztálya a Tyim előtti védőállásokat vette át a németektől, a harmadik, a komáromi 6. könnyűhadosztály a brjanszki erdőségekben harcolt a partizánok ellen.
Jány Gusztáv és a hadseregtörzs május 20-án érkezett meg Kurszkba.
A csapatok többségének kirakása szintén Kurszk körzetében történt.
A hadsereg a 2. és 6. német, valamint a 8. olasz és 3. román hadseregekkel és a 4. német páncéloshadsereggel együtt a Maximilian von Weichs vezérezredes parancsnoksága alá tartozó „B” hadseregcsoport alárendeltségébe került, amely a Dél Hadseregcsoport átszervezésével alakult meg.

### Tyimtől a Donig
A III. hadtest 7. és 9. könnyű hadosztályai kezdettől fogva bekapcsolódtak a június 28-án meginduló 1942-es nyári nagy német offenzívába (Fall Blau). Július 2-án, 4 napos kemény harc után, 20%-os saját veszteség mellett a 9. könnyűhadosztály elfoglalta Tyim városát. Július 6-án a honvédek megérkeztek a Don-folyóhoz, sőt át is keltek rajta és a túlparton ideiglenes hídfőt építettek ki.
A kezdeti harcok során a szemben álló csekély szovjet erők komoly ellenállást nem fejtettek ki (kivétel ez alól Tyim védelme). A Vörös Hadsereg fegyelmezett visszavonuló, elszakadó hadműveleteket hajtott végre, kerülve a nagyobb csatákat.
Már a korai harcok során kiütköztek a magyar hadsereg korszerűtlenségéből fakadó hátrányok. A megfelelő páncéloserők hiánya és az elavult (lassú) tüzérség miatt minden jelentősebb ellenállási gócpontot gyalogsági támadással kellett bevenni, ami indokolatlan emberveszteségeket eredményezett.
Az is problémát okozott, hogy Tyim elfoglalása után a magyar gyalogoscsapatok nem voltak képesek lépést tartani a szovjet visszavonulás ütemével. Ennek orvoslására egy 6 (gépkocsizó, kerékpáros és lovas) századból álló „gyors lépcsőt” hoztak létre, amelyet több nap lemaradással tudott csak követni a gyalogság.
A hadsereg másik két hadteste (IV. és VII.) május-június során érkezett ki a hadműveleti területre (Kurszk és Gomel körzetébe). A folyamatban lévő támadás olyannyira leterhelte a szállítási vonalakat, hogy sok alakulatot csak a front mögött több száz, sőt 1000 km-re sikerült kirakodni. Így a honvédek hosszú, kimerítő gyalogmenetben voltak kénytelenek felzárkózni a júliusi hőségben.
Az I. páncéloshadosztály július 10-ére érkezett ki Kurszk és Sztarij Oszkol körzetébe, és kezdte meg a felzárkózást.

### Hídfőcsaták
A nyári visszavonulás után három jelentős hídfő maradt szovjet kézen a Don nyugati partján (Scsucsje, Korotojak és Uriv falvak körül). Ezeket a német-magyar hadvezetés értelemszerűen felszámolni igyekezett, hogy a Don folyó, mint természetes védővonal előnyeit maradéktalanul ki tudják használni, és megnehezítsék esetleges szovjet ellentámadás indítását.
A hadvezetést különösen a korotojaki hídfő aggasztotta, mert kb. 20 km-re volt Osztrogozsszk várostól, ahol több (magyar és német) alakulat ellátóbázisa volt.
Az urivi és a korotojaki hídfők között található a Potudany folyó torkolata, mely a csapatmozgásokat nehezítette, mocsaras és horhosokkal tagolt jellege a védelem kiépíthetőségét ellehetetlenítette.

#### Első urivi csata
Az urivi hídfő elleni első nagyobb támadásra már július 18-án sor került, amit a 7. könnyűhadosztály hajtott végre a rendelkezésre álló legjobban felszerelt egységek támogatásával (30. harckocsiezred, 51. páncélvadász-zászlóalj, 1. gépkocsizó lövészzászlóalj és 1. gépvontatású tüzérosztály, az ún. Zádor-csoport). A támadás kezdetben sikerrel járt, a hídfőt jelentős szovjet veszteségek mellett sikerült csaknem teljesen felszámolni. Az éjszaka folyamán a szovjet fél azonban erősítéseket kapott, és a 7. k.ho. további térnyerése elakadt, a hídfő szovjet kézen maradt.

#### A korotojaki hídfő felszámolása
Augusztus 5-én a szovjetek támadást indítottak a korotojaki hídfőből az itt védekező 10. könnyűhadosztály (k.ho.) ellen, amelyet vissza is szorítottak. Az ellentámadásra sietve bevetették az éppen beérkezett 12. k.ho.-t, amely 1000 km-es gyalogmenet után augusztus 7-én hajnali egykor ért a térségbe. A támadást ilyen körülmények között nem vállaló hadosztályparancsnokot (Illésházy Gábor vezérőrnagy) a helyszínen tartózkodó Jány leváltotta, és támadásra küldte a hadosztályt. A tolnai honvédek kiszorították a szovjeteket az égő faluból, de a teljes hídfőt itt sem sikerült elfoglalni. A 12. k.ho. két nap alatt több mint 30%-os veszteséget szenvedett, a további harcokból ki kellett vonni.
A német hadvezetés a támadás folytatását szorgalmazta, és a 10. és 13. k.ho., és az erősítésként bevetett 386. német gyalogezred az 1. páncéloshadosztály egy különítményének támogatásával végül szeptember 3-ra felszámolta a korotojaki szovjet hídfőt.

#### Második és harmadik urivi csata
Augusztus 10-én az Urivnál lévő 7. és 20. könnyűhadosztály (k.ho.) az 1. páncéloshadosztály (pc.ho.) támogatásával újabb támadást indított, amely súlyos, több ezer fős magyar veszteség árán kudarcot vallott.
Mivel a német hadvezetés mindenképpen fel akarta számolni ezt a hídfőt is, az itt lévő magyar alakulatokat (7., 13., 20. k.ho. és 1. pc.ho. zöme) jelentős német kötelékekkel (elsősorban tüzérség, valamint a 168. német hadosztály és egy rohamlövegosztály) erősítették meg. Szeptember 9-én megindult a támadás, és a következő 2 nap során sikerült a hídfő felét elfoglalni. A támadásban részt vevő magyar egységek itt is jelentős veszteségeket szenvedtek (pl. a 13. k.ho. minden századparancsnoka elesett már az első nap).
Német részről kritikák is érkeztek: elsősorban a honvédek elégtelen kiképzését és a fegyvernemek közti összhang hiányát kifogásolták, dicsérték viszont a csapatok harci szellemét.
Szeptember 15-én helyi szovjet ellentámadás bontakozott ki, a német és magyar csapatokat kiindulási vonalaik mögé szorították vissza, a támadás folytatására gondolni sem lehetett. A hadműveletek 6 napja alatt a német-magyar veszteségek nagysága megközelítette a 10 ezer főt.

### A nyári hadműveletek vége, veszteségek

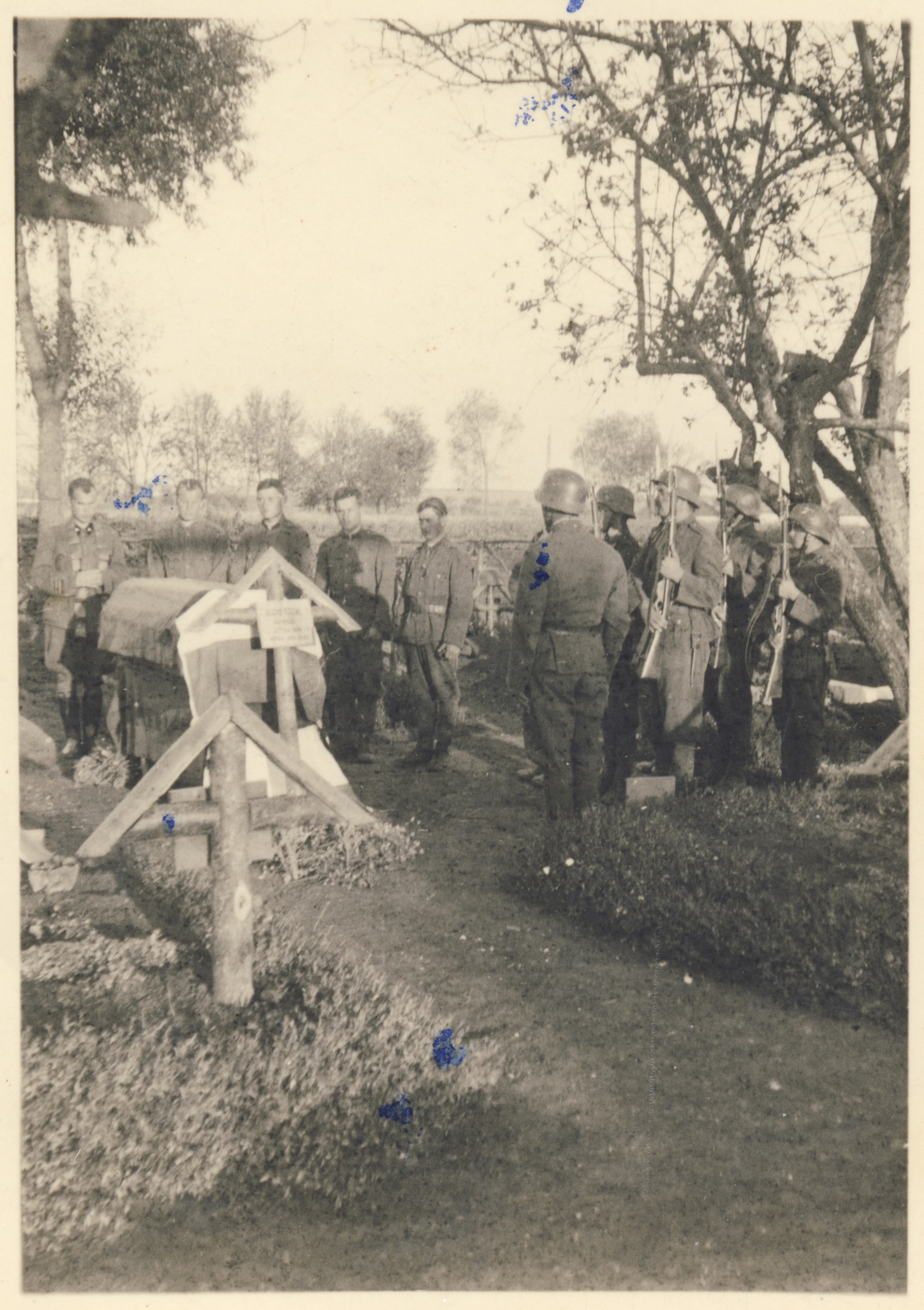
Honvédek temetése Oroszországban

A teljes Magyar 2. hadsereg előrevonása a Don vonalához 1942. augusztus 25-re fejeződött be. A hídfőcsatákban részt nem vevő egységek a Sztálingrádba irányított német egységek helyét vették át. A hadsereg feladata – a többi szövetséges hadsereggel együtt – a Don vonalának védelme és a Sztálingrádi csatát vívó német egységek szárnyának biztosítása lett.
A hadsereg már a nyári csaták során súlyos veszteségeket szenvedett (különösen az elsőként harcba vetett III. hadtest), a hídfőcsaták pedig további súlyos áldozatokat követeltek:
| Időszak            | III. hadtest | IV. hadtest | VII. hadtest | 1. pc.ho. | hadsereg közv. | csapat vonat | 2. hadsereg veszteségei összesen |
| ------------------ | ------------ | ----------- | ------------ | --------- | -------------- | ------------ | -------------------------------- |
| júl. 28-aug. 31    | 7789         | 3289        | 2600         | 1165      | 113            | 13           | 637 (tiszt) 14332 (legénység)    |
| szept. 1-szept. 15 | 2219         | 2255        | 447          | 503       | 13             | -            | 229 (tiszt) 5208 (legénység)     |

1942. augusztus 20-án, a scsucsjei hídfő térségébe küldött közelfelderítő géppár kísérése közben vadászgépével lezuhant és hősi halált halt Horthy István kormányzóhelyettes.
Az 1942-es év folyamán a hadsereg összvesztesége halottakban, sebesültekben és eltűntekben 33 763 fő volt

## A Don partján

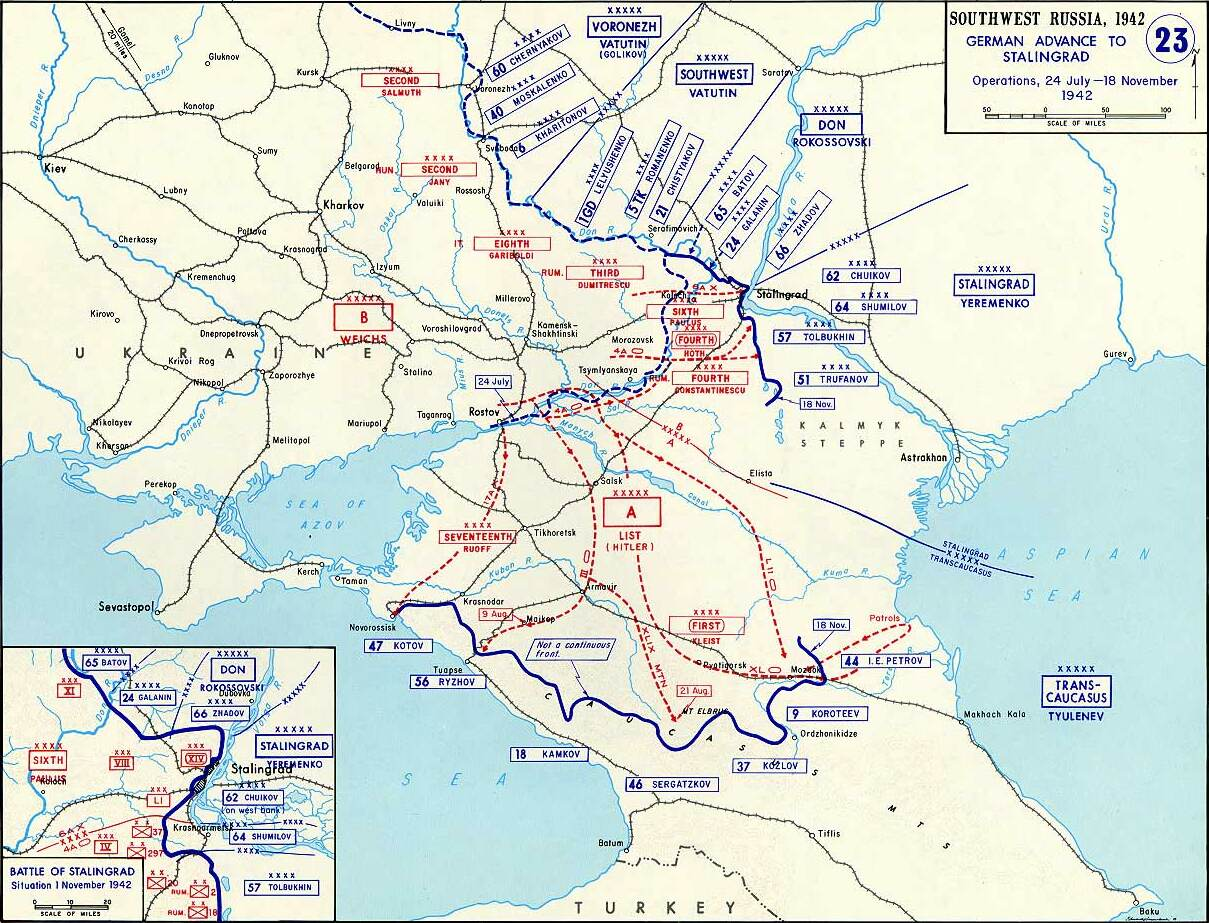
Német előrenyomulás Sztálingrád felé 1942. július 24. és november 18. között. A Magyar 2. hadsereg pozíciója „HUN Second Jany” néven van feltüntetve a térképen

1942 szeptemberében a hadsereg legyengülve, élőerőben alaposan megfogyatkozva rendezkedett be védelemre a Don partján. Lajtos Árpádnak, a hadsereg vezérkari tisztjének szavaival:
1942. szeptember végével leharcolt, létszám és anyag tekintetében erősen megfogyatkozott, önbizalmában legalábbis megrendült magyar hadsereg állt a Don partján, vele szemben már minden vonatkozásban fölényes ellenfél. Mind ez ideig elmaradtak azok a kiegészítések, amelyeket induláskor kilátásba helyeztek, és az eddigi események során nélkülözhetetlennek is bizonyultak. A doni magyar hadsereg mindinkább úgy érezte, hogy otthon már „leírták”. A tél küszöbén áll, de az ehhez szükséges segítségből eddig semmit nem látott. Mindenki a váltást várja.
Mivel ekkor a németek már minden erőforrásukat Sztálingrádra összpontosították, a hadsereg ellátása egyre hiányosabbá vált, a veszteségeket nem pótolták.

### A védővonal
A hadsereg védelmi állások kiépítésébe kezdett, ami az anyagi erőforrások hiánya miatt vontatottan haladt. A felszerelés, ruházat elhasználódott, a legénységet demoralizálta az arcvonalban felváltás nélkül töltött hosszú idő.
A védendő arcvonal hossza jóval meghaladta a hadsereg létszáma által indokoltat: az ekkorra már jelentősen meggyengült hadseregnek (kb. 80-90 ezres harcoló létszám) kb. 200 km-nyi frontot kellett védenie, amelyen 2 erős szovjet hídfő is volt. Ennek következtében a kiépült magyar védővonal papírvékony volt, tartalékok, mélység nélkül (több szakaszon a védelem helyett gyakorlatilag csak folyammegfigyelést sikerült megvalósítani). Hiányoztak az eredményes védekezéshez szükséges (elsősorban páncéltörő) fegyverek. A védővonal gyengesége nem írható azonban kizárólag a rossz felszereltség számlájára: ilyen hosszú arcvonal merev védelme ilyen létszámú hadsereggel még jól felszerelt csapatok esetén is irreális lett volna. A védelem azon a feltételezésen alapult, hogy a szovjet erőket leköti a Sztálingrádi csata, és nem lesznek képesek támadó hadműveletekre.

### Ellátási problémák
A németek minden meglévő szállítási kapacitást Sztálingrád ellátására vetettek be, a magyar hadsereghez szinte semmi nem érkezett. A hadseregcsoport nem tudott elegendő mennyiségű takarmányt szállítani, ezért a hadsereg már szeptember végén kénytelen volt a lóállomány nagy részét ún. „lóteleltető állomásokra” visszavonni a front mögé 150–200 km-re. Ennek következtében gyakorlatilag megbénult a hadsereg belső ellátóhálózata. Az arcvonalban lévő csapatok alig-alig kaptak fűtő- és építőanyagot, szakadozott az utánpótlás.
Ezzel egy időben a szembenálló szovjet csapatok minőségében és felszereltségében jelentős javulás volt megfigyelhető: a fogságba esett szovjet katonáknál amerikai húskonzervet, vadonatúj fegyvereket és egyenruhát találtak. Egyre aktívabbá vált a szovjet tüzérség is.
Az orosz tél beköszöntével a hiányosságok egyre súlyosabb problémákat okoztak. A téli felszerelés hiánya miatt sok volt a fagysérült, a hiányos táplálkozás és fűtés tömeges megbetegedésekhez vezetett. A -30-40 fokos hideg és a felszerelésbeli hiányosságok harccselekmények nélkül is súlyos veszteségeket okoztak.
Az ellátási problémák oka kettős volt: egyrészt nem kapott a hadsereg a németektől elegendő harceszközt és bizonyos, az anyaországból kiszállítandó készletek (pl. téli ruházat) kijuttatása a túlterhelt vasútvonalak miatt lassan történt. Ugyanakkor például élelmiszer, fűtő- és építőanyag bőségesen volt a hadsereg ellátó körzetében, de a belső ellátóhálózat problémái miatt (ló- és takarmányhiány, rossz utak) nem tudták azt a harcoló csapatoknak kijuttatni. Sok katona, aki a front mögött járt (pl. szabadságból átutazóban vagy orvosi kezelésen), és látta a teli raktárakat, de nem ismerte az ellátóhálózat problémáit, nagyon felháborodott. Gyorsan terjedtek a pletykák a vezetés alkalmatlanságáról, szervezetlenségről, korrupcióról, ami hozzájárult a morál további romlásához.

### Felváltó csapatok
A Főparancsnokság törekedett arra, hogy minél több aktív tiszt szerezzen harci tapasztalatot, ezért – főképpen a magasabb beosztású tiszteket – gyakran cserélték. Így az ezred- és hadosztályparancsnokok jó része mindig „friss” volt, akik egyrészt nem voltak tisztában az orosz viszonyokkal, másrészt a szomszédos alakulatok parancsnokságai nem „szoktak össze”.
A veszteségek pótlására és a harcoló legénység egy részének felváltására a magyar hadvezetés 1942 végén új egységek kiküldését határozta el. November végén és december elején már kb. 35 ezer főnyi felváltó alakulat állomásozott a frontvonal mögött 100–200 km-es távolságra. A felváltásra 1943. január 13. és 20. között került volna sor. A honi csapatok készleteit kímélendő, a felváltó csapatok kiküldése csökkentett fegyverzettel és felszereléssel történt. A terv szerint a felváltandó csapatok adták volna át fegyverzetüket (beleértve az egyes katonák puskáit is!) a helyükre érkezőknek.

### Kísérletek a védelem megerősítésére
1942 végén a sztálingrádi helyzettel összhangban várható volt egy szovjet támadás. Ennek veszélyét a hadsereg vezetése helyesen mérte fel, és intézkedéseket sürgetett először a szövetséges német parancsnokság részéről, majd mivel semmi nem történt, a magyar főparancsnokságtól. Végül Horthy Miklóshoz fordultak, eredménytelenül. Horthy ez ügyben személyesen Hitlerrel is felvette a kapcsolatot, de nem ért el gyakorlatilag semmit.
Jánynak mindössze annyit sikerült kijárnia, hogy az 1. páncéloshadosztályból és további német páncélosegységekből erős köteléket szerveztek. Ez az ún. Cramer-csoport az esetleges szovjet támadás ellen gyorsan bevethető hadseregtartalékot képezett.

## Az összeomlás

A keleti front 1942 novembere és 1943 márciusa között

A szovjet hadsereg hosszas előkészítés után 1943. január 12-én indította meg az Osztrogozsszk-Rosszos hadműveletet. A 40. szovjet hadsereg támadása az urivi és a sztorozsevojei hídfőkből való kitöréssel kezdődött. A túlerő mértéke élőerőben 2,7:1, tüzérségben 5:1, páncélosokban 1,3:1.
A hadművelet célja az Osztrogozsszk–Rosszos-vasútvonal fennhatóságának megszerzése volt.

### A IV. hadtest arcvonalának átszakadása
1943. január 12-én, −30 °C-os hidegben, (a hadtest naplója –42 fokot rögzít) erős harckocsi-támogatással megindult a szovjet támadás az arcvonal északi részén (az urivi hídfőből kitörve déli irányban). A kezdeti eseményekről a források eltérően számolnak be. A hivatalos magyar jelentés szerint az itt védekező 7. könnyű hadosztály 4. gyalogezrede a nagy hideg ellenére hősiesen harcolt, az első támadásokat visszaverte, de nagy veszteségeket szenvedett. A hadsereg egyik vezérkari tisztjének visszaemlékezése szerint ugyanakkor a védelem meglepetésszerűen összeomlott, a 4. gyalogezred megfutamodott, az arcvonal mögött lévő tüzérségi eszközök harc nélkül kerültek szovjet kézre.
(Ismét más, szovjet forrásokra hivatkozó beszámolók szerint a szovjet fél a támadás során 5 halott és 42 sebesült saját veszteség mellett 1000 hadifoglyot ejtett.)
A hadsereg-parancsnokság kérte az arcvonal legdélebbi részén (az urivi hídfőtől távol) állomásozó Cramer-csoport bevetését.
A németek ezt megtagadták (von Weichs azt gondolta, ez még nem az „igazi” támadás), és a Cramer-csoportból csak a német 700. páncélosköteléknek (27 elavult T-38-as és 9 rohamlöveg – szovjet források 60 páncélos és 60 lövegről tudnak) adott parancsot az ellentámadásra. Az urivi hídfőtől északra védekező III. hadtest is küldött erősítéseket, de ezek a nagy hó és hideg miatt nem értek oda időben. A páncélosok szintén elakadtak a behavazott utakon.
Másnap a szovjetek további erőket vetettek be, és 10 km-es fronton teljesen áttörték a IV. hadtest védelmét. A havas, nyílt terepen a kiépített állások hiánya miatt az első vonalból kiszorított honvédek nem tudtak új arcvonalat kialakítani, és visszavonulásba, helyenként menekülésbe kezdtek.
Ezen a résen özönlöttek át a szovjet egységek, és északra kanyarodva a III. hadtest hátába kerültek.

### A scsucsjei kitörés
Január 14-én a scsucsjei hídfőből is kitörtek a szovjet csapatok, ezzel egyidejűleg a hadsereg déli szomszédja, a 8. olasz hadsereg ellen is megindult a támadás, amely gyorsan teret nyert, és az áttörő szovjet csapatok észak felé fordultak, a magyar arcvonal mögé.
Ekkor került sor a támadó szovjet T-34-esek és a 700 páncéloscsoport T-38-as harckocsijai közötti ütközetre, amely a német páncélosok súlyos vereségével végződött, a 36-ból 3 harckocsi és 3 rohamlöveg tudott visszavonulni.
Súlyos veszteségeket szenvedtek a támadók is: január 15-ig az urivi hídfőből támadó 132 páncélos közül 83-t vesztettek el a szovjetek, tehát – ekkor még – a magyar csapatok és a sebtében bevetett német erősítések minden hiányosság ellenére képesek voltak a kemény ellenállásra.
A német felső hadvezetés megtiltotta a Cramer-csoport bevetését (az egész sztálingrádi arcvonalon ez volt a német hadsereg egyetlen tartaléka), ugyanakkor ismételten megtiltották a magyar hadsereg számára a visszavonulást („az utolsó emberig kitartani a Donon”).
Január 15-re az arcvonal több darabra szakadt, több alakulatot teljesen bekerítettek (köztük a teljes III. hadtestet). A súlyos helyzet kialakulásában kulcsszerepe volt annak is, hogy Jány Gusztáv parancsnoksága betű szerint ragaszkodott a visszavonulást megtiltó hitleri parancshoz. Tették ezt még akkor is, amikor a német összekötő törzs vezetője (von Witzleben tábornok) egyértelműen célzott arra, hogy ő a visszavonulásra engedélyt parancs szerint nem adhat, de Jány ezt megteheti, mert ő nem a német hadsereg tisztje.
Több helyen (pl. Scsucsjétól délre, a 19. és 23. könnyűhadosztály körzetében) a támadás felváltás közben lévő csapatokat ért. Pánik tört ki, a menekülő csapatok összekeveredtek a fegyvertelen felváltó alakulatokkal. Az arcvonal órák alatt felbomlott, a katonák rendezetlen tömegben menekültek hátra.
Máshol a védekezést irányító parancsnokok rendelték el, hogy a fegyvertelen felváltó csapatok azonnal vonuljanak hátra. Ennek hatására sok reményvesztett honvéd eldobta fegyverét, és csatlakozott a visszavonulókhoz.

### Felbomlás

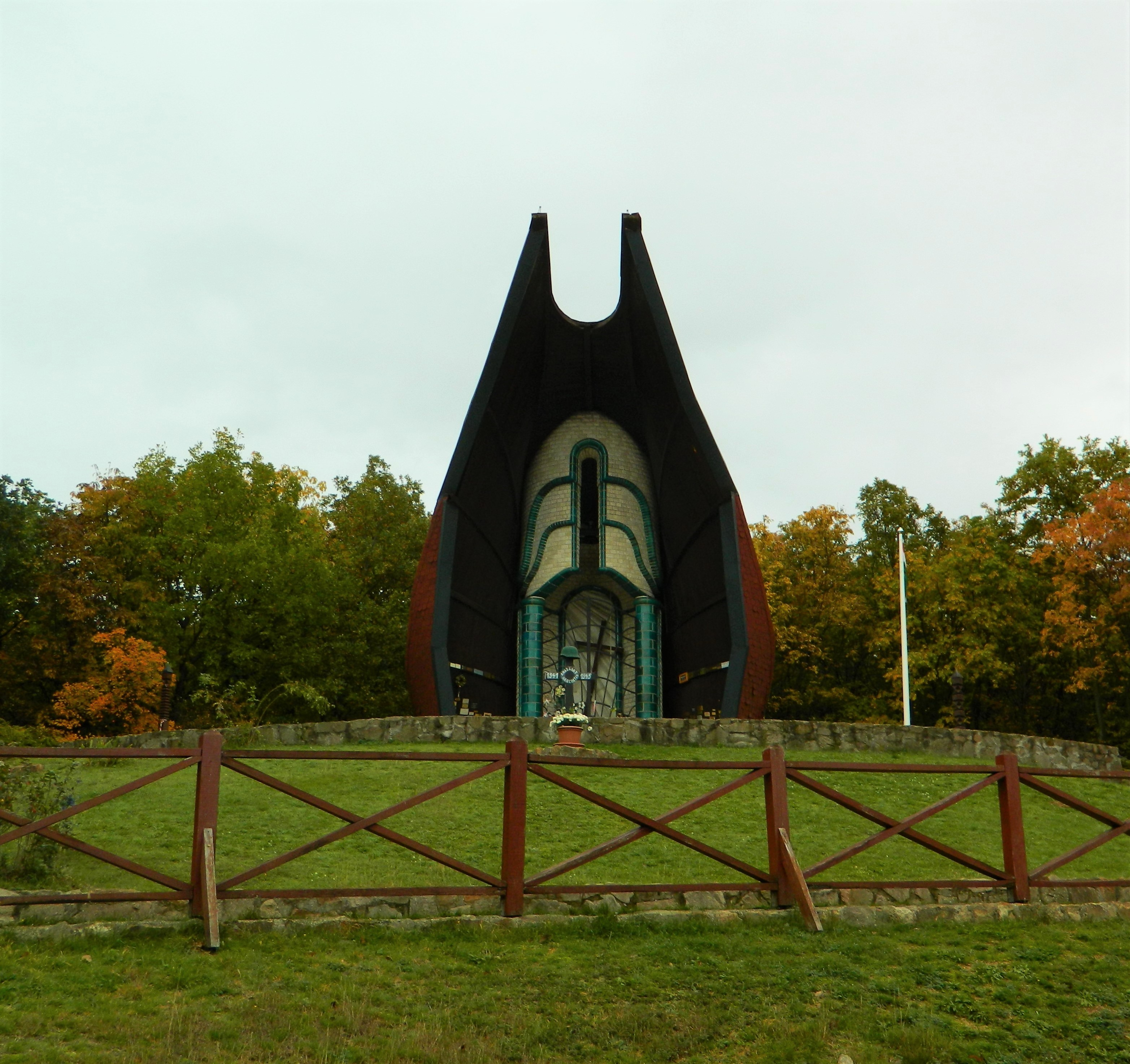
Pákozd, Don-kanyar-emlékkápolna

Január 17-re a hadsereg már felbomlóban volt. Hiába vetették most már be a Cramer-csoportot, a szovjetek megállíthatatlanul törtek előre, és már a hadsereg-főparancsnokságot fenyegették. A német összekötő törzs továbbra is a visszavonulást megtiltó parancsokat adott át, de szóban jelezték, hogy a „parancsokat a helyzetnek megfelelően kell kezelni”.
Ekkorra azonban már nem volt kinek továbbítani a parancsokat: aki még nem esett el, vagy nem fagyott meg, menekült vissza nyugat felé, ahogy tudott.
Január 18-án a bekerített III. hadtest kivételével már nem voltak magyar csapatok a Donnál.
A gyorsan mozgó szovjet ékek (harckocsik és sígyalogság) mélyen benyomultak a vonalak mögé, a fegyveres ellenállást megkísérlő csoportosulásokat megsemmisítették, az ellen nem álló menekülőket lefegyverezték, de utána hagyták őket tovább menekülni, a fegyverteleneket nem bántották. Ennek hatására még többen dobálták el fegyvereiket, és vánszorogtak a hómezőkön keresztül nyugat felé.
A felbomlott alakulatok a rendes utakat elkerülve vonultak vissza, egyrészt szovjet légitámadásoktól, másrészt saját tisztjeiktől és tábori csendőrségüktől való félelmükben. Több összecsapásra került sor a szintén visszavonuló, de rendezettebb és jobban felszerelt német csapatokkal, akik a honvédek maradék felszerelését erőszakkal elvették, illetve nem engedték őket az általuk megszállt falvakban éjszakázni.
A rendkívüli hidegben minden éjszaka a legyengült, lerongyolódott emberek ezrei fagytak halálra, az életben maradottak pedig tovább vánszorogtak. Melegedni, megpihenni az elpusztított, felgyújtott falvak tüzénél tudtak, táplálékul a megfagyott lovak húsát ették.

### Utóvédharcok
A késve bevetett Cramer-hadtest a szovjet előrenyomulást megakadályozni már nem tudta és maga is felmorzsolódott. A visszavonulást fedező 1. magyar páncéloshadosztálynak 10 nap után 500 katonája, 1 páncélosa és 1 rohamlövege maradt.
A repülőcsapatokat az ilovszkojei reptéren bekerítették, ezek eszközeik felrobbantása után január 20-án gyalogharcban, súlyos veszteségek árán törtek ki nyugat felé. Csukás Kálmán repülőőrnagy, a repülők parancsnoka hősi halált halt, a kitörést helyettese, Heppes Aladár százados vezette. Visszavonulás közben kb. 1000 lemaradt sebesültet mentettek meg a fagyhaláltól.

### A III. hadtest sorsa
A hadseregtől elvágott és bekerített III. hadtestet az északról szomszédos 2. német hadsereg kötelékébe rendelték. A hadtestet a német csapatok visszavonulásának fedezésére utasították, ugyanakkor felszerelést, ellátást nem kapott. A németek minősíthetetlenül, megalázó módon bántak a honvédekkel, megtiltották, hogy azok az utakat használják, vagy éjszakára behúzódjanak a falvakba.
A visszavonuló német csapatok inkább felrobbantották készleteiket, mintsem átadják azt az utóvédet tartó honvédeknek.
Február 1-jén gróf Stomm Marcel altábornagy hadtestparancsnok utasítást kapott, hogy a hadtest törjön ki északnyugati irányban, miközben a németek nyugat-délnyugat felé vonultak vissza. A III. hadtestnek ekkorra már nem volt élelmiszere, nehézfegyverzete, és puskánként alig 10 tölténye maradt.
Ilyen körülmények között – meglehetősen szokatlan módon – a parancsnok a hadtestet feloszlatta: „Ezek után kénytelen vagyok mindenkinek saját belátására bízni a jövendőjét, mivel élelmet, lőszert és végrehajtható feladatot adni nem tudok.”. A III. hadtest katonái kisebb csoportokban, ki a visszavonuló németeket követve, ki saját maga által talált úton próbált nyugat felé jutni. A február eleji létszámból (kb. 10-12 000 fő) nagyjából 7000 honvéd jutott ki a gyűrűből. Stomm tábornok és törzse szovjet fogságba esett.

## Veszteségek, hazaszállítás

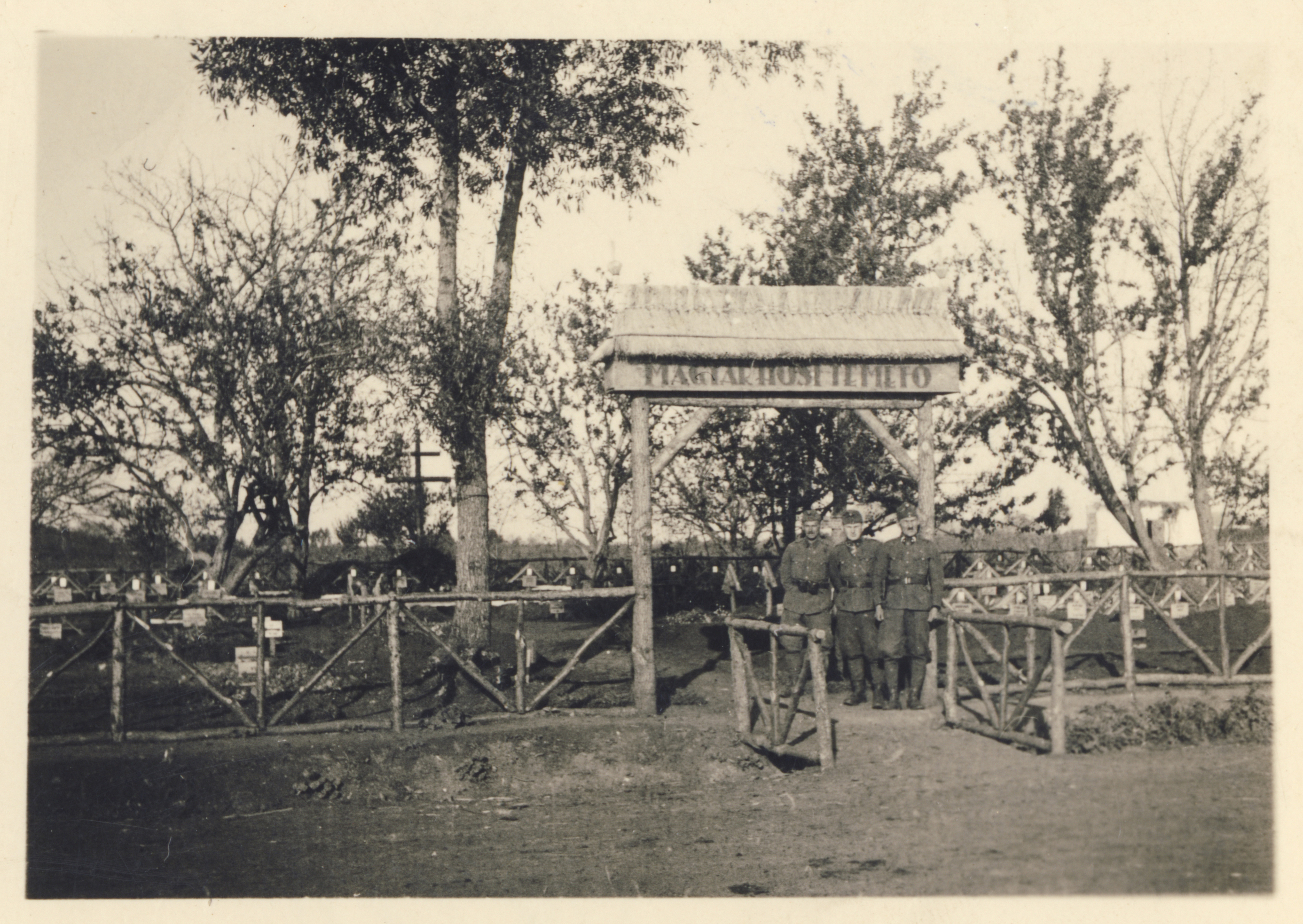
Jablocsnoje magyar hősi temető, 1942-ben

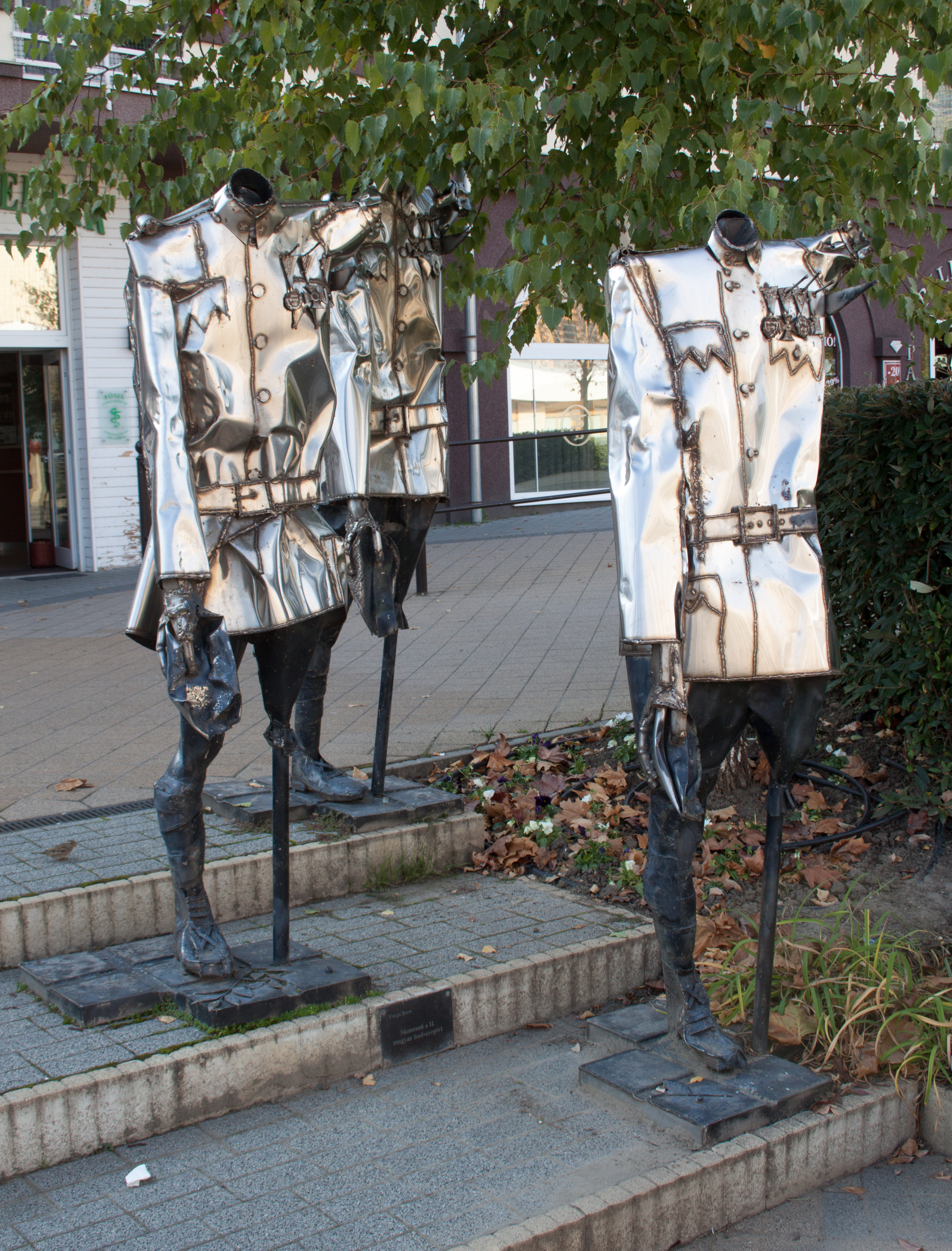
Memento - Varga Imre szobra Siófokon

A hadsereg maradékát kb. 100 km-re a Dontól nyugatra próbálták összeszedni.
Január 22-ig kb. 17 000 olyan katona érkezett be, akinek fegyvere volt, a többiek fegyvertelenül, a legtöbben sebesülten, fagysérülten. Századnál nagyobb szervezett egység nem érkezett vissza. Az egész hadseregnek 6 db lövege maradt meg.
Zömük február elején érkezett meg, de még márciusban is érkeztek katonák, voltak akik majd' 300 km-t gyalogoltak. Március 3-ig 2913 tiszt és 61 116 fő legénység érkezett be. (Ha 200 ezerből kivonjuk a megjelenteket, akkor sokkal nagyobb a veszteség mint 100-120 ezer ember.)
Elveszett mintegy 100-120 ezer ember. Az elesettek és fogságba esettek pontos számát megállapítani nem lehet, azonban a szovjet csapatok fent említett harcmódja miatt a foglyok száma aránylag csekély volt, és ezek nagy részének sorsáról sem sokat tudunk.
Január 24-én Jány vezérezredes kiadta hírhedt „A 2. magyar hds. elvesztette becsületét…” kezdetű hadparancsát, amelyben a katonákat gyávasággal vádolta, és drasztikus fegyelmező intézkedéseket rendelt el. A parancs osztatlan felháborodást keltett. Horthy márciusban a parancs visszavonására utasította Jányt.
Az 1943. április 4-én kelt hadseregparancs utolsó bejegyzése így hangzik:
„Az eddig beérkezett harcjelentésekből és egyéb adatokból megállapítom, hogy a Magyar 2. hadsereg a téli hadműveletek folyamán becsületét nem vesztette el, hanem sokáig a Don-parton keményen állta a harcot, sőt a hadsereg egyes csapattestei és ennél magasabb kötelékei olyan ragyogó fegyvertényekkel tűntek ki, melyek a régi magyar katonai hírnévhez mindenben méltóak, és felveszik a versenyt bármely hadsereg kimagasló fegyvertényeivel.”
A hadsereg maradványait április 24-én elkezdték hazaszállítani, a hadsereg-parancsnokság működését 1943. április 30-án beszüntette. Az utolsó vonat május 30-án indult, amellyel Jány Gusztáv is hazatért.

## Az újjáalakult hadsereg
1944. augusztus 28-án újra létrehozták a Magyar 2. hadsereget, amelynek kötelékébe az Erdélyben állomásozó magyar erők tartoztak. A parancsnok vitéz dálnoki Veress Lajos, az anyagi mozgósítási osztály főnöke boldogfai Farkas Endre lett, akit Veress személyesen kért fel az akkori híres és kiváló szolgálata miatt. A sereghez tartozott a II. Hadtest (7. és 9. tábori póthadosztály, 25. gyaloghadosztály, 2. páncéloshadosztály, 1. és 2. hegyi pótdandár), valamint a IX. Hadtest (2. tábori póthadosztály, 9. határvadász dandár, Székely Határőrség). A sereg első feladata a dél-erdélyi szorosok birtokba vétele volt, amely érdekében szeptember 5-én támadást indítottak a románok ellen, de a szovjet csapatok Erdélybe érkezése miatt az akció kudarcba fulladt, a sereget pedig visszarendelték az Aranyos és Maros folyók vonalára (Dél-erdélyi hadjárat (1944)). A szovjet 2. Ukrán Front támadása idején a tordai csatában közel egy hónapon keresztül feltartóztatták a szovjeteket, csak október 8-án voltak kénytelenek visszavonulni a Kis-Szamos vonaláig, végül aztán a szovjetek alföldi előretörése miatt október 11-én kénytelenek voltak feladni Kolozsvárt is és visszavonulni a Meszes-hegységbe. Nagyvárad eleste után a Nyírségbe vonult vissza a sereg, majd átkeltek a Tiszán és Kocsordos-tanya közelébe kerültek, ahogy tervezte Farkas, Veress parancsa után. Időközben, október 16-án lezajlott a nyilas hatalomátvétel, amiért a Horthyhoz hű Veress altábornagyot menesztették a hadsereg éléről és helyére Major Jenő altábornagyot nevezték ki.
A nyilasok a hadsereg parancsnokságát október 20-án a Dunántúlra szállították, ahol a védelem megszervezésével foglalkoztak. November 13-án a seregparancsnokságot kivonták az arcvonalból, hogy a Németországban kiképzésben levő magyar alakulatok felett átvegye a vezetést. December 1-jén a hadsereg-parancsnokságot hivatalosan is megszüntették, a sereg részei más csapattestekhez csatolva folytatták a harcot a háború végéig.